# Storia di Vasto
(Motto presente sullo stemma della città)

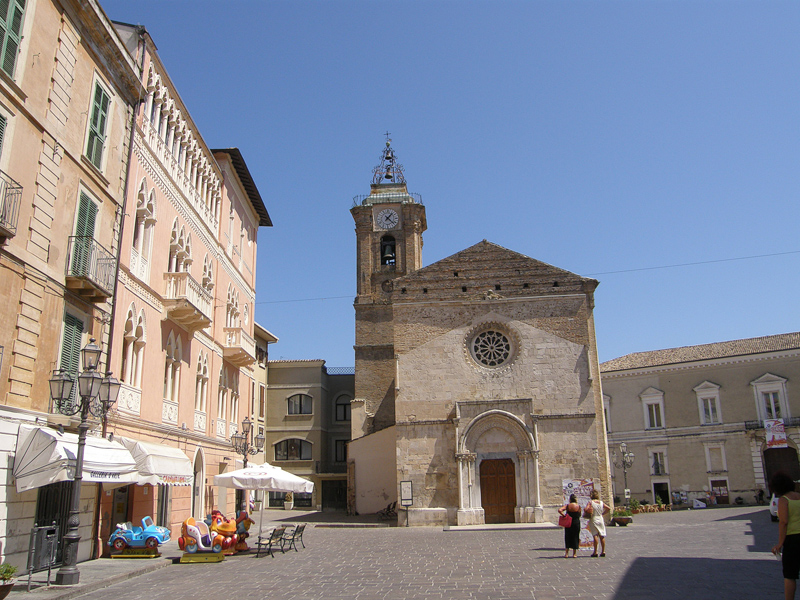
Centro storico, il corso R. De Parma e cattedrale di San Giuseppe

La storia di Vasto percorre un lungo arco temporale, partendo dal periodo greco-romano, passando per la decadenza medioevale, la rinascita signorile e rinascimentale, e i prestigiosi secoli XVIII e XIX, dove la Città proclamata per concessione di Carlo III nel 1710 acquisì l'appellativo di "Atene degli Abruzzi" grazie alla sua produzione culturale, artistica e letteraria, fino ad arrivare ai giorni nostri.
| Vasto                 | Vasto            |
| --------------------- | ---------------- |
| Paese                 | Italia           |
| Regione               | Abruzzo          |
| Popolazione           | Frentani         |
| Secolo fondazione     | XII secolo a.C.  |
| Annessione all'Italia | 4 settembre 1860 |

## Età antica
La leggenda vuole che la città fosse fondata da Diomede, re d'Etolia, che, dopo l'assedio di Troia, sbarcò con il suo popolo in Italia meridionale fondando diverse città. L'antico nome di Histon da lui dato sarebbe dovuto al fatto che il suo promontorio dal mare ricordasse il monte Histone di Corfù.
I coloni greci furono indotti a stabilirsi in loco per via dell'industria e il commercio della lana.
Di certo, intorno al V secolo a.C. si stanziarono i Frentani nella zona nord di Vasto (Punta Penna), fondando un villaggio probabilmente identificabile con la città Buca, ed entrando in stretto contatto con le popolazioni dei Sanniti e delle colonie greche del Sud Italia e della Sicilia (fra cui Siracusa). Ci sono altresì teorie su un antico centro abitato sprofondato per bradisismo al largo dell'attuale Faro, noto come "Aspra", la cui esistenza si cela tra leggenda e testimonianze di pescatori e archeologi subacquei.

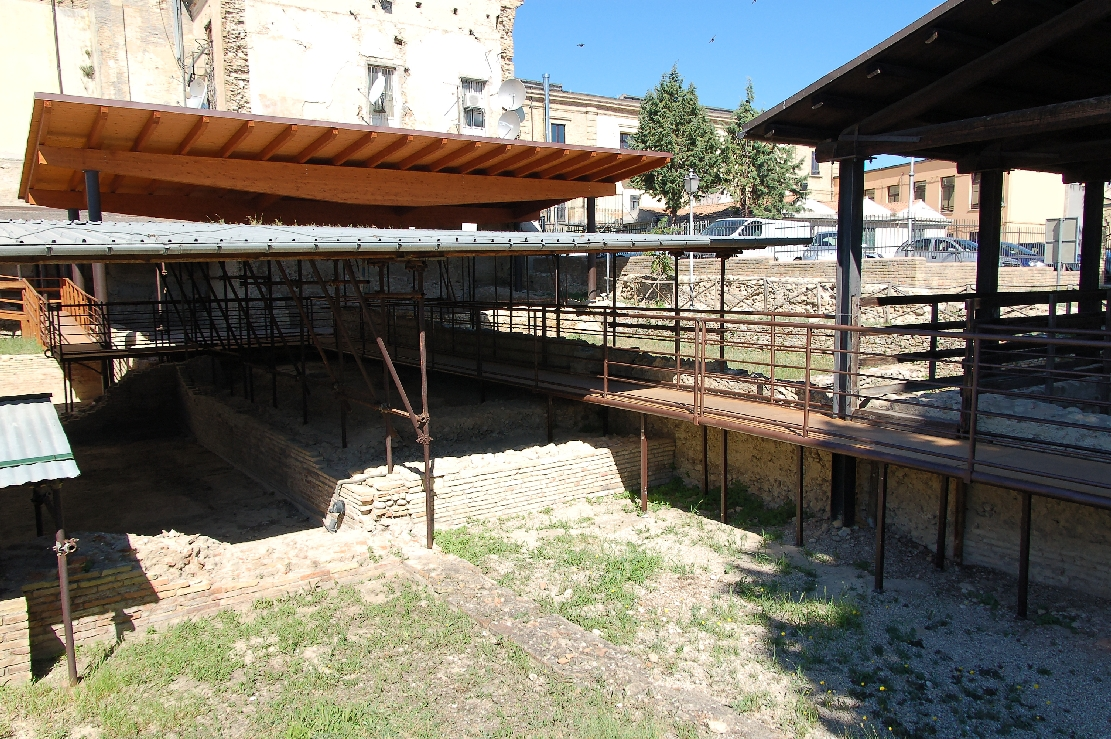
Terme romane di Histonium, presso la chiesa di Sant'Antonio

In seguito, dopo il 305 a.C., l'influsso romano fece costruire vari edifici in parte ancora visibili oggi. 
Tra la fine del IV e gli inizi del III secolo a.C. (dopo la Guerra sociale del 91-98 a.C.) entrò definitivamente nell'orbita romana con lo status di foederati (alleati).
Nel 91 a.C. il popolo di Histonium, insieme a tutti i popoli italici prende parte alla confederazione dei popoli italici per ottenere il titolo di municipio. Il dittatore Fabio Massimo fece restaurare il campidoglio. La città fu devastata da Silla nella lotta contro Mario e ricostruita e nel 117 venne inserita nella provincia del Sannio.
In seguito la città man mano perse d'importanza e decadde. I vari edifici romani furono saccheggiati durante le invasioni barbariche subendone anche le lotte che si susseguirono fino in epoca feudale.
Il centro abitato, che si era andato formando qualche chilometro più a sud, divenne municipio romano e fu latinizzato da Histon in Histonium, acquisendo importanza in età imperiale.
Degli esempi lasciati dalla cultura romana sono la trama viaria ortogonale visibile soprattutto nella parte nord del centro storico di cui sono ancora riconoscibili il Decumano e il Cardine massimi, le Terme, diversi luoghi di culto, un anfiteatro (sotto l'attuale Piazza Rossetti), una cinta muraria cittadina (inglobata in quella medioevale successiva), ville e necropoli attestate fuori dal centro urbano.
Un vastese illustre di epoca romana fu il tredicenne Lucio Valerio Pudente, incoronato poeta nel 106 in Campidoglio da Traiano, durante i Giochi Capitolini che si svolgevano a Roma, e ricoprendo in seguito la carica di curatore delle rendite pubbliche durante l'impero di Antonino Pio.

## Ipotesi sulle origini di Vasto

### I villaggi di Punta d'Erce
Secondo le ipotesi dello storico locale Luigi Marchesani nella sua Storia di Vasto: Città in Abruzzo Citeriore (1838), la città di Histonion sarebbe stata fondata dagli Etruschi, oppure dai Liburni, basandosi su ipotesi fatte già da Strabone, e congetturate poi anche da Domenico Romanelli.
Anch'egli riporta la leggenda della fondazione dei traci da parte dell'eroe mitico Diomede che circa nel 1184 a.C. approdò nelle coste adriatiche, conquistando anche le Isole Tremiti.

### Buca
Nella zona di Punta Penna secondo molti scrittori, tra cui Marchesani e Muzio Febonio, si trovava la città frentana di Buca, riportata anche nella Naturalis historia da Plinio il Vecchio, e da Pomponio Mela. Tuttavia la menzione sin dagli antichi di Buca, non scongiura il fatto che potesse trattarsi di un'altra città rispetto a quella vastese, come già si chiedeva il Romanelli, poiché esistono lungo la costa adriatica varie località con questo nome, a partire dall'antica Peucezia presso Bari, poi Teano Appulo (Larino), e infine Termoli. 
Scavi del 1882 presso un fabbricato del porto, fu rinvenuta una colonna in marmo bianco venato, alta 1, 16 metri, con l'iscrizione frammentaria: "NNNN Costantino Max Aug...et Constantino...et Constantio...bbb Caesar M. III"; si tratta di un cippo posto lungo il tracciato della via Traiana in direzione di Brindisi, e ciò è confermato anche dai rinvenimenti di un'antica stazione di servizio romana posta presso Lido Casalbordino. Il porto di Buca si trovava lungo cala Mottagrossa, nel principio del IX secolo, quando Pipino il Breve entrò nella provincia Arniense per reprimere la ribellione di Grimoaldo, questo approdo fu distrutto insieme alla città, e ciò accadde anche con le invasioni saracene e ungare, determinandone la definitiva scomparsa, anche per gli smottamenti successivi verso il mare.

### Villaggio di Aspra
Una leggenda vuole che nella parte del promontorio volta più verso il mare, oggi scomparsa per frane, si trovasse la città di Aspra, sommersa appunto per un cataclisma naturale. Ciò è confermato al livello storico sia da Marchesani, Romanelli sia da Giuseppe Del Re Il toponimo deriverebbe dall'abbondanza nel piccolo golfo della specie di "pesce mandorla" (infatti si ricorda una grande pesca nel 1928 di oltre 180 quintali di mennole). In uno studio del 1989 di Michele Benedetti, si ricorda che nella mareggiata del 1966 vennero portati alla luce colonne, capitelli, mura varie, ricoperte dalla sabbia con successive mareggiate.

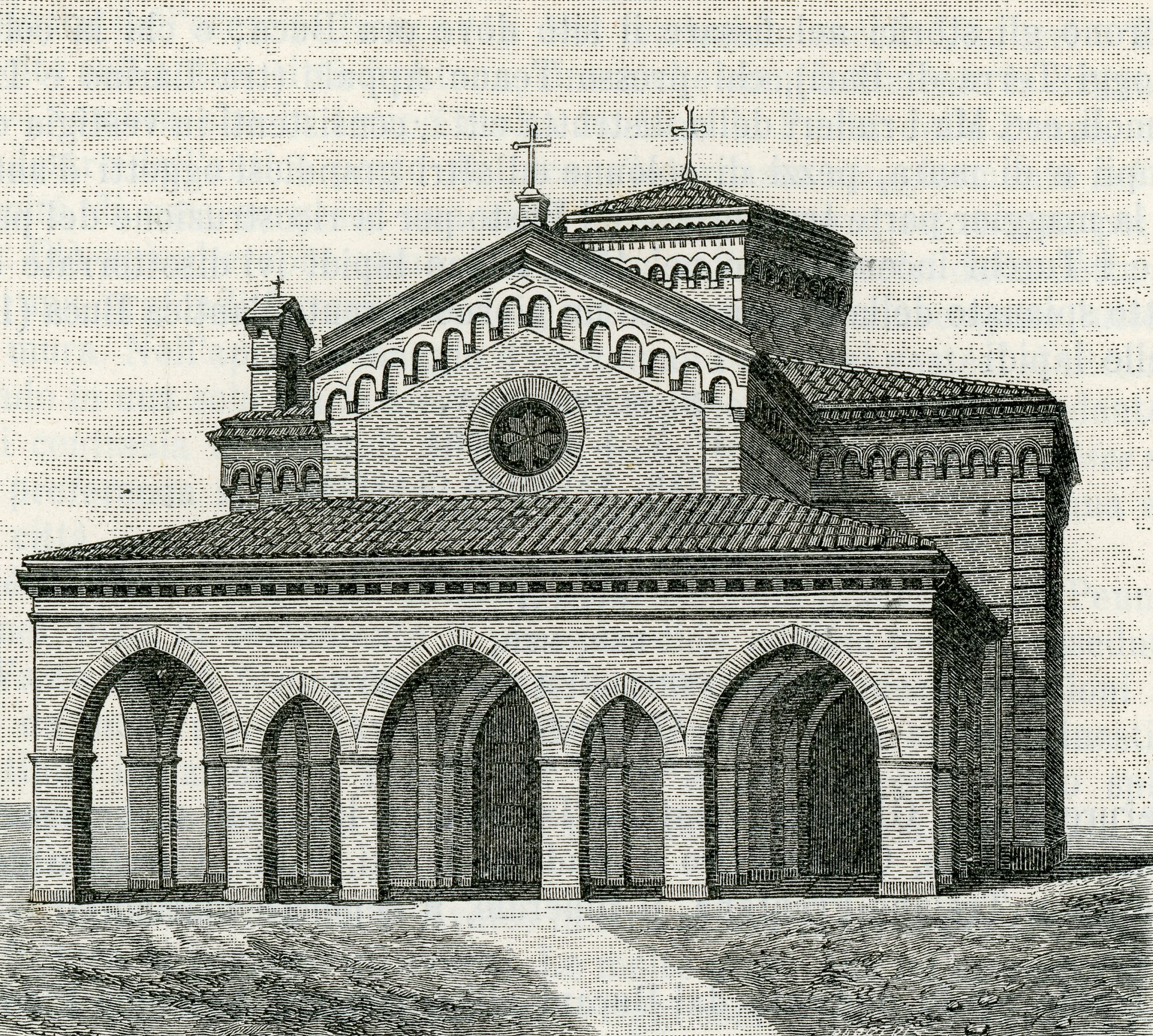
Incisione della chiesetta della Madonna di Pennaluce (Punta Penna)

Anche il ricercatore Achille Muratore riporta una testimonianza, sicché nel 1981 vennero avviate le prime campagne di scavo da parte dell'Istituto di Fisiologia Umana dell'Università degli Studi "Gabriele d'Annunzio" di Chieti, per far luce sulla città sommersa. Vennero rinvenuti relitti risalenti al III-IV secolo a.C., e strutture sommerse da un fenomeno di bradisismo.

### Villaggio di Pennaluce
Seconda città dopo Buca era il villaggio di Pennaluce, o anticamente "Pinna de Luco" presso l'attuale Faro di Punta Penna, nell'area del golfo con il promontorio di Punta Aderci. Sempre da rinvenimenti archeologici fatti nel mare, si è scoperto che qui esisteva un abitato romano. L'abitato continuò ad esistere per secoli, sino al tardo Medioevo.
Il castello di Pennaluce infatti, anche se ha origini precedenti l'arrivo dei romani, è documentato come una piccola fortezza nel 1252, quando faceva parte delle università del feudo di San Giovanni in Venere, ed era uno dei porti ufficiali del Regno di Napoli nei diplomi di Federico II. Era dotata di un castello di guardia e di una chiesa dedicata a San Martino, come riporta la bolla di papa Alessandro III. Aveva un sicuro approdo portuale per i commerci, ebbe dei privilegi nel 1304 da Carlo III di Napoli d'Angiò, nei primi anni del XV secolo fu colpita da una pestilenza che decimò la popolazione. Nel 1317 fu data in feudo a Carlo Arcus, nel 1391 il Re di Napoli Ladislao di Durazzo unì il feudo ai possedimenti dei Conti di Manoppello. Vari disastri naturali, nonché arrecati dall'uomo come saccheggi vari (si ricordano quelli compiuti dai veneziani), portarono Pennaluce alla distruzione, nell'anno 1416. Rimasero solo la piccola torretta di difesa, crollata già nel XVI secolo, e la chiesetta della Madonna della Penna, ancora oggi in piedi.
Di Pennaluce si hanno notizie sin dal 1006, come testimonia l'abate Romanelli, quando era possedimenti dell'abbazia di Santo Stefano in Rivomaris presso il lido di Casalbordino: il villaggio era dotato di un faro e della chiesetta di Sant'Eustachio, sorgente alle porte di Buca. All'epoca della redazione della Storia di Vasto, Città in Abruzzo Citeriore (1838), il Marchesani testimonia che il castello di Pennaluce di Colle Martino era ancora in parte in piedi, dove venivano sepolti i morti di febbre malarica nel 1817. L'area è scomparsa del tutto a causa dei fenomeni di avvallamento del promontorio.
Con diploma del 1º ottobre 1417, Giovanna II d'Angiò concedeva a Vasto il possesso di Pennaluce. Alfonso II d'Aragona nel 1494 confermava il possesso del "casale" disabitato, riconfermato nel 1499 a Innico II d'Avalos, marchese del Vasto e di Monteodorisio.
Nel villaggio si ricorda la presenza della chiesetta di Santa Maria di Pennaluce; nel 1304 era annessa al monastero di Sant'Agostino, che però cadde in decadenza dopo il 1416.
Nel 1618 vennero effettuati lavori di ristrutturazione, tra il 1676 e il 1689 Diego I d'Avalos Marchese del Vasto la fece rifare daccapo mentre costruiva la sua villa del Palazzo della Penna. Oggi la chiesa si presenta in un ulteriore rifacimento della metà dell'Ottocento, che le dà un carattere pseudo medievale neogotico; negli anni '80 sono stati effettuati scavi archeologici presso l'abside, rinvenendo fondaci di capanne risalenti al 1000 a.C., (periodo finale dell'età del bronzo) con reperti ceramici, vasellame d'importazione, provenienti dalla cultura della Dunia in Puglia.

### Elementi urbanistici dell'anticaHistonium

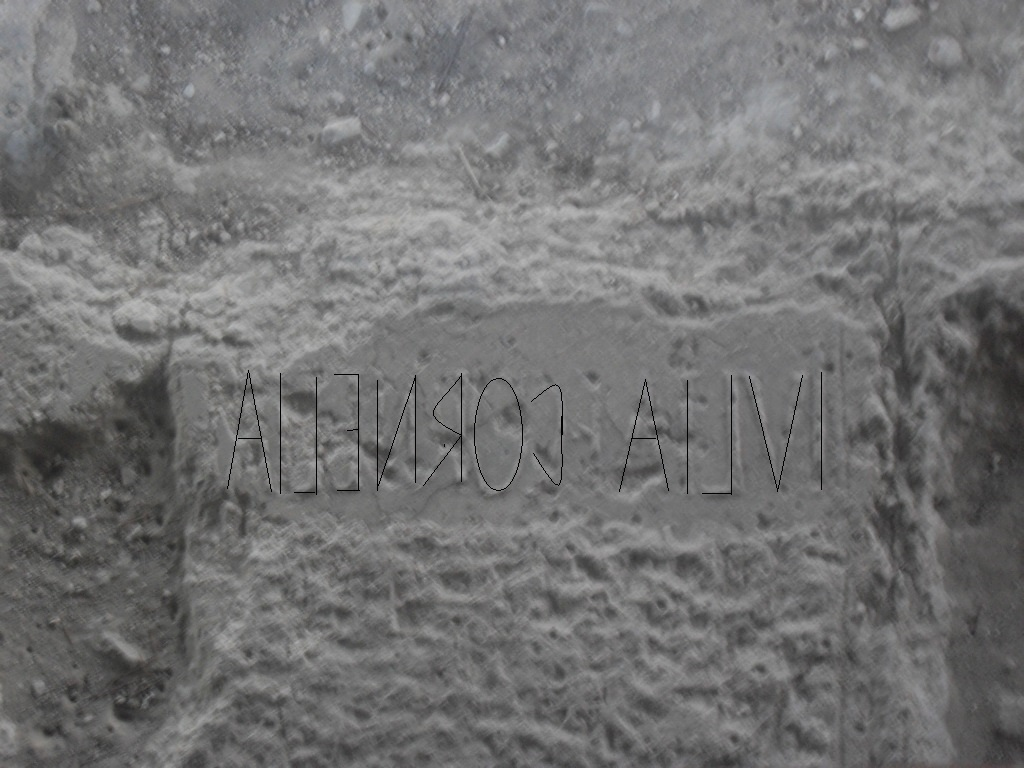
Testo epigrafico dedicato a tal Iulia Cornelia, dalle terme romane di Vasto

La configurazione urbanistica di Vasto, ancorata ai sistemi di edificazione romanici e medievali, in prevalenza nell'agglomerato del centro storico, è il processo di una riedificazione della città sulle rovine di quella romana di Histonium, almeno per una larga porzione della parte storica, detta Guasto d'Aimone (o rione San Pietro). Come concezione urbanistica, Vasto risale al periodo romano della conquista del I secolo a.C., quando divenne municipium con la denominazione che conosciamo, vantava un Campidoglio, numerosi templi dedicate alle divinità romane, eretto sopra i preesistenti italici dei frentani, edifici pubblici e privati di notevole importanza, inclusi l'anfiteatro e le terme.
Man mano che le civiltà si sono avvicendate, la conformazione urbanistica, legata alla naturale espansione demografica e sociale, non subì sensibili mutamenti, ancorata ai vecchi schemi del periodo medioevale. Si parla dell'epoca dell'XI-XIV secolo, quando Vasto ebbe una riassetto urbanistico con la costruzione del rione Guasto Gisone, ossia la parte attorno alla chiesa collegiata di Santa Maria Maggiore, con la Loggia Amblingh, e la porzione convessa volta su Piazza G. Rossetti. Le costruzioni dei cittadini più facoltosi erano sistemate dentro la cerchia muraria completata nel primo trentennio del '400 durante il governo di Jacopo Caldora, che ristrutturò ampiamente anche il castello. Al di fuori delle mura stavano le abitazioni povere dei contadini, ancora oggi è possibile vedere una netta divisione di stile leggendo la toponomastica della città, visibile soprattutto nei tratti del Corso Garibaldi, via Roma, via Vittorio Veneto, via Giulia, via Naumachia, via Francesco Crispi e via Istonia.

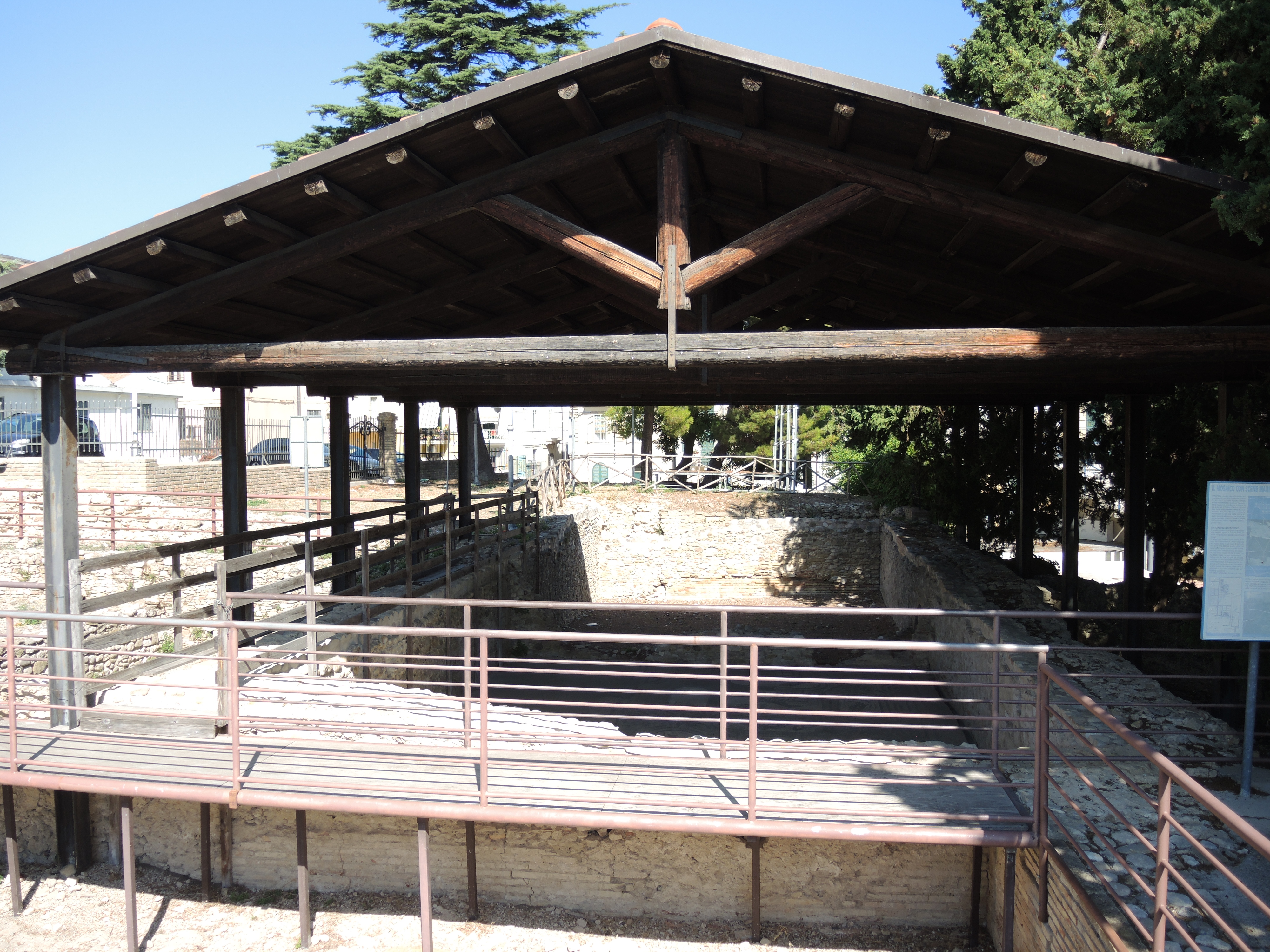
Terme di Vasto, via Adriatica

Gli agglomerati urbani nel Medioevo sorgevano attorno a qualche edificio di notevole portata, come una chiesa parrocchia (a Vasto si hanno gli esempi di chiesa-fortezza di Santa Maria Maggiore e San Pietro, dove si rifugiavano i civili durante le incursioni via terra e via mare), oppure un castello. Il caratteristico borgo, singolare nella sua conformazione, sorto all'interno dell'area di Santa Maria Maggiore, costituisce forse il classico esempio di tale schema. Al centro la torre maestra del campanile, detta "Battaglia", cioè il nucleo difensivo, sulla quale venne innalzata la cella campanaria, e poi le tre navate della chiesa (XVIII secolo); all'intorno un dedalo di piccole vie con sviluppo circolare (via Santa Maria Maggiore, via Giosia, via Tiziano, via Tripoli, via Lupacchino, via San Gaetanello, Piazza Mattioli, Porta Catena, Loggia Amblingh), strettoie varie, delimitate da costruzioni, non superiori a tre piani, sorte a seconda delle esigenze demografiche.

### Urbanistica del Guasto d'Aimone, ossia Histonium
Nella prima parte si riscontra il tipico esempio dell'urbanistica romana detta "per scanna", con tecnica costruttiva allungata con i lati corti in corrispondenza degli assi trasversali, che costituiscono i cosiddetti cardi. Infatti il Corso Palizzi è considerato il cardo maximus, e il Corso Dante il decumanus maximus, mentre altri cardi sono costituiti da Corso Plebiscito e di via Adriatica. I decumani minori sono via Anelli, via San Teodoro, via San Francesco d'Assisi, via Laccetti, via Lago.

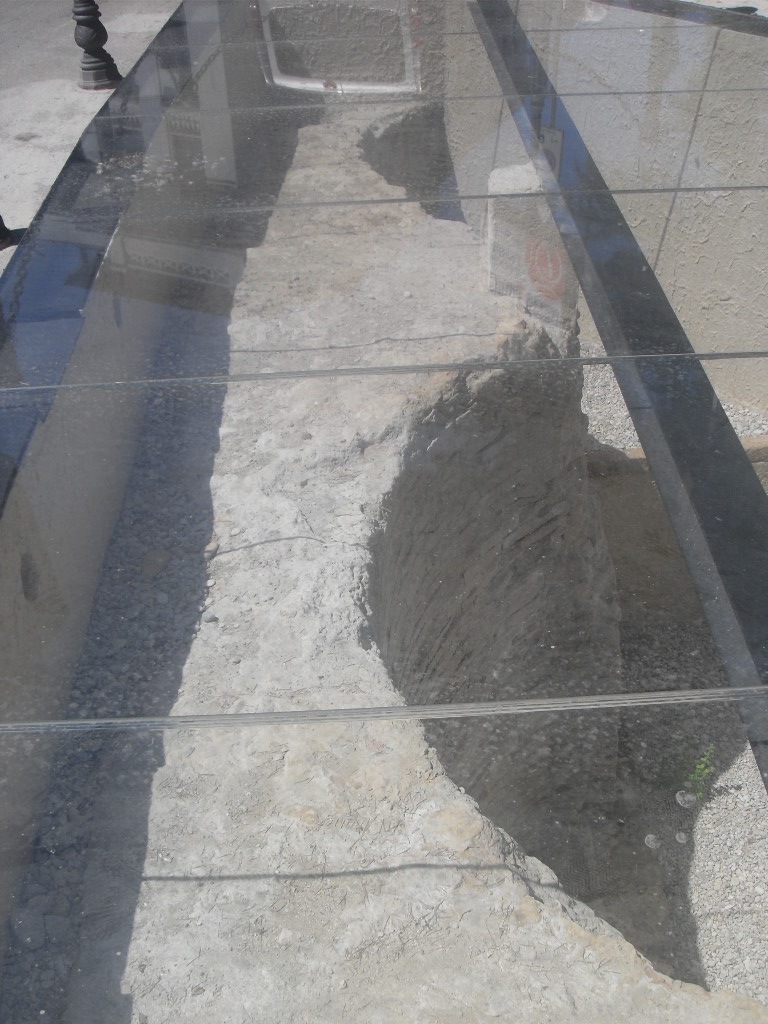
Porzione allo scoperto dell'anfiteatro romano, in Piazza Rossetti, zona d'imbocco di via Cavour

C'è poi una seconda traccia di isolati che presenta la caratteristica costruttiva, detta "per strigas", con i lati corti degli isolati attestati sui decumani, il cui raccordo è costituito dall'asse longitudinale di via Laccetti-via Lago, il decumano. I cardi di quest'area sono le vie San Pietro, via Osidia, via Beniamino Laccetti, via Pampani, via Marchesani, mentre i decumani sono via Valerico Laccetti, via Barbarotta. I lati realizzati per strigas sono abbastanza conservati, gli altri nella zona orientale nel corso dei secoli hanno subito notevoli modifiche. Il gruppo di via comprese tra via Roma, via Crispi e via Roma nord, strada Barbarotta sud, Corso Plebiscito-via Marchesani-via Sant'Antonio-via San Pietro, risalgono per il tracciato all'epoca romana (I secolo a.C. - I secolo d.C.), le scoperte archeologiche hanno infatti rivelato la pavimentazione originaria sotto gran parte lo strato di calpestio delle singole case, specialmente nell'area di San Pietro.
Nella zona del Muro delle Lame, teatro di varie scoperte, anche dopo la tragica frana del 1956, che inghiottì una consistente porzione del quartiere, ci fu l'affioramento della parte stradale della Via Frentana-Traianea, di un pavimento a mosaico di grande valore, e delle fondamenta dell'edificio termale presso l'ex convento di San Francesco. Nella parte di via Anelli, all'altezza della Scuola d'Arte, è ancora visibile un muro di 20 metri risalente all'epoca romana, nella facciata di una casa civile; in via Pampani nel 1854 venne estratto un pavimento musivo, lungo via Santa Maria Maggiore sono visibili tracce di antiche fondazioni, che corrispondono all'anfiteatro di Piazza Rossetti, in via Tagliamento affiorano resti di un muro in opus caementitia. In via B. Laccetti la chiesetta della Trinità poggia su fondamenta di un'abitazione romana, con visibili resti sulla destra.

### Monumenti romani di Histonium
L'antica Histonium andava fiera dei suoi monumenti, di cui si ha notizia dell'anfiteatro in Piazza Rossetti, fuori dal perimetro urbano, realizzato in opus cementizia: misurava circa 225 piedi (67 m ca.) di lunghezza per 210 (62 m) di larghezza. Gli edifici situati nella parte nord-est della piazza sorgono a forma ellittica, presso la Torre di Bassano, segno che dopo la caduta di Roma, l'anfiteatro fu smantellato per ricavarci materiale di costruzione di nuove case, se si tiene conto che il vicino Castello Caldoresco era collegato con la cinta di difesa al torrione cilindrico di Bassano, per costruire un baluardo contro le scorrerie dei turchi, che spesso sbarcati alla Marina, risalivano il pendio della cappella di Santa Maria della Catena per saccheggiare la città, benché i cittadini fossero messi al corrente del pericolo abbastanza prima, grazie alla Torre Battaglia della chiesa di Santa Maria. La presenza vicino alla piazza di tal via Naumachia, a fianco della chiesa dell'Addolorata, ha fatto ipotizzare che l'anfiteatro fosse stato usato anche per le celebri battaglie navali, inscenate anche a Roma.
Un'alluvione avvenuta nel tardo impero romano ricoperse l'anfiteatro di fango, determinando di fatto l'abbandono; l'ipotesi sul fatto che l'anfiteatro fosse usato anche per questi spettacoli è fornita dalla presenza degli acquedotti di alimentazione idrica: nel 1614 furono rinvenute in via Lago delle condotte, che si dirigevano verso le chiese di San Giovanni dei Templari e di San Pietro (il Murello), l'acquedotto delle Luci invece era già disseccato, e servì per i mulini dell'Angrella, in quanto le acque giacevano copiose nel vallone dopo aver servito i bisogni della popolazione, e dopo aver alimentato la fontana di Porta Palazzo, Porta Castello e della Piazza.

### Acquedotti romani di Histonium
Questo acquedotto fu usato dai vastesi sino alla costruzione del moderno acquedotto del Sinello nel 1926, successivamente il percorso venne dirottato verso una fontana di via Tre Segni sotto la villa comunale, dove c'era una forte pressione; oggi la condotta è disseccata per mancata manutenzione già dai secoli XVII-XVIII secolo, e forse per la dispersione delle acque e per le infiltrazioni nel terreno poroso del centro storico, avvennero a Vasto varie frane, anche importanti, di cui l'ultima catastrofica del 1956.
Histonium era dotata anche di templi, di cui si ha riferimento da antichi documenti, riordinati dallo storico Luigi Marchesani: quello dedicato al Dio Helios si trovava presso la chiesa di Sant'Antonio di Padova, sopra cui oggi poggia la cappella della Madonna delle Grazie, quello della dea Cerere si trovava nell'area dove venne eretta la chiesa collegiata di San Pietro, il tempio di Giove Delicheno sorgeva presso Piazza del Popolo, insieme al vicino tempio di Bacco. In località Selvotta si trovava il tempio di Ercole, con la lapide conservata nel Museo archeologico del Palazzo d'Avalos.

### Personaggi famosi di Histonium e complesso termale di Sant'Antonio
Altre testimonianze epigrafiche sono conservate nel Palazzo d'Avalos, insieme a sculture come il busto in marmo con basamento, che componeva la scultura del poeta vastese Lucio Valerio Pudente, un busto acefalo di donna, diverse statue e lucerne in terracotta, idoli in bronzo.
Infatti dalle lapidi di ha la testimonianza dei politici e dei magistrati che avevano ottenuto privilegi da Roma, come Caio Hosidio Geta, che nel 43 d.C. fu legato dell'Imperatore Claudio, al comando dell'esercito romano, sbaragliando i nemici in Inghilterra; divenne console e ricevette le insegne del trionfo a carico dell'impero, testimonianza se ne ha dai resti del monumento pedestre che gli venne dedicato a Histonium. Poi vi fu Publio Paquio Sceva, questore e giudice, pretore dell'erario e proconsole di Cipro. Il suo sepolcro si conserva nel museo del Palazzo d'Avalos, con la sua sepoltura e della moglie Flavia; poi Marco Bebio che fu edile della città, e questore e sacerdote, nominato dall'imperatore Tito Flavio Vespasiano. Alla sua morte gli histoniensi gli eressero una statua, di cui si conservano elementi nei musi civici.
Il personaggio di maggiore spicco fu il poeta decorato d'alloro al Campidoglio (106 d.C.), Lucio Valerio Pudente, nominato da Antonino Pio procuratore delle imposte a Isernia. Le famiglie maggiori di Histonium erano i Didia, gli Helvidia e i Vibia.
Nel 1992 lungo la via Adriatica è stata rinvenuto un "porticus" con un muro alto tre metri e basi di colonne con capitelli, come a suo tempo confermato dall'ispettore Andrea Staffa. Rimasto illeso dalla frana del 1956, il portico risalirebbe al 346 d.C. nell'aspetto attuale, quando venne ristrutturato con le mura e le colonne a sostegno. Il porticus è tra gli edifici pubblici di maggio pregio di Vasto; c'è anche da dire che la città era dotata di due principali acquedotti, scoperti negli anni '70 nella zona di Madonna delle Grazie (per l'alimentazione delle terme), e in via Incoronata e in contrada Sant'Antonio.

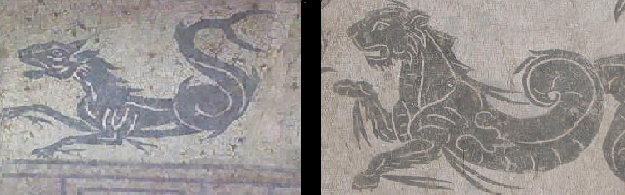
Confronto del leone marino di Ostia con quello delle terme di Histonium

Si tratta dell'acquedotto delle Luci, e del Murello: il primo è sotterraneo, in laterizio, avente origine a sud della città, presso contrada Sant'Antonio, e giungeva seguendo il declivio del colle sino alle cisterne sotterranee di Largo Santa Chiara e in Piazza Marconi, per un percorso di lunghezza di 4 km, e per un totale di 12 cisterne sotterranee e nove ambienti in laterizio; il primo giace sotto Piazza Marconi, vico Moschetto, Piazza Santa Chiara, il secondo troncone dell'acquedotto, è compreso tra via Cavour, via De Amicis, Piazza Marconi. Di queste cisterne parla anche lo storico Giuseppe De Benedictis, descrivendole nel totale di 5, grandi, alte 30 piedi, larghe oltre 100, suddivise l'una dall'altra con mura, per contenere l'acqua, uscente in parte fuori dal monastero delle Clarisse (che venne demolito negli anni '30 del Novecento)
Il secondo acquedotto del Murello, in parte sopraelevato e in parte murato, si trova a nord-ovest della città, entrava all'altezza di via Murello, all'incrocio con Corso Garibaldi, insinuandosi sotto la chiesa di San Giovanni dei Cavalieri di Malta, oggi distrutta, proseguendo sotto il Corso Dante, alimentando la cisterna scoperta sotto via Tacito, uscendo sotto via Laccetti, per giungere in Piazza V. Caprioli e in via Barbarotta. Fino al 1500 ca. c'era un crollo nel Piano delle Cisterne, dove si riversava molta acqua, per il sostentamento della popolazione. Lo storico Nicola Alfonso Viti nella sua Memoria storica del Vasto (1759), riportata dal Marchesani parla di una muraglia antica ben visibile fuori dal terreno, che don Cesare Michelangelo d'Avalos fece demolite per servirsi di materiale, lasciando l'acqua sgorgare dal terreno, citando sempre il percorso sotto la chiesa di San Giovanni, nel percorso a discesa verso il convento di San Francesco, con una cisterna a metà strada (Piazza Caprioli).

### Necropoli romani di Histonium

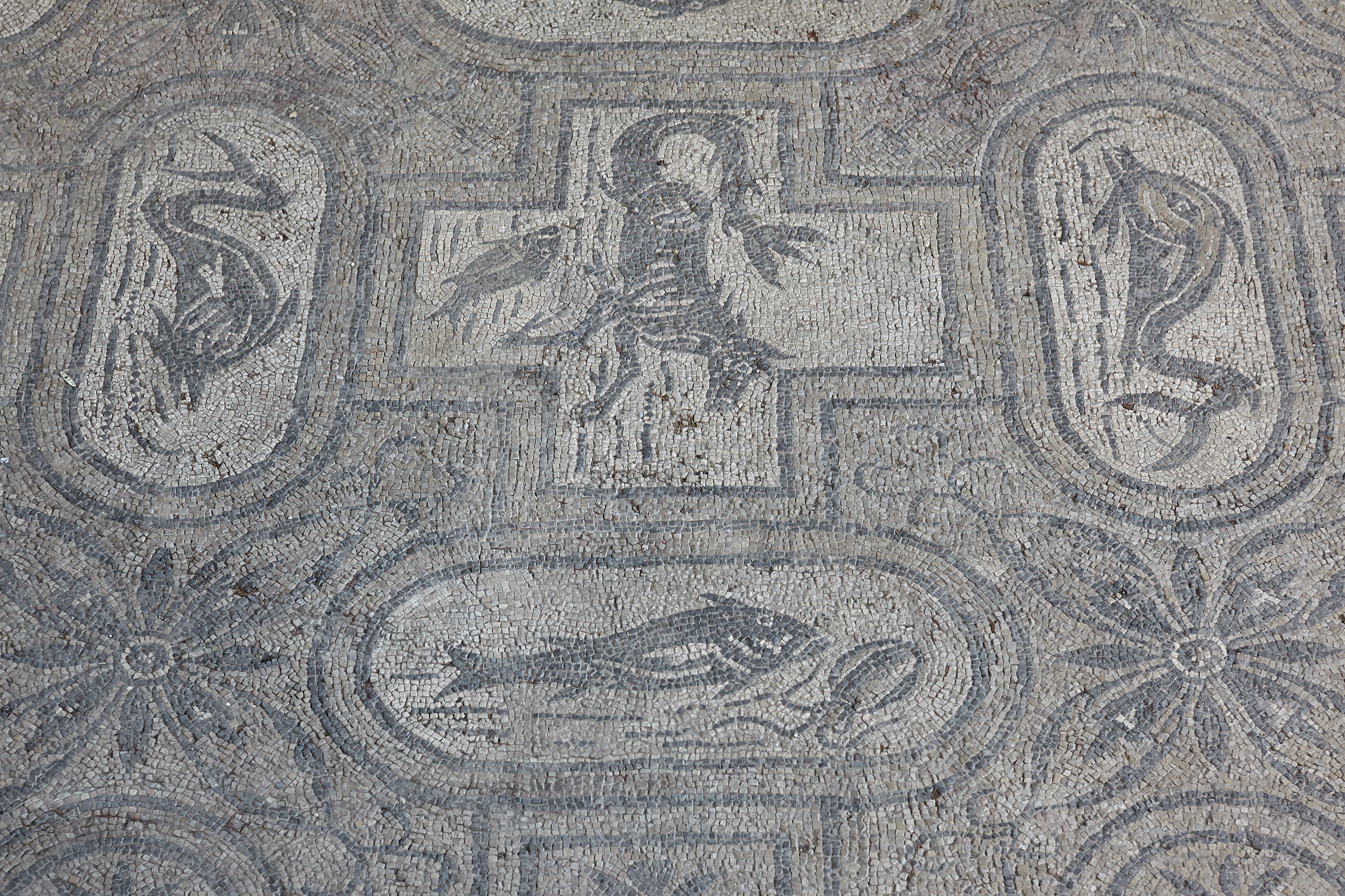
Pavimento musivo delle terme, con i motivi dei mostri marini

Di Histonium si trovano tracce anche di necropoli: la più grande risalente all'epoca italica (V-II sec a.C.) si trovava lungo viale Incoronata, le sepolture erano allineate lungo la via del tratturo che collegava le città di Egnazia, Anxanum, Ortona, Larinum, Cliternia; in corrispondenza della città, le tombe si dispongono lungo i lati nord e ovest, e una via lastricata che forse scendeva al mare presso la chiesa della Madonna delle Grazie, si scoprirono due tratti che racchiudevano l'area di un grande cimitero.
La prima parte comprende via Crispi e via Roma sud, il vallone San Sebastiano a ovest e la chiesa della Madonna delle Grazie a est, con tombe a tegoloni, pavimento musivi, in opus spicatum e cementizia, con rivestimento in opus reticulatum; dal vallone di San Sebastiano le tombe perdono l'orientamento est-ovest per assumere uno a nord-sud, proseguendo in Piazza Diamante, scendendo a sud sino a Piazza Barbacani, dove si hanno i ritrovamenti maggiori.
La forma tipica di sepoltura è l'inumazione, mentre l'incinerazione seppur presente, è assai rara, la tipologia di costruzione dei sepolcri è a tegoloni, con copertura a cappuccina, ma ce ne dovevano essere di altri tipi, come testimonia il sarcofago monumentale di P. Paquius Sceva, che implica una tomba di notevoli proporzioni. Di queste tombe, molti ritrovamenti sono stati fatti nell'area di Santa Maria del Soccorso, dove si trova una cappella, con pavimenti musivi rinvenuti fuori dall'abitato, coincidendo nell'area della Madonna delle Grazie, e in quelli in opus spicatum presso la stessa area, e nei nuclei sepolcrali rinvenuti nell'area conventuale di Santa Lucia, fuori Vasto.
Alcune lapidi, tra le meglio leggibili, riportano, nella traduzione: di Faustina, vissuta 15 anni / di Caio Figellio Frontone vissuto 9 anni otto mesi e due giorni (presso la chiesa di Santa Maria Maggiore / di Tito Giulio Hilari Pudente (presso la raccolta dei baroni Genova Rulli) / di Mevia Vittoria dedicata alla sorella Cassandra (rinvenuta in Piazza Barbacani).

### Rapporti con roma: le guerre sannitiche e l'inclusione nell'impero
Le prime citazioni degli storici romani risalgono a Plinio il Vecchio e Marco Valerio Probo, mentre una lapide marmorea di Tito Statorio Proclo attesta per la prima volta il toponimo romano. Successivamente venne citata anche da Claudio Tolomeo e da Strabone, che la definì "covo di pirati", anche se dall'opera dell'abate Domenico Romanelli La Frentania ci sono dei dubbi se il geografo greco si fosse riferito a Vasto oppure Ortona, il principale porto dei Frentani. Fatto sta che probabilmente il verso di Strabone venne mal interpretato poiché la città godeva di ottimi benefici da parte di Roma, era adorna di templi e monumenti, di un anfiteatro e di un complesso termale e idrico, con due acquedotti.

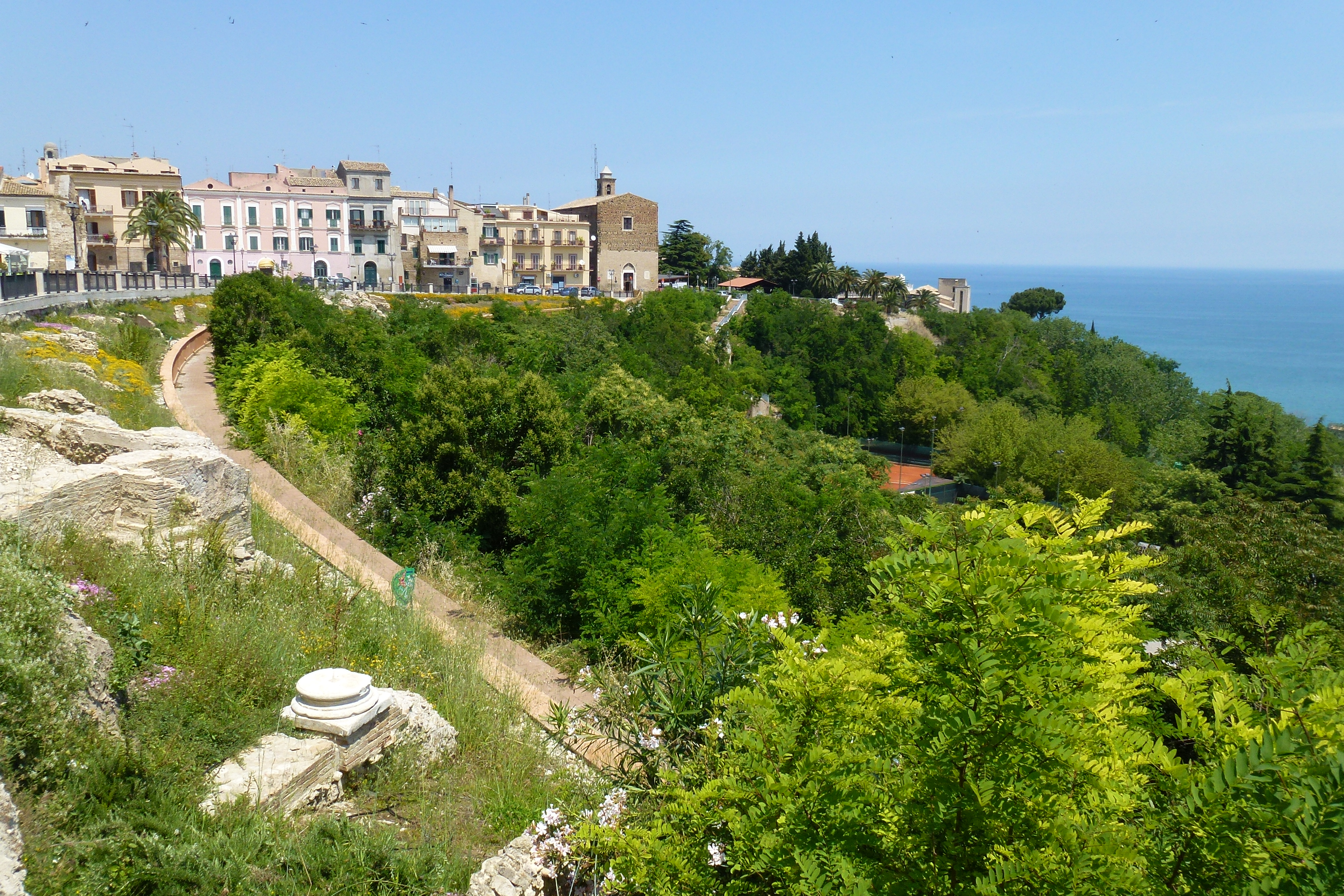
Panorama di via Adriatica, con resti di costruzioni romane

La città di Histonion prima dell'arrivo di Roma nel I secolo a.C. era un agglomerato di villaggi, abitati sino al porto frentano di Buca e Punta d'Erce. Vigeva la politica tipica dei Sanniti con il meddix touticus capo supremo e sacerdote, sicuramente esistevano rapporti commerciali con le principali città frentane di Anxanum (Lanciano), Ortona e Larinum.
L'attività locale di pesca e commercio via mare, iniziò a cambiare politicamente dopo che i Romani sconfissero gli Equi, e nel 1449 a.c. i Marrucini con altri gruppi del Sannio chiesero amicizia e alleanza all'Urbe. Formatasi una confederazione sociale, entro cui stavano anche i Frentani, non si esclude che anche truppe istoniesi parteciparono alla guerra contro Pirro d'Epiro nella battaglia di Taranto.
Anche gli istoniesi si unirono alla Lega Italica contro Roma nel 90 a.C., ma dopo la fine della "guerra Marsicana", la città fu agevolata con vari benefici e privilegi, divenendo municipium. Venne inclusa nella provincia amministrata dalla gens Arniense (ossia proveniente dall'Arno), insieme con Anxanum. Durante l'impero di Augusto la X Legione era capitanata dall'istoniese Tito Sartorio Proclo; la città venne poi inserita nell'ordine della riorganizzazione amministrativa dell'Impero, spostata nella Regio IV Samnium.

### Origine del nome Histonium
Alcuni come Romanelli, Viti, Marchesani affermano che il nome derivi dall'etimo greco "Hison(n)t" (istmo, altura), legato all'amenità del luogo presso il costone tufaceo a strapiombo sul mare. Tale affermazione tuttavia trova debole conferma nella leggenda sulla fondazione da parte dell'eroe Diomede, e sull'ipotesi che i coloni quando fondarono le città nella Magna Grecia, dettero alle città stesse i toponimi in base alla conformazione geografica locale, o di derivazione della antiche poleis, come Napoli (nuova città), così per Istonio sarebbe stato scelto il Monte Iston nella località di Corcira Il villaggio dei Frentani divenne muncipium con Augusto, e investita di privilegi.

## Medioevo
Dopo il crollo dell'Impero romano d'Occidente la città decadde, passando in potere prima degli Ostrogoti, poi dei Bizantini e infine dei Longobardi con il Ducato di Benevento. Proprio dalla città di Benevento è ispirato lo stemma a scacchi, che originariamente erano composti dai metalli oro e argento, sostituiti poi dai colori bianco (simboleggiante la "Giustizia") e rosso ("Fermezza" e "Integrità).
Dal VII secolo in poi fece parte dei maggiori centri toccati dal tracciato del Tratturo L'Aquila-Foggia, uno dei maggiori lasciti della pastorizia del Mezzogiorno.
Nell'anno 802 la città fu distrutta dai Franchi di Pipino il Breve su ordine di Carlo Magno nella guerra per soffocare la rivolta di Grimoaldo e concessa una parte in feudo ad Aimone Duca di Dordona. L'antica città di Histonium divenne il nuovo nucleo di "Guasto d'Aimone", mentre un secolo dopo, fu costruito più a sud (l'attuale rione di Santa Maria Maggiore) il Guasto Gisone.
Nel 1047 l'Imperatore Enrico III lo assegnò sotto il possesso dell'Abbazia di San Giovanni in Venere. Successivamente vennero costruite altre abitazioni verso la contrada di Chiesa di Santa Maria Maggiore, che diedero origine a un agglomerato che prese la denominazione di Guasto Gisone, con amministrazione autonoma da Guasto d'Aymone (appartenente alla Chiesa di San Pietro, quasi totalmente franata nel 1956).

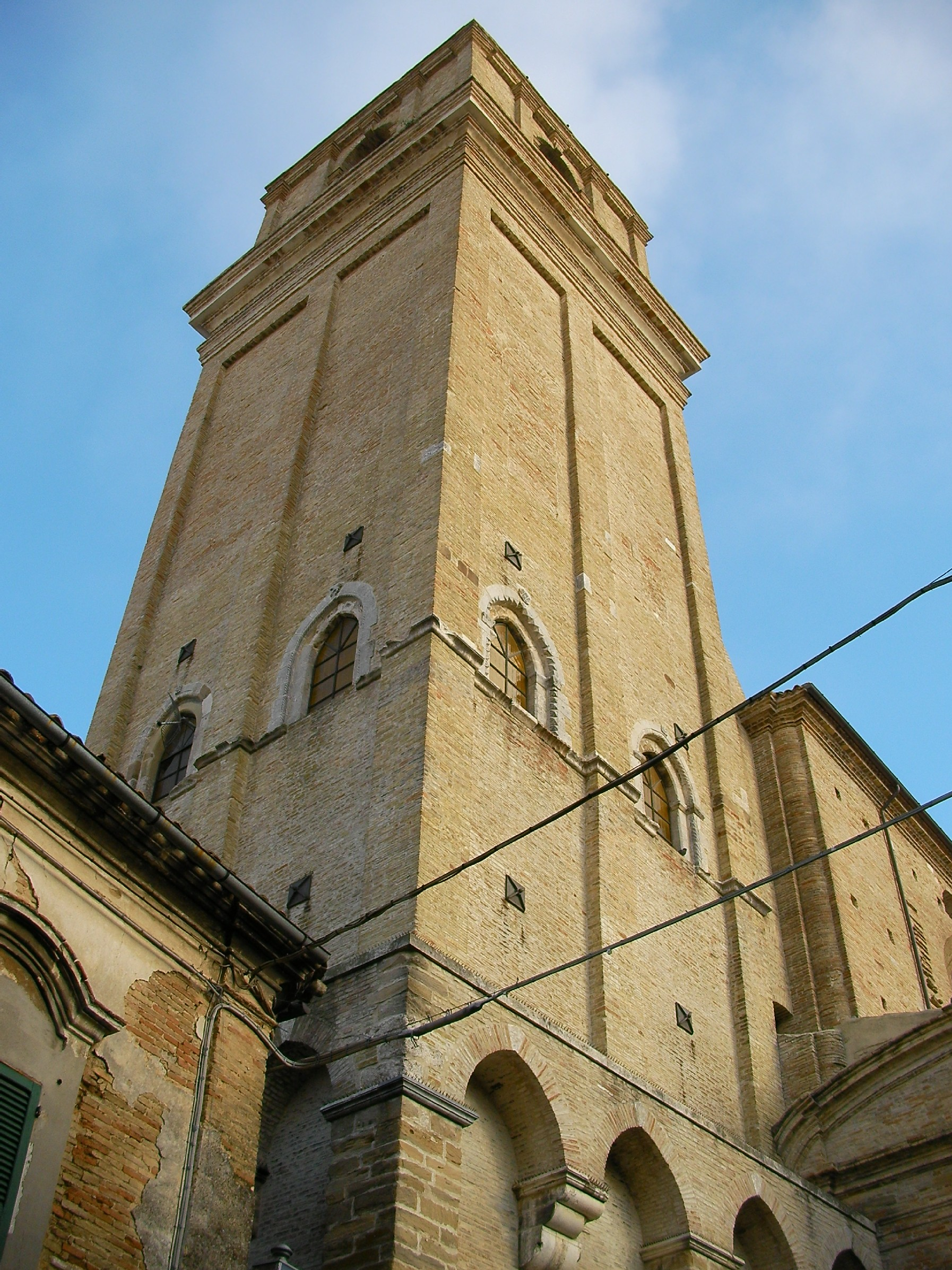
Santa Maria Maggiore

Il primo documento che possa attestare l'esistenza della "Ecclesia Sacte Marie in Guastoaymonis" (Chiesa di Santa Maria Maggiore) risale al 1195, consistente nel diploma rilasciato dall'imperatore e re di Sicilia Enrico VI a Odorisio, abate benedettino di San Giovanni in Venere, confermandogli «omnia castella et obedientias» posseduti. Dal documento si può inoltre comprendere chiaramente la gerarchia delle due principali istituzioni ecclesiastiche di Vasto in quel periodo, ovvero la chiesa di Santa Maria e la chiesa di San Pietro, autrici di più scontri nel corso del tempo. Nel documento suddetto infatti la prima viene definita ecclesia in servitio del monastero venerese, la seconda viene detta obedientiain demanio dell'abbazia stessa, ovvero dipendenza monacale, rientrando tra le sue proprietà.
La città romana fu completamente ricostruita: un vasto spiazzo fu realizzato presso l'anfiteatro romano (attualmente Piazza Rossetti), i cui spalti furono trasformati in mura, torri e residenze civili. Presso le terme romane sorse il complesso di Sant'Antonio di Padova nel XIV secolo, mentre il cosiddetto "Campidoglio" affacciato verso il mare fu occupato dalla chiesa di San Pietro.
Tra il 7 febbraio e il 9 marzo 1177 ospitò Papa Alessandro III, qui costretto da una tempesta, e dal 12 dicembre 1777, in segno di ringraziamento, la città ottenne un'Indulgenza plenaria in forma di Giubileo presso la Chiesa di San Pietro da parte di Papa Pio VI.
La città fu presa dai Crociati nel 1194 e dai Veneziani nel 1240.

### Dalla caduta di Roma al saccheggio di Aimone di Dordona

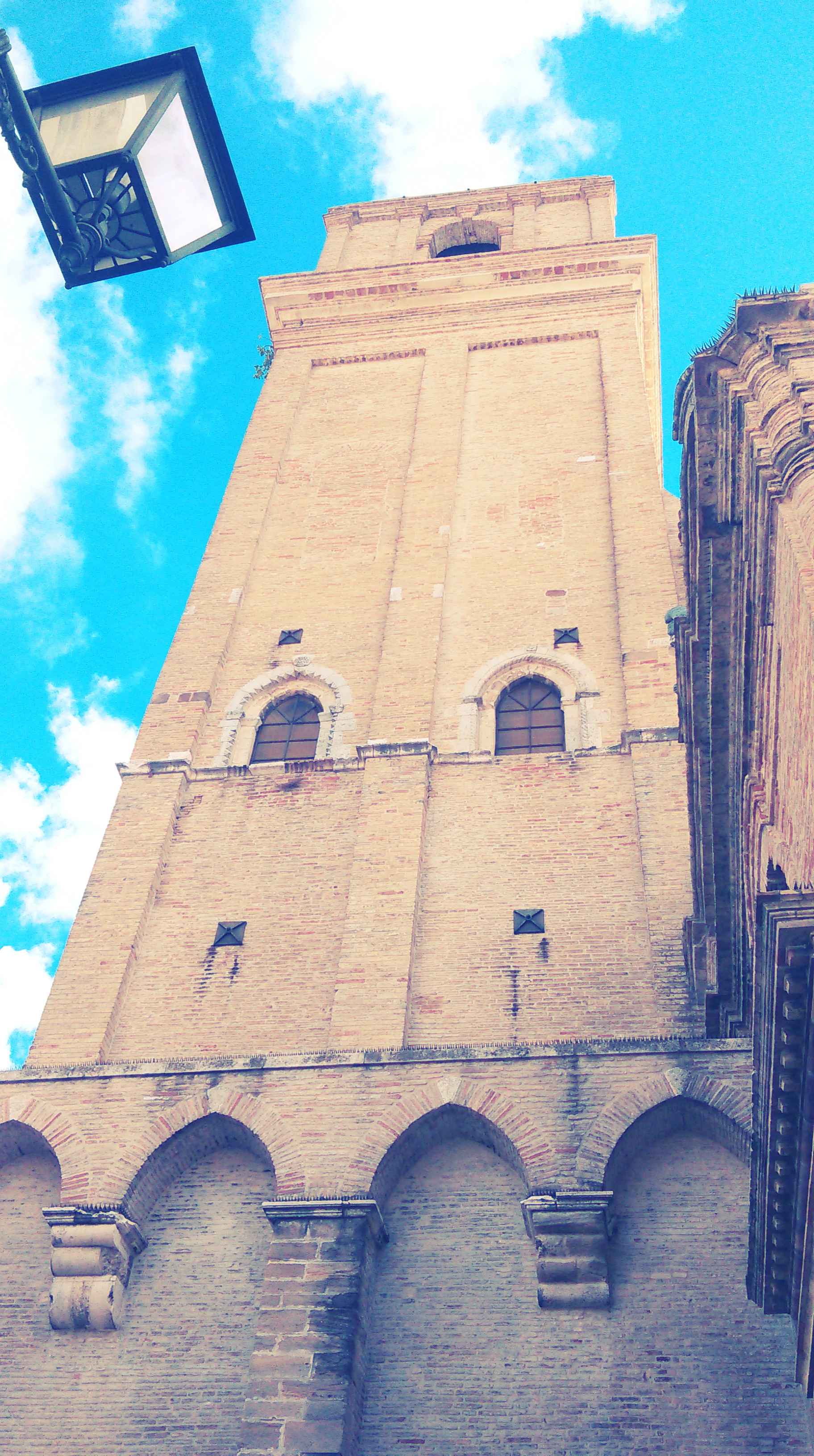
Il campanile di Santa Maria Maggiore, anticamente Torre Battaglia di Castel Gisone

Il periodo di decadenza avvenne intorno al 330, durante l'impero di Costantino, quando il territorio del Sannio era abbandonato alle angherie dell'esercito romano, con depredazioni e saccheggi. Nel 413 il passaggio dei Goti provocò distruzioni e saccheggi nel Sannio, probabilmente anche a Histonium; nel 574 durante la Guerra gotica, i longobardi s'impadronirono della città. Nel 774 la città sperimentò il governo franco di Carlo Magno, che lasciava le "province" amministrate dai vecchi Duchi longobardi con pagamento di un'imposta. Nell'802, come si sa, la città fu devastata dalle truppe di Aimone di Dordona, luogotenente di Pipino il Breve, nell'ambito della guerra contro la ribellione del duca di Benevento Grimoaldo: Chieti fu distrutta, lo stesso avvenne con la già malconcia Histonium, che perse per sempre l'aspetto delle glorie passate.
Histonium venne atterrata, e ricostruita, venendo assegnata ad Aimone di Dordona, da cui prese il nome "Guasto d'Aimone". Divenne capoluogo di una sorta di provincia, detta "guastaldia" (Wasthalden), da cui si formerà il nome attuale. Il toponimo era detto anche castrum, perché Aimone vi eresse la sua residenza fortilizia, che divenne poi il Castello Caldora. Nel 1047 l'imperatore Enrico III il Nero assegnò Guasto al possesso dell'abbazia di San Giovanni in Venere, successivamente vennero costruite altre abitazioni verso l'area della Chiesa di Santa Maria Maggiore, che prese il nome di "Guasto Gisone", con amministrazione autonoma. I due Guasti rimasero municipalità separate sino alla riunificazione nel 1385. Castel Gisone era composto dalla contrada Castello, dove si trovava la fortezza del Conte, prima che fosse eretto il castello Caldoresco a guardia di Porta Castello, in Piazza Rossetti.

### La prima chiesa di Vasto: Sant'Eleuterio
Di questo castello sopravvive solo il basamento della torre campanaria della chiesa di Santa Maria Maggiore, detta "Battaglia" (poiché il campanile attuale è frutto di un rifacimento del 1714, eccettuato il basamento della facciata). Dalle fonti, già nel 427 esisteva un tempio cristiano in città, dedicato a Sant'Eleuterio, sopra cui oggi sorge la collegiata di Santa Maria. All'interno, la base ha struttura adatta a essere riconosciuta come già separata dal tempio, formata da un forte zoccolo che sopra una fondazione in mattoni, oggi scoperta, reca tre filari di pietra concia, oltre una ricorrenza modanata, in pietra, la cui sezione richiama il profilo della base delle torri di Castel del Monte in Puglia, solo differendone di poco. La linea esterna dello zoccolo è mossa da tre sporgenze rettangolari, due agli estremi e una al centro le quali, superiormente allo zoccolo, si prolungano in 3 contrafforti o grandi pilastri verticali, con paramento frontale in pietra e con fianchi a mattoni addentati. Sopra questi archi la fabbrica continua a mattoni e si arresta senza cornice, che lascia pensare che la "Battaglia" perdette antiche merlature o spalti.
Tra i bassorilievi si intravede una lastra con croce greca, un agnello mistico e la scritta COC (del 300), poiché non era stato ancora introdotto l'uso di contare gli anni della Natività.

### Comparsa del Cristianesimo e le due prepositure
Nelle prime lettere papali (Papa Gelasio I) riguardo alla presenza cristiana a Vasto (V secolo), si fa riferimento alla città di "Stomense", e alla chiesa di Sant'Eleuterio (Santa Maria Maggiore), come riporta anche una lapide oggi perduta. Nel 530 dentro la chiesa fu tumulato Feliciano Diacono, durante il consolato di Postumio Lampadio e Oreste. Un'osservazione dell'abate Romanelli ipotizza che una cattiva lettura della lapide potesse far slittare la presenza della chiesa all'anno 927, e non 427 all'epoca di Papa Gelasio I, al tempo in cui già le lotte delle due collegiate di San Pietro e Santa Maria nella città erano al culmine. La leggenda vuole che il primo vescovo in città fosse stato posto da San Pietro apostolo sbarcato nel meridionale.

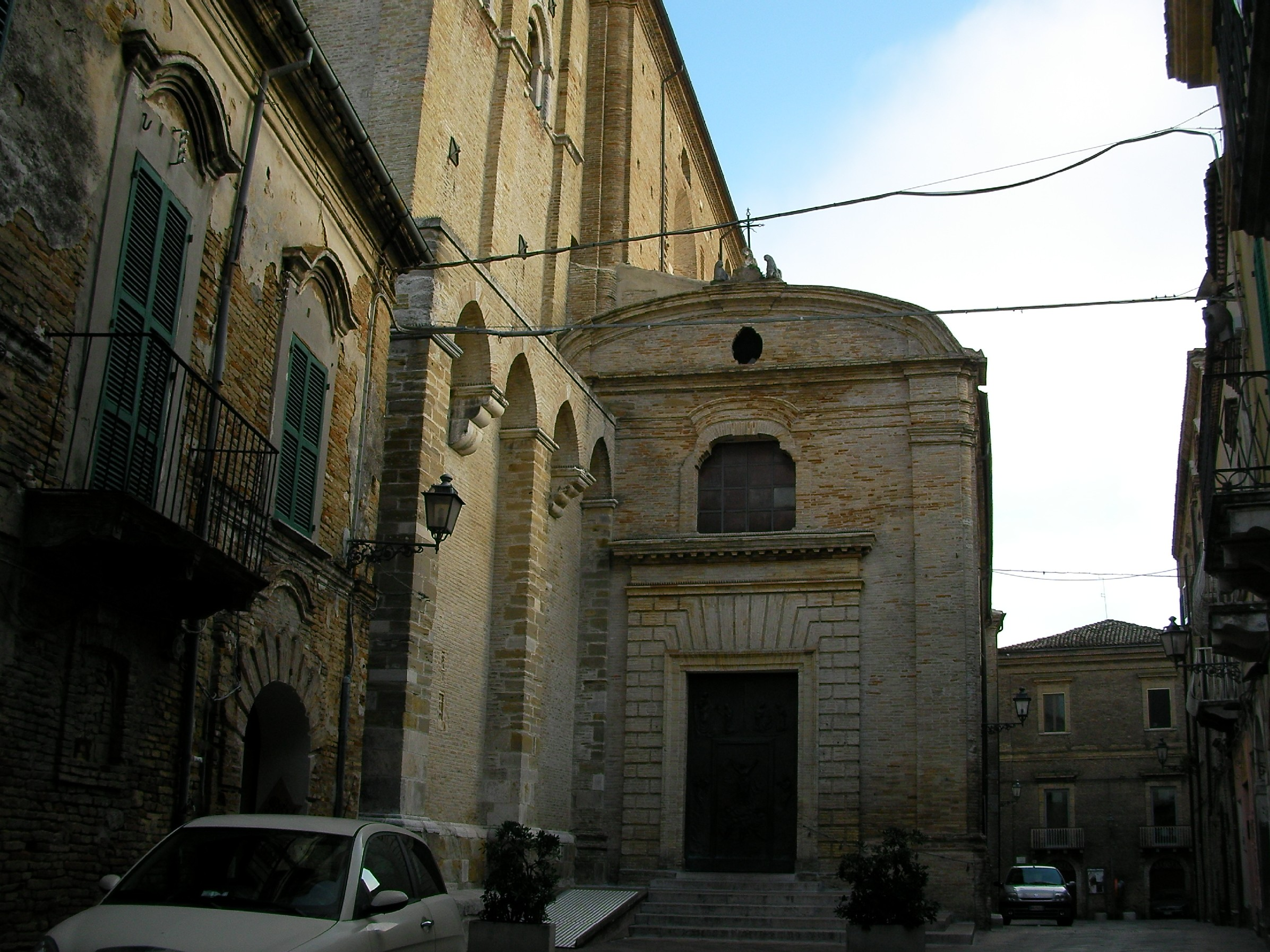
Ingresso nuovo alla chiesa di Santa Maria Maggiore

Per la mancanza di documenti certi, soprattutto dopo la distruzione di Histonium, non si sa qualche chiesa fosse sorta prima, se San Pietro sopra il tempio di Cerere (IX secolo), o appunto Santa Maria Maggiore sopra Sant'Eleuterio; motivo per cui i canonici, dopo che il controllo delle chiese vastesi non spettò più all'abbazia di San Giovanni in Venere (dal XIII secolo), iniziarono a combattere sino alle soglie del XIX secolo per spartirsi i privilegi. Era consuetudine che ad ogni anno il Clero di San Pietro nelle processione accedesse alla chiesa di Santa Maria, prendesse il Capitolo e sotto il braccio destro, percorresse le strade della città tornando nello stesso ordine. Nel 1626 il vescovo Marsilio Peruzio di Chieti fu il primo a esercitare la giurisdizione spirituale a Vasto, emanando il 26 maggio dei capitoli d'ingiunzione, stabilendo che durante il Sanato Santo le campane della chiesa a suonare per prima sarebbero state quelle di Santa Maria.

Gonfalone di Vasto

Da qui nacque la discordia tra le due chiese, coinvolgendo anche il Tribunale della Sacra Congregazione dei Riti di Roma. sino al 1690.

### Il toponimo del Guasto
Sin dall'epoca della conquista di Aimone, la città prese il nome di "Guasto", dal termine della gastaldia, e nei documenti successivi venne sempre nominata "Il Vasto" o "Città del Vasto", a partire dai testi in volgare, dopo che le due città di Castello d'Aimone e Castello Gisone vennero unite nel 1385. Il toponimo della città, come annota il professor Luigi Murolo storico vastese, è di genere maschile, definito "lo Guasto" anche nella Cronaca rimata di Buccio di Ranallo (benché si riferisca al castello assergese che fondò la città nel 1254). Dalla consonante iniziale gutturale G alla velare V si passò mediante il dialetto locale, poiché le velari -"ga"-, -"go"-, precedute dalla -u- maschile, dittongano insieme con la spirantizzazione della "g", sicché "lo Guasto" diventi "lu ɣuɑ̃stə" (lu Uàste), velarizzando la -"u"- nel dialetto. Così anche dell'originaria voce dell'antico alto tedesco "wosti" da cui provenivano i Franchi che conquistarono Histonium. Il termine completo "Città del Vasto" è presente nel titolo concesso da Carlo VI d'Asburgo al "Vasto Aimone" il 29 marzo 1710
All'epoca della conquista, Histonium fu nota come "Aymone" o Gastaldia d'Aymone, da cui "Guaito" e poi "Guasto". Vasto Aimone, corrottamente noto anche come Vasto Ammone, oggi è solamente Vasto o "il Vasto".

## Stemma civico del Vasto
Nel 589 Histonium venne aggregata dal re Autrai dei Longobardi al ducato di Benevento: furono rimosse le insegne romane per essere sostituite con quelle nuove, identiche allo stemma beneventano. Nelle Memorie di Nicola Alfonso Viti c'è l'interpretazione de L'Arma del Vasto, così come il re longobardo Autari l'aveva concesso nel 1589: i due angoli bianchi (argento) dimostrano il candore della fede adamantina al Ducato, e i due vermigli (oro) il colore dei principi magistrati, a simbolo di carità, giustizia, vigore. Lo stemma venne poi arricchito ai lati da fronde di lauro in ricordo dei poeti quali Pudente e Lupacchino, sormontato dalla corona marchesale. Con l'autorizzazione reale del 1841, lo scudo è attualmente quadripartito a scacchiera con i colori del rosso e dell'argento tra di loro incrociati, con l'iscrizione "VASTUM OLIM HISTONIUM ROMANUM MUNICIPIUM" ("Vasto ossia l'antica Histonium municipio romano")

### Dai Franchi agli Svevi
Il territorio di Vasto fu unito alla Gastaldia di Chieti, amministrata dagli Attoni. Trasmondo duca e marchese di Chieti edificò alcuni possedimenti presso il fiume Sangro nel 105, tra cui la famosa abbazia di San Giovanni in Venere alla foce del fiume, nel territorio di Fossacesia. L'abbazia immediatamente possedette numerosi feudi nel territorio costiero dell'Abruzzo Citra, dividendoseli con gli altri monastero di Santo Stefano in Rivomaris (Casalbordino) e San Salvo (che aveva un'abbazia nel centro cittadino, sopra cui oggi sorge la chiesa parrocchiale). Vasto rientrava nei possedimenti di San Giovanni in Venere già nel 1047 Nel 1189 morì Guglielmo II di Sicilia senza lasciare eredi, a parte Costanza, che si era sposta a Enrico VI di Svevia, figlio di Federico Barbarossa. Nella guerra di successione del regno tra Tancredi ed Enrico, venne scelta la campagna di Termoli, e la battaglia influì anche su Vasto (anno 1191). Nel 1194 le truppe crociate di Enrico in partenza dal porto per Gerusalemme, si abbandonarono prima di salpare al saccheggio, arrivando a danneggiare i castelli di Buca e Punta d'Erce, nonché Torricella (promontorio San Nicola), senza che i Cavalieri Templari residenti nel monastero di San Giovanni Gerosolimitano a Vasto (oggi distrutto) opponessero valida resistenza.

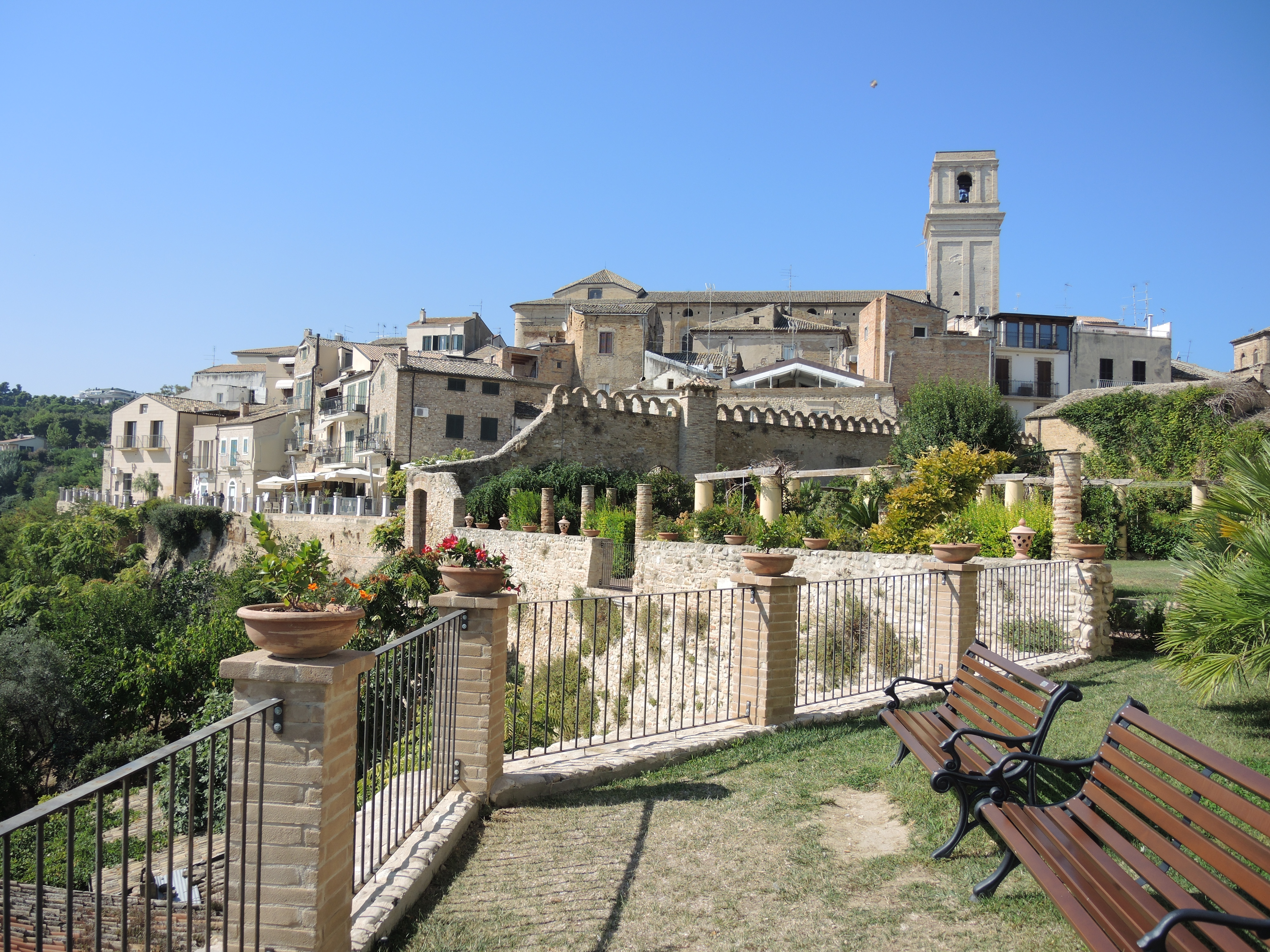
Il quartiere Santa Maria Maggiore visto dai giardini di Palazzo d'Avalos

Questo saccheggio è testimoniato nel Chronicon di Berardo dell'abbazia di Santo Stefano Rivomaris: Piangile Saricolae, Vastanae plangite gentes / Piangile Rusticolae, praedia nuda pagi. Il regno degli Svevi per Vasto si rivelò infelice, poiché durante le varie contese di territorio, i veneziani nel 1240 approdarono al posto, saccheggiando Vasto, Termoli e altre città della capitanata. Vasto continuava a rimane nei possedimenti di San Giovanni in Venere, come confermato da Papa Alessandro III (1147), da Federico II di Svevia (1227), e probabilmente anche se in assenza di documenti, anche da Manfredi di Svevia e Corradino. Nel 1269 fu conquistata insieme al Regno di Napoli da Carlo I d'Angiò, dopo la sconfitta di Corradino a Tagliacozzo, e infeudata a metà: il Guasto d'Aimone fu dato a Tommaso Fasanella, e il Guasto Gisone a Bertrando Del Balzo. Guasto Aimone dopo Tommaso fu data al feudatario Guglielmo Scillata nel 1273, e passò al figlio Guglielmo II alla sua morte, con altri feudatari Giacomo del Vasto e Giovanni di Solliaco sotto il regno di Carlo II d'Angiò (1294), poi Errico del Guasto sino al 1304. Nel 1309 era feudatario un tal Ugone di Solliaco sotto Roberto d'Angiò.

## Età signorile
Nel XIII secolo grazie a Federico II tra il 1231 e il 1239 si ebbe la fondazione di un centro portuale nella zona del promontorio di Punta Penna, che si sviluppò con la fondazione della città di Pennaluce (sul promontorio orientale), e la costruzione di un magazzino-fortezza (sul promontorio occidentale, Punta della Lotta), inglobando una struttura preesistente risalente al secolo precedente.

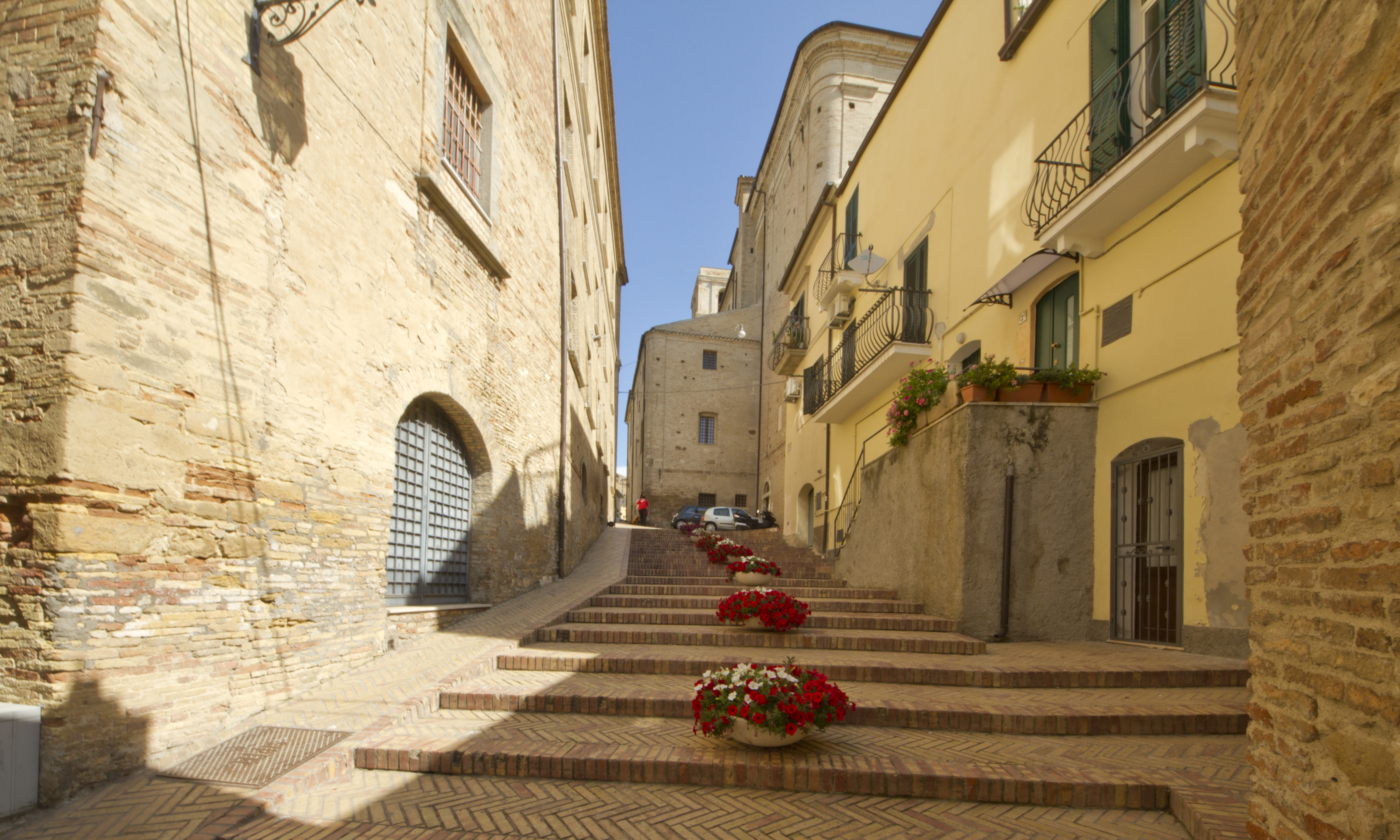
Via di Porta Catena, la parte normanna della città

Entrambe occupano la sommità di una motte artificiale, che a sua volta ha probabilmente coperto un edificio d'età romana, i cui resti sono databili al I secolo d.C.

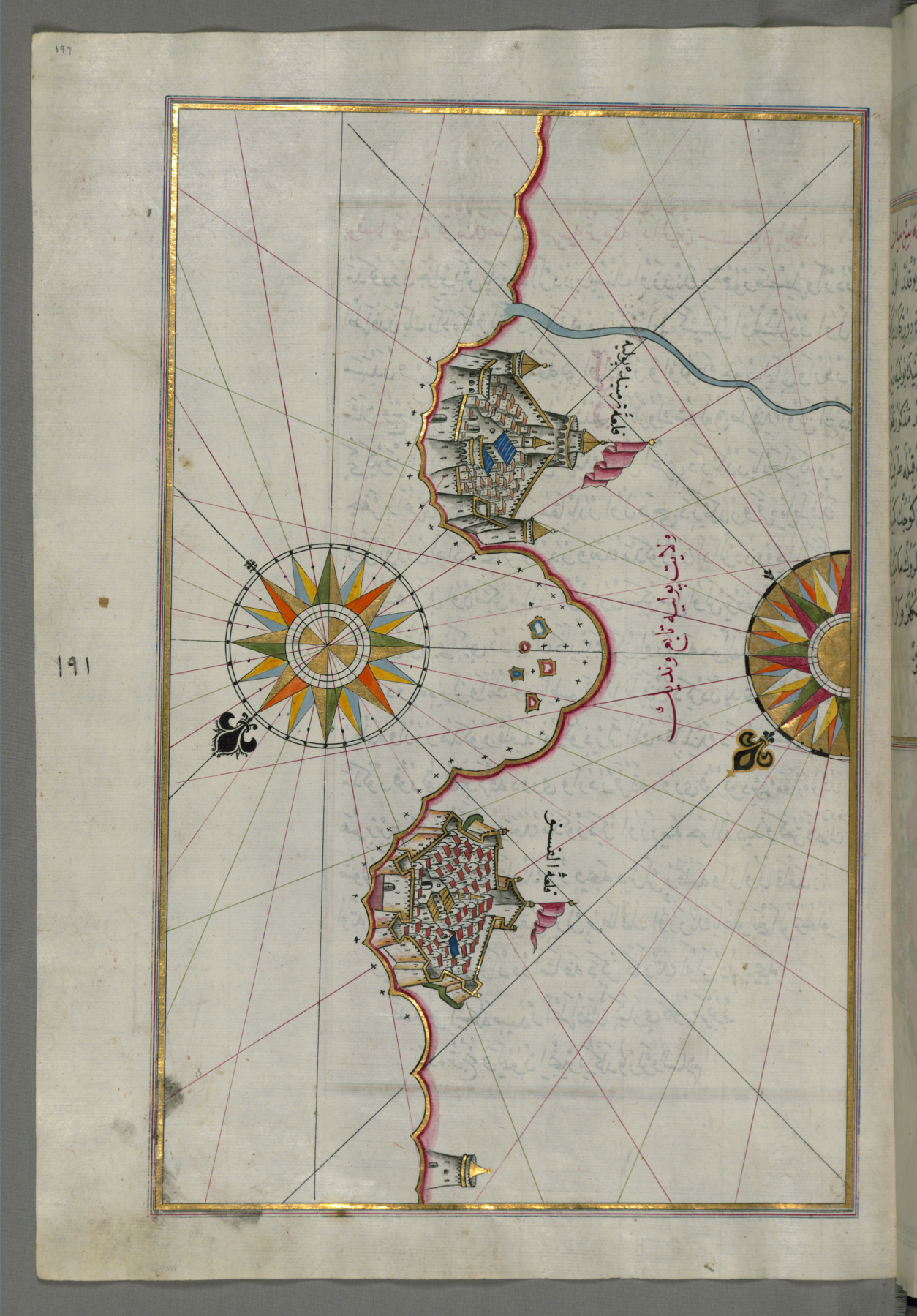
Vasto e Termoli in una mappa di Piyale Paşa

Sempre nel XIII secolo ci fu la costruzione di una delle più antiche e importanti strutture religiose della città, il Duomo di Vasto, inizialmente intitolato a Santa Margherita, poi a Sant'Agostino nel '600 e nel 1808 a San Giuseppe. Venne elevata a cattedrale nel 1853 e concattedrale nel 1986. Il convento di Sant'Agostino si trovava nello spartiacque dei due quartieri storici, alla fine della cosiddetta "via Corsea" (oggi Corso De Parma), sede dei mercati cittadini.
Nel 1362 è attestata la costruzione della chiesa di San Nicola degli Schiavoni officiata dalla Confraternita omonima, sorta fra la numerosa colonia croata qui residente.
Da questo secolo la storia della città, insieme a quella della Regione, fu legata prima a quella del Regno di Napoli e successivamente al Regno delle Due Sicilie. Le due terre di "Guasto Aimone" e "Guasto Gisone" si fusero nel 1385 in una sola città per volere del Re di Napoli Carlo III di Durazzo, e inizialmente introdotta come "Vasto Aimone superiore ed inferiore" nella prima tassazione aragonese del 1443-7.

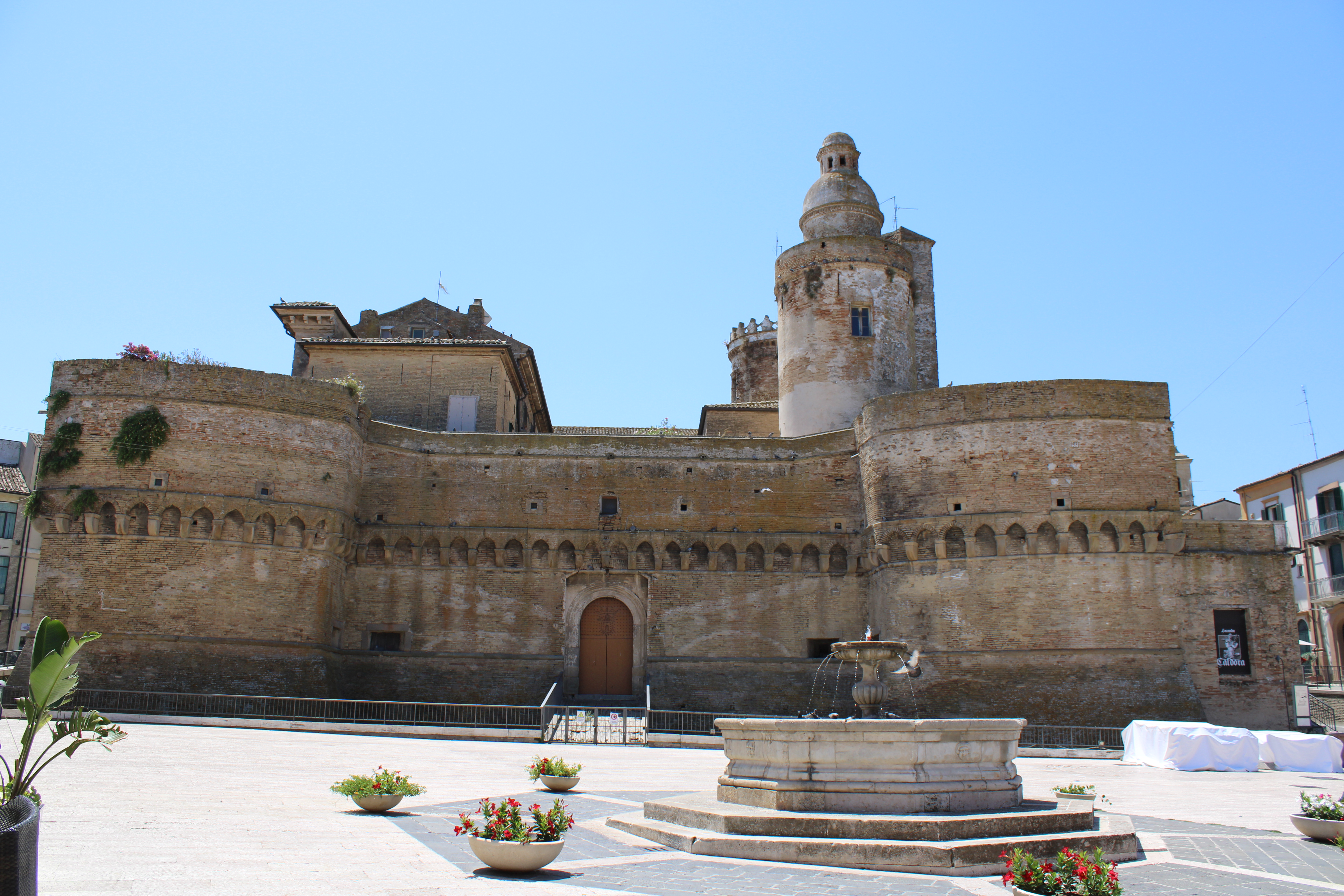
Castello Caldoresco

In età angioina (XIV secolo) il paese fu infeudato ai Caldora, di cui il maggior esponente fu Jacopo Caldora, che apportò durante il suo dominio numerose modifiche al sistema difensivo, danneggiato dalle guerre precedenti, come la costruzione del Castello Caldoresco e delle torri di avvistamento (l'odierna Torre di Bassano in Piazza Rossetti, Torre Diomede del Moro e Torre Santo Spirito).

### L'unione delle due città (1385)
Secondo il Marchesani a causa della necessità di rifare la città avvenne l'unione dei due "Guasti, con primo capitano di giustizia Buzio Avlappario", dopo le guerre di Ladislao contro Ludovico di Taranto; unione che avvenne sotto il regno di Carlo III di Napoli nel 1385. Il terremoto del 1456 provò danni anche a Vasto, con la morte di 300 persone.
Come riportato dallo storico De Benedictis, nel 1385 in occasione dell'unificazione della due città, vennero censite le abitazioni della città, per un totale di 13 contrade, che erano:
- Torrione: per la torre di guardia addossata alla chiesa di Santa Maria Maggiore, e alle case della famiglia Moschetti, con una fontana alimentata dall'acquedotto delle Luci. Le case erano uno scudo di abitazioni-mura contro gli assalti dal mare, in uno dei quali il marchese Alfonso I d'Avalos inviò vari soldati per arrestare l'assedio. In questa contrada si trovava il monastero delle Clarisse presso Largo Santa Chiara, edificato nel 1585 circa.

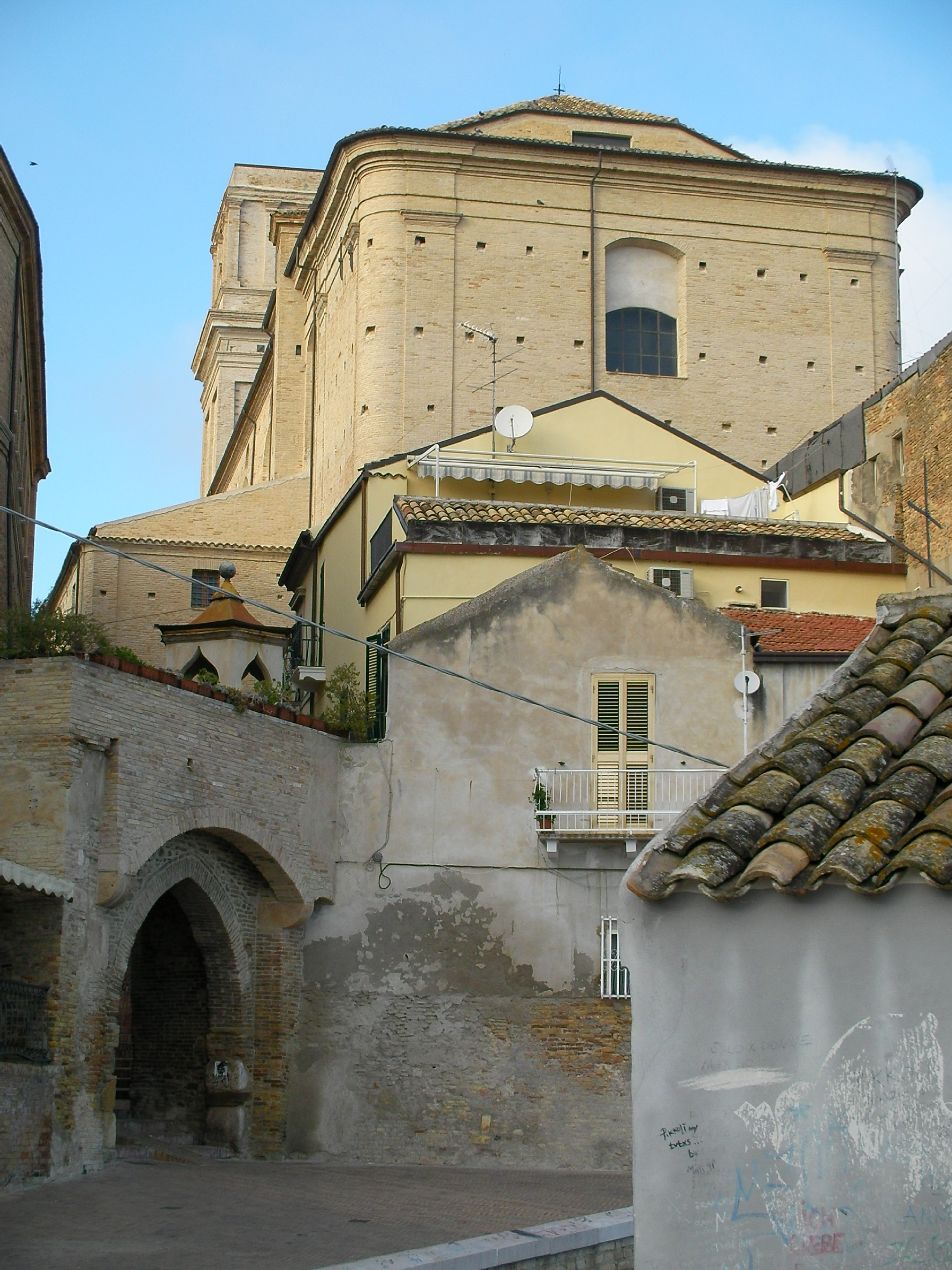
Chiesa di Santa Maria Maggiore e Porta Catena in basso

- Castello: per la presenza del castello di Gisone (oggi di Giacomo Caldora), edificato in posizione elevata tanto da comunicare con il Castello angioino (poi aragonese) di Ortona. Il castello vastese era munito di vari cannoni, e aveva in possesso la contrada di Santa Maria Maggiore, sotto la giurisdizione di San Giovanni in Venere (1195). Sulle rovine del castello nel 1331 venne sopraelevata la torre campanaria, i turchi il 1º agosto 1566 la devastarono, incendiandola, un altro incendio ci fu nel 1645, che costrinse a una riedificazione totale della collegiata. Nella chiesa collegiata di Santa Maria Maggiore si conserva ancora la reliquia della sacra spina della corona di Cristo, donata a don Diego d'Avalos da Pio V nel 1647 per aver presieduto in sua vece al Concilio di Trento, il corpo di San Cesario poi vi è custodito, sarcofagi delle famiglie d'Avalos e Mayo, e dipinti barocchi. Questa contrada corrisponde all'attuale Piazza Rossetti, via Cavour, Piazza Diomede.

### I quartieri medievali del Vasto
- Contrada Guarlati: fronteggia da ovest Piazza Rossetti, iniziando dall'area della chiesa dell'Addolorata o di San Francesco da Paola. La contrada è detta anche "naumachia" o "Barbacani" a imitazione delle muraglie costruite a forma di scarpa, vi si trovava la chiesa della Madonna dei Guarlati, sopra cui venne edificata quella dei Paolotti, recuperando l'icona sacra della Madonna, e traslata nel muro del coro. La contrada è compresa dalle strade di via Giulia, via Naumachia, via XXIV Maggio, via Boccaccio.

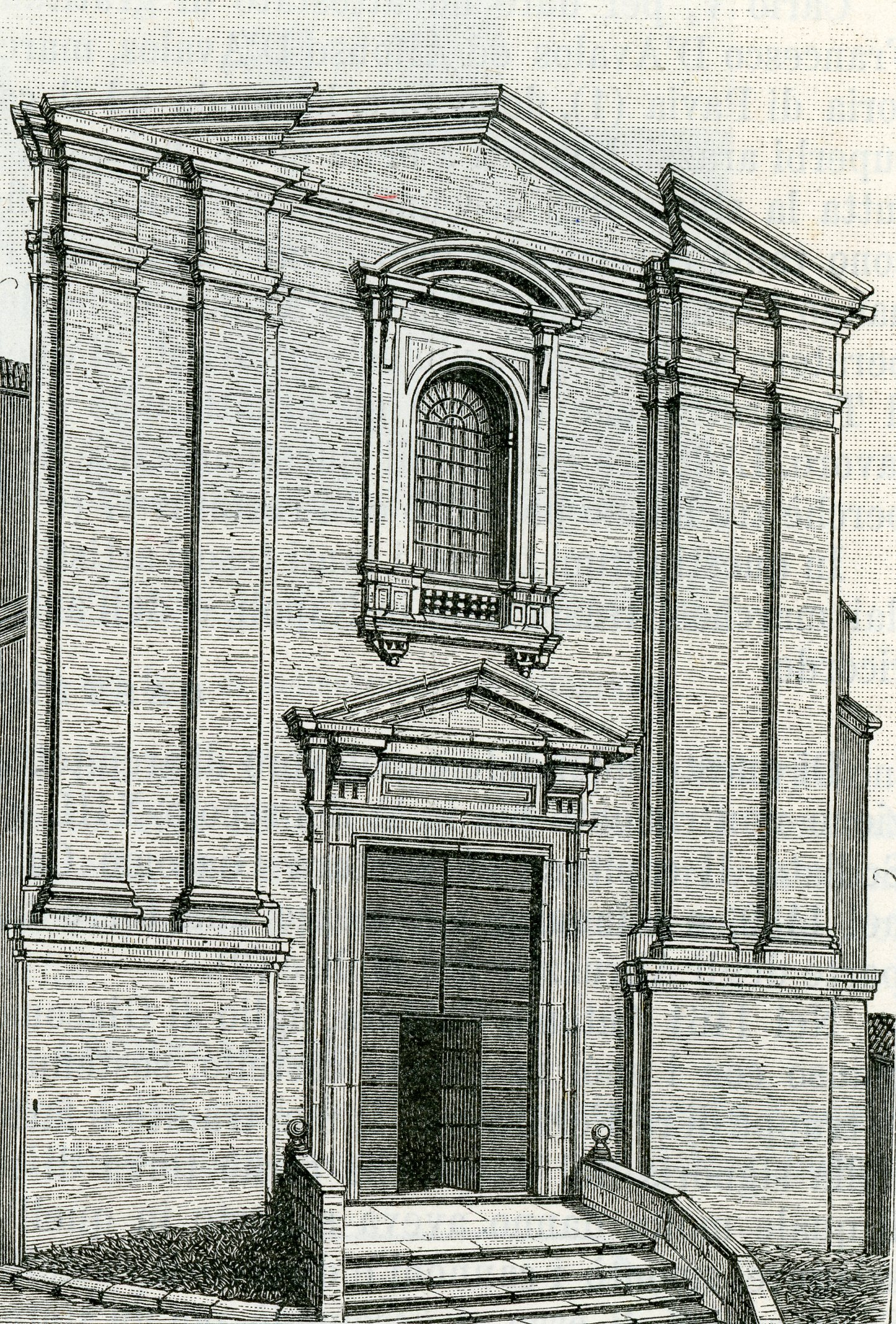
Incisione della chiesa della Congrega del Carmine

- Contrada Buonconsiglio: prende nome dalla cappella della Madonna del Buonconsiglio, oggi scomparsa, con l'icona votiva traslata nella Cattedrale di San Giuseppe. Nella contrada si trovava la casa del nobile Buzio d'Alvappario che nel 1339 venne assalito dai briganti, uscendone illeso, mentre la sua casa veniva devastata. Il suo sarcofago è conservato nei musei del Palazzo d'Avalos. L'area della contrada è compresa tra Piazza Caprioli, via San Pietro, via Buonconsiglio e via Vescovado.
- Contrada Piazza: concentrata sull'attuale Piazza Lucio Valerio Pudente e Corso De Parma, vi si trovava il convento di Sant'Agostino, oggi trasformato nel Duomo di San Giuseppe. Nel convento prese i voti il beato Angelo da Furci, di cui nella cattedrale si conservano delle reliquie, e una ricca biblioteca con volumi donati da Virginia Magnacervo. La strada era la via del Mercato principale di Vasto, che nel Novecento fu ampiamente trasformata con la costruzione di nuovi palazzi signorili.
- Piano del Forno: delimitata da via del Fornorosso, l'edificio venne demolito per la creazione nel XVII secolo del Collegio del Carmine, annesso alla chiesa omonima, edificato nel 1689 presso la vecchia chiesa di San Nicola di Mira. Nella contrada si trovava anche la casa di Virgilio Caprioli eValerio di Clemente, che nel suo testamento lasciò l'abitazione ai Padri Lucchesi per l'edificazione del monastero.
- Contrada Palazzo: delimitata da Piazza L.V. Pudente e Piazza del Popolo, dove si trova il palazzo d'Avalos, insieme al Palazzo Mayo. Il palazzo era la residenza del capitano di venuta Giacomo Caldora, successivamente ampliata nel XV secolo da Alfonso I d'Avalos, a cui fu dato il feudo di Vasto da Alfonso I d'Aragona re di Napoli. L'area era difesa dalle mura di Porta Palazzo, già demolita nel XVIII secolo.
- Contrada Lago: vi vennero cavati pozzi in numerosi edifici, si presume che l'acqua provenisse dall'antica condotta idrica del Murello. L'area è delimitata da via Adriatica, via del Lago, via Osidia, Corso Dante.
- Contrada San Pietro: l'area compresa tra il piazzale con la facciata della chiesa, via Adriatica, via San Pietro, via Botto. La chiesa era esistente già dal 1047, fu eretta a collegiata con 13 canonici per volere di papa Clemente XIII. La frana del 1956 inghiottì gran parte del Muro delle Lame e della porzione della contrada, incluso il Palazzo Marchesani-Nasuti, usato come sede delle poste e del convitto elementare.
- Contrada San Giovanni: area delimitata dalla vecchia strada di San Giovanni (oggi Corso Plebiscito), Corso Dante, Largo del Carmine e via Giovanni Pascoli. Vi si trovava il monastero dei Cavalieri di Malta presso la chiesa di San Giovanni di Gerusalemme (XIII secolo). La chiesa andò nei secoli in lento degrado, dopo la soppressione dell'ordine dei Templari, fino alla scomparsa totale nel XIX secolo.
- Contrada Annunziata: così chiamata perché delimitata dal Corso Palizzi, all'altezza di Porta Nuova, via Anelli con la chiesa dell'Annunziata e di Santa Filomena (una posta di fronte all'altra). L'ospedale dell'Annunziata fu additato al frate Giovan Battista di Chieti dell'ordine Domenicano, dal marchese Alfonso d'Avalos nel 1523. La chiesa fu incendiata dai turchi nel 1566, e rifatta daccapo. Conserva il sepolcro di Maria Zocchi, monaca di Santa Caterina, morta nel 1645.
- Contrada Santo Spirito: posta più a nord della precedente, comprende l'area di Piazza G. Verdi, via Aimone e Corso Plebiscito. Vi si trovava il monastero di Santo Spirito dei Celestini (XIII secolo), retto nel 1553 dal priore Placido da Manfredonia con la cappella di San Biase. Il monastero era difeso dalla torre Diomede del Moro, ancora oggi esistente. La chiesa invece dopo l'abolizione dell'ordine cadde in lento abbandono, sino a quando nel 1819 non fu trasformata nel teatro San Ferdinando, attualmente intitolato a Gabriele Rossetti. Questa è l'ultima delle contrade storiche di Vasto.

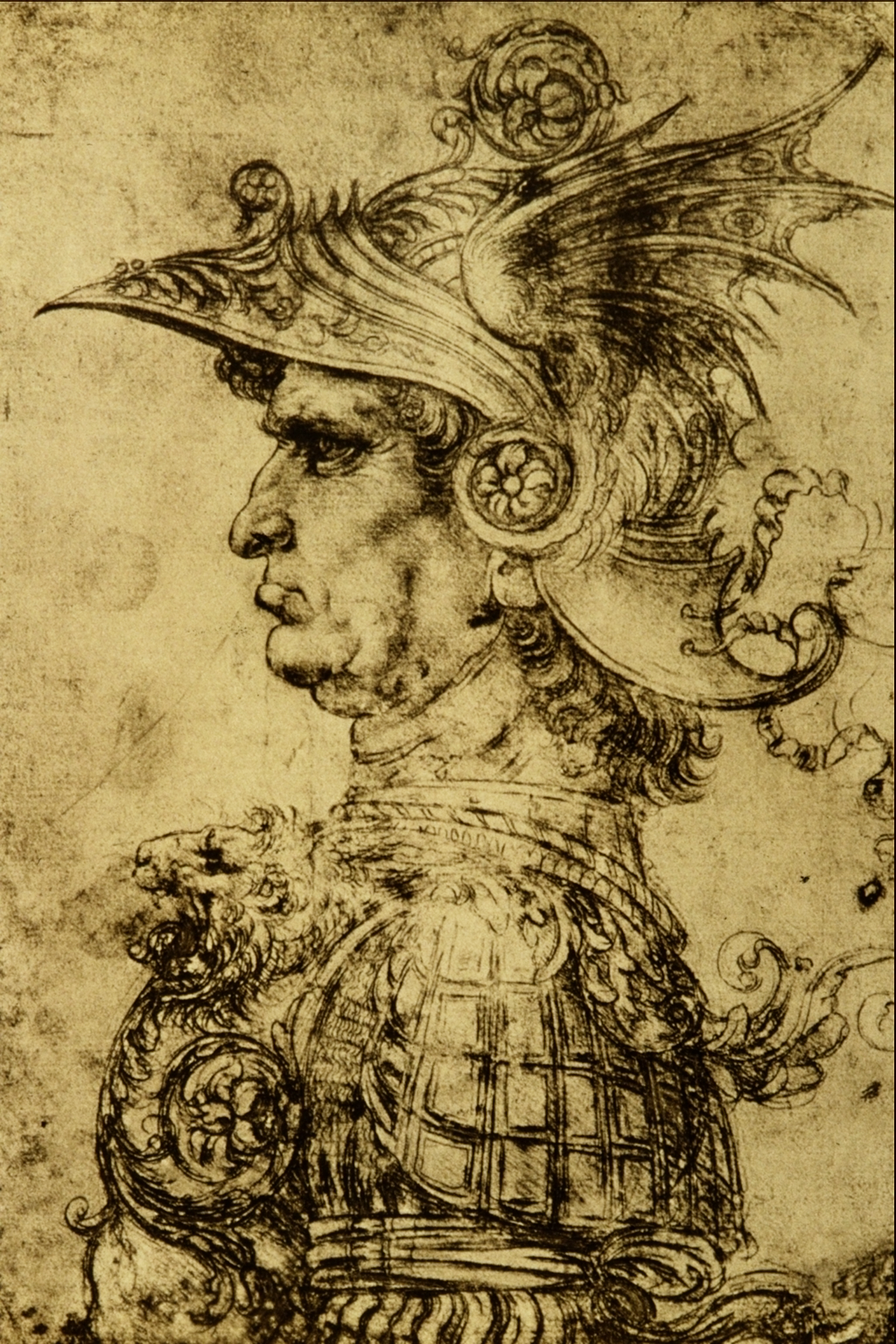
Ritratto di condottiero o di Giacomo Caldora, opera di Leonardo da Vinci

L'area di Corso Garibaldi e via Roma invece si chiamata "San Giovanni fuori", in quanto terreno appartenente per le rendite al monastero di San Giovanni Gerosolimitano dei Templari di Malta, come dimostra uno strumento redatto dal notaio Mastro Di Cola da San Giovanni Teatino (1362). Altre rendite sono documentate nell'anno 1695 e nel catalogo dei beni del 1749. L'Ordine dei Cavalieri fu abolito nel 1815 e la chiesa cadde in degrado, passando la regio demanio. La chiesa nel 1833 era quasi crollata del tutto, acquistata dalla famiglia De Pompeis, che ridusse la fabbrica a granaio, finché non venne demolita. I Templari a Vasto avevano altre "domus", sparse nel territorio, costituivano la resistenza dei crociati, consistenti in latifondi con piccole masserie fortificate o torri di guardia. Il territorio vastese fu teatro di un episodio alquanto drammatico, durante il raduno dell'esercito crociato da parte di Enrico VI di Svevia nel 1194, per imbarcarsi alla volta di Gerusalemme. Gli armati accampati dai vari Templari, vennero fatti confluire alla foce del fiume Sinello, poco distante da una delle domus Castello Sinello, Castello d'Erce (Punta Aderci) e Castello di Colle Martino, con saccheggi e devastazioni, senza che i Templari riuscissero a respingere l'attacco predatorio. L'episodio è narrato nella cronaca dell'abbazia di Santo Stefano in Rivomaris, presso la costa di Casalbordino.
Nel 1345 sotto Giovanna I di Napoli era capitano di Vasto Raimondo Caldora, barone di Castel del Giudice, da cui ebbe origine la famiglia. A causa delle turbolenze di governo, Giovanna infeudò Vasto alla sorella Maria, sposata a Carlo di Durazzo principe di Taranto. Dato che i vastesi mal sopportavano il governo di Maria, e anche quello del marito Luigi d'Angiò, essi colsero l'occasione dell'imminente guerra tra il Principe di Taranto e l'ungaro Ladislao, che occupò Vasto nel 1347-51, anno in cui Luigi riuscì a riprendersela, senza però saccheggiarla. Benché fosse stata celebrata la pace tra Giovanna I e Ladislao, alcuni cavalieri: Fra Moriale di Provenza, cavaliere dei Gerosolimitani e Corrado Lupo raccolsero una truppa di sbandati ungari, razziando le città dell'Abruzzo Citeriore, fino a giungere a Vasto nel 1352, con saccheggi e uccisioni.
Morta Maria d'Angiò nel 1366 senza eredi, Vasto cadde nel regio demanio, fino al 1410, così come lo erano Lanciano e Chieti.
Durante il governo di Giovanna II di Napoli, gli anni del regno furono segnati da un clima turbolento di congiure, e di pretese al trono da parte degli Aragona, nella persona di Alfonso I. Giunto nella terra di Vasto il capitano Jacopo Caldora nel 1420, i vastesi gli chiesero protezione, e lui insediò il quartier generale in nome dell'alleato Muzio Attendolo Sforza, capitano fidato di Giovanna II. Vasto fu tolta, e poi ridata al Caldora nel 1423, quando il capitano passò al partito della regina.

## Dal regio demanio al Marchesato
Dopo il periodo angioino il comando passò prima alla famiglia dei De Guevara, poi al Re e infine alla dinastia aragonese dei d'Avalos, artefici dell'omonimo Palazzo, che governarono la città dal 1496 al 1798 circa.
Nel 1496 infatti re Federico d'Aragona incoronò Innigo II d'Avalos "Marchese del Vasto" e sotto di lui, specialmente con Fernando Francesco d'Avalos, Vasto visse un florido periodo culturale, negli anni del Rinascimento.

Medaglia ritraente Innico I d'Avalos, opera di Pisanello

Nel 1439 alla morte di Giacomo Caldora signore del Vasto, il figlio Antonio prese il feudo di Vasto e gli altri sparsi per l'Abruzzo, ma la sua ribellione ad Alfonso V d'Aragona per appoggiare il partito angioino, gli costarono l'esilio nel 1442, e la confisca di tutti i castelli. Vasto si trovò ancora nel demanio regio, investita però di molti privilegi con atto notarile rogato nel chiostro della chiesa di Sant'Agostino (oggi Duomo); un clima di tranquillità interrotto bruscamente dal nuovo infeudamento da parte di Alfonso al signore Innico I d'Avalos il 28 settembre 1444. Nel 1464 Antonio Caldora tentò la ripresa di Vasto con le truppe di Giovanni II d'Angiò, dichiarando guerra a Ferrante d'Aragona, il quale venne di persona a sconfiggere Antonio. Acquartierò le truppe nel colle di Cona San Giacomo, mentre Antonio, asserragliatosi nel castello, cannoneggiava le truppe aragonesi.

### Insediamento dei D'Avalos con Ferrante d'Aragona
Ferrante lasciò al comando delle truppe Giacomo Carafa, che cinse d'assedio la città, sperando di prenderla per fame. Infatti l'assedio durò 3 mesi, nei quali i cittadini di Vasto, ridotti allo stremo, furono condotti in rivolta da emissari del Re, che li invitarono ad acclamare la corona aragonese per terminare la guerra. Così Antonio Caldora con l'inganno venne arrestato e imprigionato, mentre Ferrante ricompensava l'azione del popolo con la conferma dei privilegi di Alfonso, riportandola nel regio demanio. In quest'occasione, nel 1465, si costituì il consiglio civico dei 14 membri del parlamento vastese, rinnovato ogni trimestre, per comporre il maggiore consiglio dei 60. Nel 1570 il consiglio fu ridotto a 40 membri.
Il privilegio di Ferrante durò sino al 1471, quando venne infeudata a Pietro di Guevara; in questi anni non bisogna pensare che la famiglia D'Avalos non godesse di privilegi da parte di Napoli. Avevano posto la residenza nella casa patrizia di Giacomo Caldora, che nel 1573-87 verrà trasformata nel palazzo patrizio rinascimentale che conosciamo. Nell'ambito della guerra di Ferrante contro papa Sisto IV, alleato di Venezia, delle galee partirono dalla Serenissima, e nel 1482 distrussero il porto di Vasto; nel 1485 Vasto cambiò feudatario, dopo che il Guevara partecipò alla congiura dei baroni contro Ferrante, ma non prima del 1493, ultimo anno di tranquillità nel regio demanio. Il 13 marzo di quell'anno fu creata l'Università regia del Vasto, sotto la mediazione degli emissari napoletani Nicola e Valerio Cellitto.
Nel 1496 sotto Ferdinando II di Napoli, Vasto passò a Rodrigo d'Avalos, figlio di Innico I, ma alla sua morte quasi immediata dopo esserne entrato in possesso, la città non rientrò nel regio demanio, nel 1497 Innico II d'Avalos divenne il secondo Marchese del Vasto effettivo. L'entrata al porte di Innico però ci fu solo nel 1499, perché l'Università si adoperò per bloccare l'infeudamento, desiderando ardentemente i privilegi di "paradiso fiscale" ottenuti con Alfonso e Ferrante I nel demanio regio.
Al tempo del governo di Roberto di Guevara, venne fondato il monastero di Sant'Onofrio, fuori le mura, ad ovest. Il monastero era il terzo principale della città, dopo la fondazione di quello di San Giovanni Gerosolimitano dei Cavalieri Templari (che sorgeva intorno l'attuale Corso Plebiscito, davanti alla chiesa del Carmine) nel XIII secolo, e di quello di Santo Spirito sopra San Biase dei Padri Celestini nel XIII-XIV secolo. Mentre il primo andò distrutto nel XIX secolo, il secondo visse periodi alterni dopo il XVII secolo, essendo stato per secoli uno dei cenobi più importanti della regola Benedettina del sud Abruzzo, fino a che, sconsacrato, venne adibito nel 1189 a teatro civico borbonico, oggi intitolato a Gabriele Rossetti
Il convento di Sant'Onofrio eremita dei Frati Minori Osservanti risale al 1406, quando i monaci abitavano presso capanne di legno, e cercavano di erigere una chiesa vera e propria sul colle occidentale fuori Vasto. 10 frati edificarono un cenobio con ospedale per assistere gli ammalati, finché da Campobasso non venne in città Padre Strangone col beneplacito del vescovo di Chieti.
La moglie del Guevara Gisetta Del Balzo mandò a chiamare dal convento frate Angelo da Specchio, e nell'avvenimento semi-fantasioso riportato dal De Bendictis, il monaco, ascoltando musica nel palazzo del Capitano, si librò in aria, venendo osannato come un santo, e l'opera di edificazione venne immediatamente finanziata.

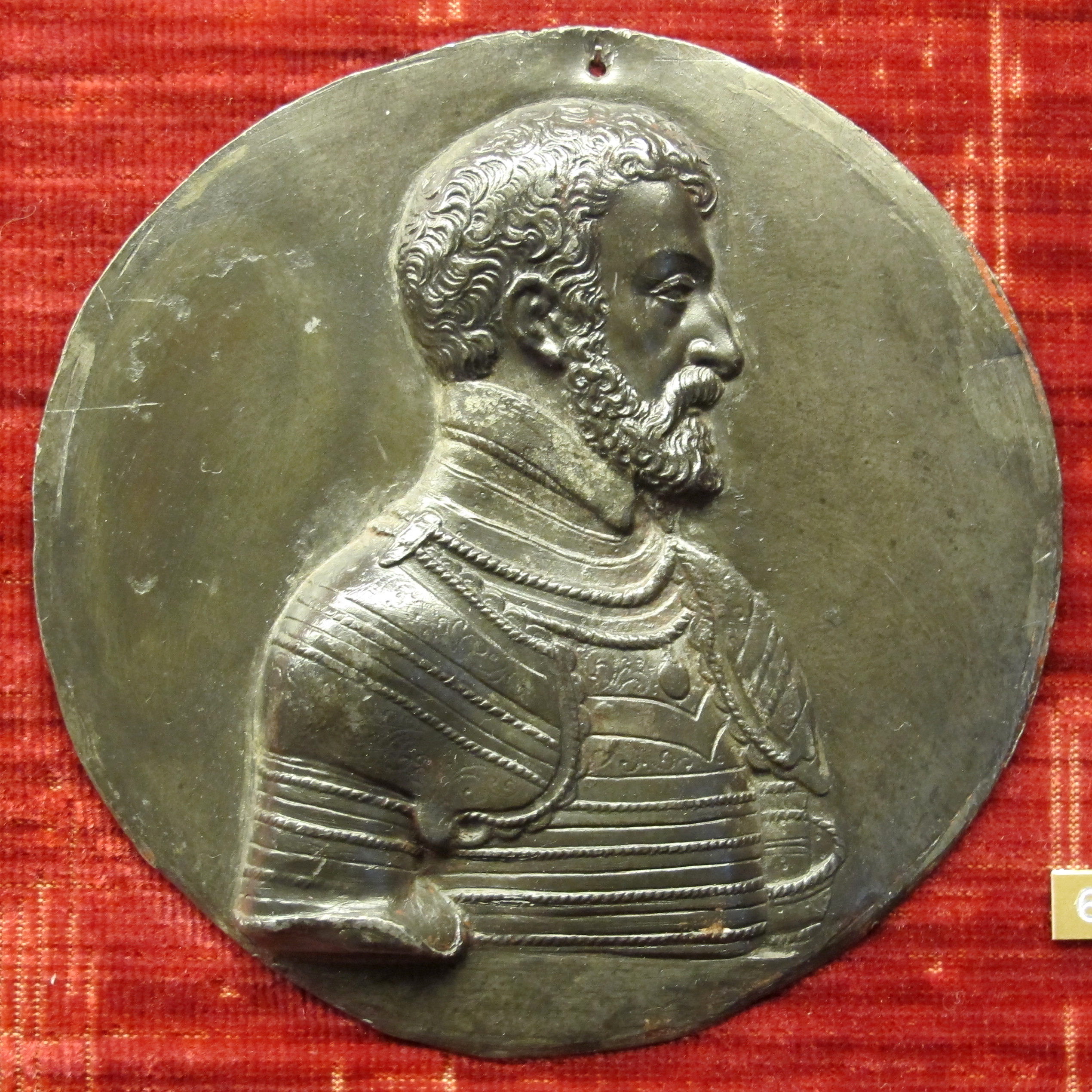
Moneta ritraente don Francesco Ferrante d'Avalos

Dopo Innico II, gli successe Alfonso d'Avalos, poi Francesco Ferrante d'Avalos e Alfonso II. Il governo di Vasto fu però retto nella maggioranza dai capitano di guardia del Palazzo dell'Università.

### Vasto nel XVI secolo
Prima dell'arrivo della famiglia D'Avalos, il palazzo in piazza Lucio Valerio Pudente era residenza di Giacomo Caldora, costruita dal capitano nel 1427. Nel 1587 la casa fu ristrutturata ampiamente dalla famiglia d'Avalos, nel programma di ricostruzione della città dopo l'assedio turco del 1566. Alcune parti della storica casa, come archi di portale e finestre, sono state scoperte nel 1991, risalenti circa al XIV secolo, segno che esisteva una casa patrizia ancor prima dell'arrivo del Caldora. Ai due lati del portone barocco sono venute alla luce decorazioni in pietra scolpita che adoravano l'accesso. La casa esisteva all'epoca della fondazione del monastero di Sant'Agostino (oggi Duomo), con privilegio di Carlo II D'Angiò il 24 febbraio 1300.
La casa di Giacomo Caldora fu decorata con tegoloni e fregi prelevati dal villaggio italico di Punta Penna; lo storico Flavio Biondo scrisse: "Vastum Aymonis nobile et vetus oppidum quod prisci dixere Histonium, idque Theatri Vetustissimi Vertigiis et Palatio es Tornatum, quod Jacobus Caldora, est in ea superbissimum aedificavit"
Incendiato dai turchi nell'estate 1566, il palazzo venne ricostruito dalla famiglia d'Avalos, che già era feudataria della città dal 1484, spendendo 5.000 ducati. La facciata venne edificata con il contributo di frate Valerio De Sanctis del convento di San Francesco nell'anno 1587, a imitazione dei più illustri palazzi rinascimentali italiani. I D'Avalos provenivano da Castiglia, trasferitisi a Napoli con il sovrano Alfonso I d'Aragona che sposò Giovanna II d'Angiò. Il capostipite del Marchesato del Vasto, a cui Alfonso dette il governo fu Innico I, morto nel 1484, che ebbe tre figli: Alfonso (morto nel 1495), Rodrigo morto nel 1496 e Innico II morto nel 1504. Oltre a Vasto, i d'Avalos acquisirono i feudi circostanti di Monteodorisio, San Salvo, Casalbordino, Pollutri, Cupello, arrivando sino al medio Sangro con i feudi di Montazzoli e Colledimezzo.
Il 14 giugno 1590 truppe di banditi guidate da Marco Sciarra penetrarono nella città dal torrione Santo Spirito nella cinta muraria a nord, saccheggiando la città. Dopo l'attacco dello Sciarra, furono marchesi di Vasto Innico III, Ferrante Francesco, don Diego, Ferdinando Francesco e don Cesare Michelangelo d'Avalos, spogliato della signoria del Vasto nel 1701 da Filippo V di Spagna, che la cedette ad Antonio Lante Montefeltro della Rovere, II duca di Bomarzo.
Nel 1522 le famiglie slave erano 50, in seguito si ridussero di numero, fino a essere completamente assorbite.

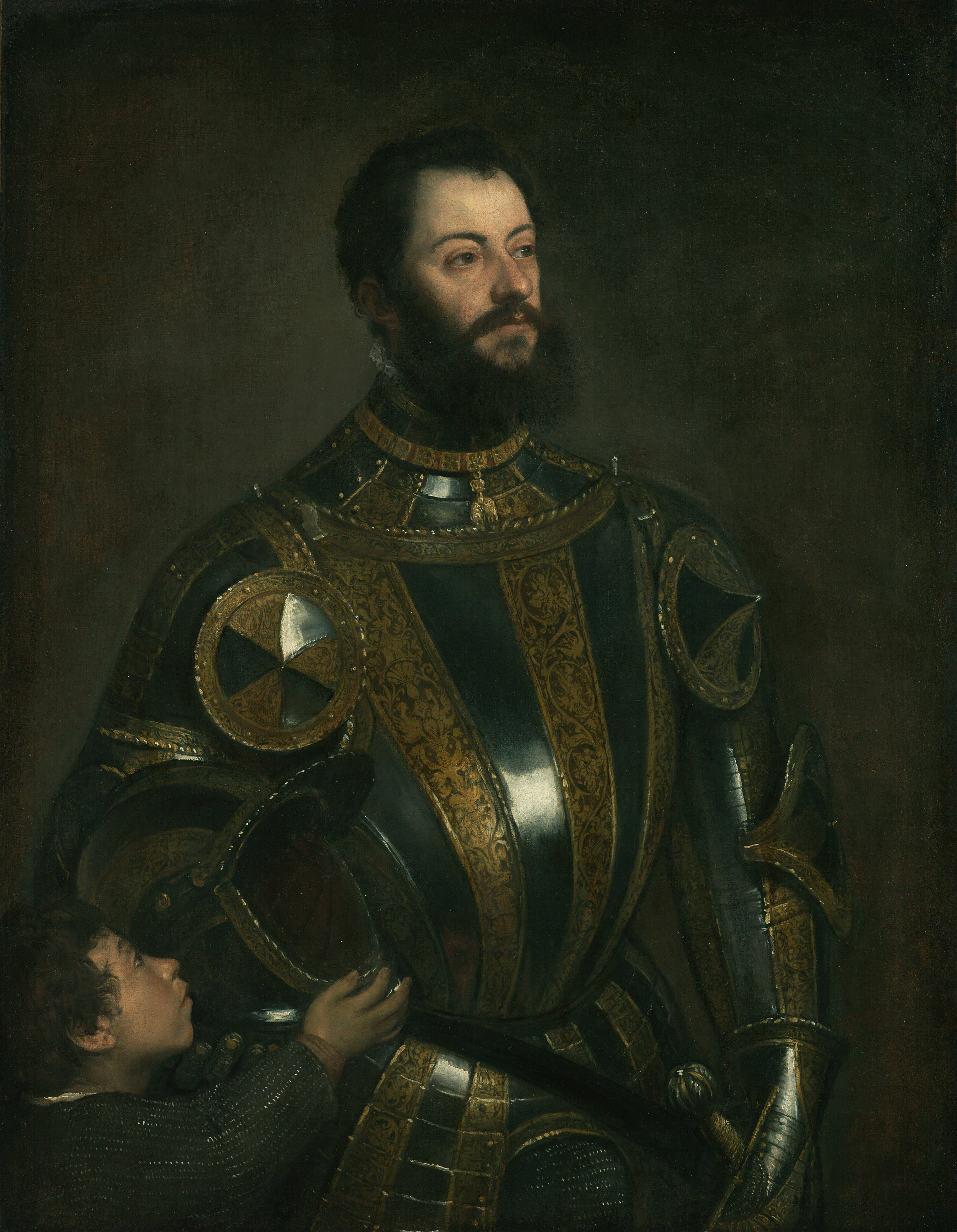
Ritratto di Alfonso d'Avalos, opera di Tiziano Vecellio

Stemma della famiglia D'Avalos

Durante il XVI secolo la città riuscì a scampare alla Peste del 1536.
La città soffrì molto le incursioni di Turchi e Saraceni, così come tutta la Costa dei Trabocchi, sbarcati il 1º agosto 1566. L'esercito di Piyale Paşa danneggiò edifici storici come Palazzo d'Avalos, l'abbazia di San Giovanni in Venere e quella di Santo Stefano in Rivomaris, nonché lo stesso Duomo di Vasto (allora dedicato a Sant'Agostino) di cui rimase in piedi solo la facciata gotica. Per questo motivo, l'8 marzo 1568, si iniziò la costruzione di 14 torri costiere di avvistamento e difesa, tra cui la torre di Punta Penna.

### L'attacco turco del 1566
Il 1 agosto 1566 Vasto subì il tremendo assedio delle galee turche capeggiate dall'ammiraglio Piyale Paşa. Spedito sulla costa adriatica da Solimano il Magnifico a saccheggiare le città, nel luglio Pyali si fermò a Pescara, distrusse Francavilla, Miglianico, Ortona, Fossacesia, Casalbordino, arrivando a Vasto, e spingendosi sino a Manfredonia. Gli abitanti della città abbandonarono le case, rifugiandosi dentro le mura, fronteggiando l'attacco proveniente da nord (Torre Diomede) con lanci di pietre e olio bollente. Vennero erette barricate nel rione Santa Maria Maggiore contando sulla strettezza delle viuzze per ostacolare l'avanzata, sprangando Porta Catena.
I turchi tuttavia riuscirono a entrare da Porta Castello e Porta Catena, incendiando la città e catturando molti uomini che vennero venduti come schiavi: vennero bruciati il convento di Sant'Agostino, distrutta la chiesa di Santa Maria in Valle (area dell'Agrella) sotto la chiesa convento di Santa Lucia, poi anche le chiese di San Francesco, San Pietro e dell'ospedale dell'Annunziata vennero incendiate, insieme al Palazzo d'Avalos, mentre il castello di Caldora riuscì a resistere grazie alle bocche da fuoco.

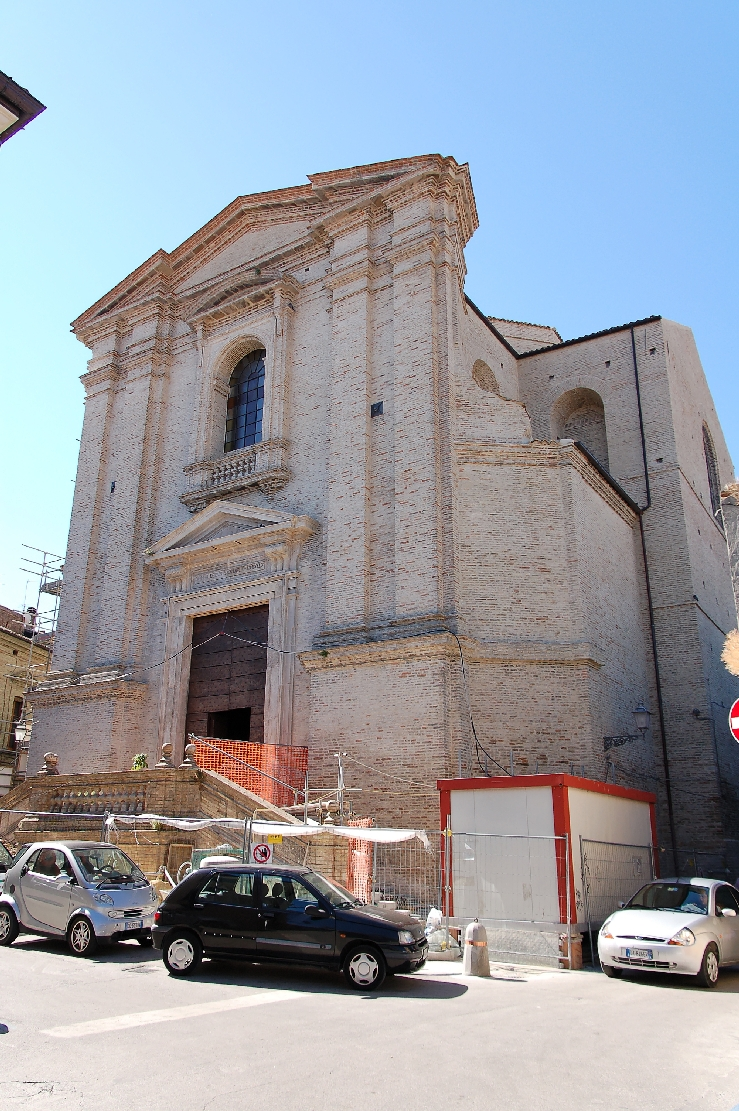
La chiesa del Carmine

La gente scappò anche nei paesi vicini di Cupello e Monteodorisio, che ugualmente vennero saccheggiate poiché vicine alla costa, il porto di Punta Penna fu distrutto, i pirati risalirono il fiume Sinello compiendo altri saccheggi nell'entroterra, incendiarono il convento di Sant'Onofrio fuori Vasto. Tentando un nuovo assalto dal Muro delle Lame, dopo essere ridiscesi dal fiume Sinello, i turchi preferirono andare oltre per la numerosa folla schieratasi minacciosa lungo il costone, e assediarono San Salvo. I turchi riuscirono a prendere Vasto evitando il sistema fortificato di prevenzione voluto da Carlo V, e messo in pratica dal viceré Pedro Afán de Ribera, duca di Alcalá de los Gazules, mediante costruzioni di piccole torri di guardia sui promontori costieri, a piccola distanza l'una dall'altra, partendo da Martinsicuro (TE), fino a Santa Maria di Leuca nel Salento pugliese.

### Vasto sotto il marchesato di Diego d'Avalos
Al Seicento risale la costruzione del "Palazzo della Penna" e della demolizione della Chiesa di San Nicola degli Schiavoni (1638), che venne demolita ricostruita per essere intitolata a Maria Santissima del Carmine, in cui, in un altare minore, si continuò a venerare san Nicola; anche la confraternita assunse la nuova denominazione. Vennero chiamati a Vasto da Diego d'Avalos i "clerici regolari della Madre di Dio", o "padri Lucchesi" che vi giunsero da Napoli a fondare un convento con annesso collegio. All'opera concorsero il marchese, l'università e la confraternita, che concesse la chiesa e una rendita annua di 50 ducati. Alcuni vastesi entrarono nell'ordine e Giuseppe Ricci e Luigi Barbotta ne divennero generali.
Nel 1690 venne istituito a Vasto il Collegio dei Chierici Regolari della Madre di Dio, come scuola dei confratelli del Carmine per l'educazione dei giovani, fortemente voluta dai Marchesi d'Avalos nelle persone di don Diego e sua moglie Ippolita.
Nella metà dei Seicento non mancarono episodi di banditismo, carestie e sconvolgimenti naturali come frane. Oltre agli smottamenti, nel 1656 la città fu colpita dalla pestilenza proveniente dalla Puglia, ma siccome venne portata in processione per la città la statua del Santo Michele, le vittime non furono numerose come nelle altre località. Da questo momento iniziò il primo segale della fede devozionale vastese vero l'Arcangelo, e in occasione del punto dove terminò la processione, nel 1657 venne realizzata la primitiva cappella dedicata a San Michele, rifatta poi nell'aspetto attuale nella prima metà dell'Ottocento, dopo l'ulteriore conferma di "protezione" del santo dall'epidemia di colera del 1837.

## Il Settecento
Nel primo settecento figura il personaggio del Marchese don Cesare Michelangelo d'Avalos: fu l'8vo marchese della città e di Pescara, passato alla storia per le sue gesta, la sua vita eccentrica e per aver rielaborato il palazzo marchesale, impiantandovi il giardino alla napoletana. Nel 1701 venne dichiarato ribelle da Filippo V di Spagna perché fedele al partito austriaco, e costretto a fuggire dalla città, rifugiandosi a Vienna. Rientrò a Vasto, facendovi giungere la reliquie del corpo di San Teodoro, e conducendo una vita fastosa, come si ricorderà dall'episodio della cerimonia del Toson d'Oro del 1723, accumulando per questo anche molti debiti. Alla sua morte nel 1729, senza eredi, alcune parti della città sperarono di tornare nel regio demanio, ma i debiti lasciati dal marchese fecero sì che la città fosse sottoposta a sequestro, e data in mano a un commissario regio. Per una quarantina d'anni la vita sociale ed economica fu paralizzata, sino ai primi spiragli di ripresa nel 1772, quando il potere venne ripreso da Giambattista d'Avalos, e poi al figlio Diego II. 12º Marchese del Vasto fu Tommaso d'Avalos, che governò sino allo scoppio della rivoluzione giacobina nel 1799.
Il 29 marzo 1710 fu conferito ufficialmente il titolo di città da Carlo d'Austria, nel periodo in cui era al potere don Cesare Michelangelo d'Avalos, e nell'ottobre del 1723 divenne luogo della cerimonia di consegna della collana dell'ordine del Toson d'oro da parte del marchese Cesare Michelangelo d'Avalos al principe Fabrizio I Colonna, su incarico dell'imperatore Carlo VI. La cerimonia fu celebrata con solenni feste e battute di caccia nelle campagne circostanti.
Proprio in questo periodo la balconata del quartiere di Santa Maria prende il nome di "Loggia Amblingh", dall’austriaco Guglielmo Amblingh di Graz, segretario di Cesare Michelangelo d’Avalos, residente a Vasto all'inizio del Settecento.
La città, inoltre, conosce in questo secolo un primo sviluppo piccolo-industriale (con la presenza di vetrerie in via Aimone e fornaci in vico Moschetto), artigianale e agricolo.
La rievocazione storica fa rivivere gli splendori e i fasti che furono di Casa d'Avalos, feudatari del Vasto, e si proietta idealmente all'epoca in cui la residenza dei principi divenne centro di attrazione per l'Italia e l'Europa, perché vi convennero principi, nobili e alti prelati.

### La Cerimonia del Toson d'Oro del 1723
La storia racconta, che con Dispaccio dell'Imperatore Carlo VI d'Asburgo, Don Cesare Michelangelo d'Avalos, Marchese del Vasto, venne incaricato di conferire il collare del Toson d'Oro al Connestabile del Regno, il Principe romano Fabrizio Colonna, come riconoscimento per i servigi che la famiglia romana rese alla Corte di Napoli e validissimo elemento per la diffusione del Cattolicesimo in Europa (visti i legami di parentela che intercorrevano tra lo zio cardinale Carlo Colonna e il nipote Fabrizio).
"Il principe Colonna giunse a Vasto con un corteo di 186 cavalli riccamente bardati. All'arrivo fu accolto dagli spari e salve dei 57 pezzi di artiglieria del castello, dalle campane suonate a festa e da scoppi di mortaretti. La mattina seguente la cerimonia di consegna si svolse a palazzo D'Avalos: il principe inginocchiato giurò fedeltà all'imperatore e ricevette dal marchese le insegne. La cerimonia fu seguita dal canto di un Te Deum e da spari a salve delle artiglierie del castello e dei fucili e dal festosi scampanii. Dalle finestre del palazzo vennero gettati al popolo vari generi commestibili e dalla fontana davanti alla chiesa di San Giuseppe, venne fatto uscire vino bianco e rosso. Seguirono giochi e fuochi d'artificio e musica, mentre alla finestre del palazzo ardevano torce".
Sotto lo sguardo attento del Maestro di Cerimonia, il Marchese Giovan Battista Castiglioni (nominato Segretario Regio) avviene la solenne cerimonia del rito secondo un antico cerimoniale.
La cerimonia si svolse il 24 ottobre 1723 e i festeggiamenti si protrassero fino al 2 novembre. Attualmente la rievocazione della cerimonia, si svolge ogni estate nel centro storico, durante la stagione turistica, con la partecipazione di circa 250 figuranti che indossano costumi appositamente confezionati che ricalcano la moda del XVIII secolo, interpretando principi, dame di corte, nobili e prelati, cavallerizzi e popolani, convenuti a piedi o su carrozze trainate da cavalli, in corteo, lungo le strade della città imbandierata con i simboli delle casate dei D'Avalos e dei Colonna.

### Onorificenze
Tra il 1758 e il 1761 la Chiesa del Carmine venne ricostruita su disegno di Mario Gioffredo; i lavori interessarono anche il contiguo collegio. Nel 1762 l'interno dell'edificio fu decorato con stucchi per opera di Michele Saccione di Napoli. La nuova chiesa neoclassica, con influenze vanvitelliane, presenta una pianta a croce greca con cinque cappelle.
Non mancarono tuttavia momenti di alti e bassi nell'economia politico-sociale cittadina, soprattutto durante gli anni della "depressione" per indebitamento del marchese don Cesare Michelangelo, fino al 1774, anni caratterizzati ugualmente da frane e smottamenti, soprattutto nella parte del Muro delle Lame.

### La rivoluzione del 1799

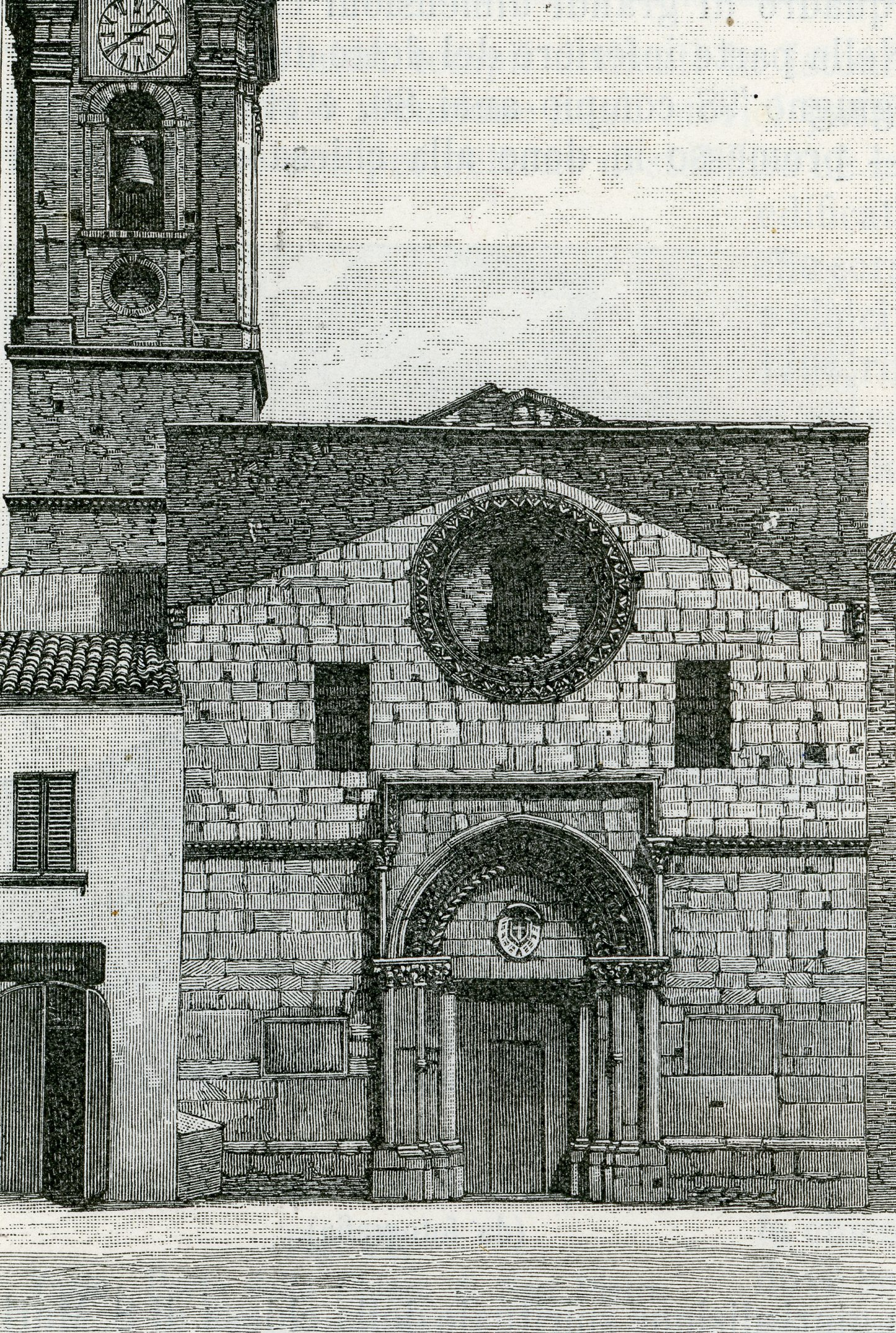
Il Duomo in un'incisione del 1899

Nel novembre 1798 il consiglio di Napoli decretò lo stato di guerra, e mandò le truppe al comando del generale Micheoux sul Tronto, a L'Aquila e Tagliacozzo, sbaragliando gli insorti repubblicani che parteggiavano per i "repubblicani" di Gioacchino Murat. Ferdinando IV di Borbone entrò a Roma dove era stata proclamata la repubblica, costringendo papa Pio VII a recarsi prigioniero in Francia, ma il 29 novembre 1989 il generale Championnet sconfisse i napoletani, ricacciandoli oltre i confini del regno, mandando il generale Duhèsme a difendere l'Abruzzo da insurrezioni filo-borboniche. Il 20 dicembre conquistò la fortezza borbonica di Civitella del Tronto, dirigendosi alla piazzaforte di Pescara, che capitolò in breve tempo. Con il bando dell'8 dicembre, re Ferdinando di Borbone si rifugiava con i reali in Sicilia, sancendo di fatto la caduta temporanea del suo governo sul regno.
Proclamata la Repubblica Partenopea, la notizia fu accolta a Vasto da clamori e confusione generale, mentre i massimi esponenti politici: il barone Pasquale Genova, Levino Mayo, Antonio Tiberi, Arcangelo e Giuseppantonio De Pompeis, assoldarono in fretta e furia un'armata affidata al governatore Andrea Gaiulli per raggiungere Chieti, già presa dalle truppe francesi di Mounier, il quale prevenne l'azione vastese, ordinando di proclamare la repubblica giacobina. La notizia fu accolta dai vastesi con l'anarchia generale, i ceti più infimi della popolazione si abbandonarono alla rapina e al saccheggio della città, vennero assaltate le barche al porto provenienti da Pescara con i beni del re di Napoli: i capi rivoltosi erano Paolo Codagnone e Filippo Tambelli, reduci dal carcere di Napoli; i quali inviarono a Lanciano Francescantonio Ortensie, Floriano Pietrocola ed Epimenio Sacchetti quali deputati del popolo, con l'incarico di conferire col generale Mounier, costoro infatti vennero nominati municipalisti di Vasto, con l'eccezione del Scchetti, riconosciuto come ergastolano evaso da Napoli, e sostituito con Romualdo Celano.
Il 5 gennaio a Vasto vennero dichiarati caduti tutti gli incarichi e i privilegi reali, sostituiti con altri e con l'obbligo di fregiarsi della coccarda tricolore, vennero ammassati vettovagliamenti per le truppe francesi che dovevano transitare per Vasto, fissando il quartier generale a Palazzo d'Avalos, il cui proprietario don Tommaso d'Avalos fu costretto, il 21 dicembre, a raggiungere Ferdinando IV a Palermo. Gli stemmi borbonici a palazzo vennero abbattuti, e in Piazza Rossetti piantato l'albero della Libertà e della Repubblica. L'agente del Marchese d'Avalos: Vincenzo Mayo, litigando con i municipalisti appena nominati: Codagnone e Tambelli, recatisi a Pescara per conferire col generale Mounier, furono costretti ad approdare all'improvviso al porto di Ortona, dove vennero trucidati dal popolo in fermento. La notizia fu portata in città da un servitore di Codagnone il 2 febbraio 1799, e i vastesi della guarnigione repubblicana iniziarono ad ammutinarsi: erano composti principalmente da avanzi di galera e vari scalzacani della peggior specie, che si abbandonarono al saccheggio della vittà, profanando chiese e tombe per rubare gli oggetti preziosi. Il sacco della città durò 25 giorni, testimoniato anche dal giovane poeta (allora sedicenne) Gabriele Rossetti nelle sue Memorie, vennero incendiati gli archivi per distruggere le documentazioni e le rendite dei proprietari sulle loro terre, fu assaltato il palazzo marchesale, le chiese di Santa Maria Maggiore, Sant'Agostino e San Pietro. Oltre al fatto che molte donne vennero violentate davanti ai mariti, nell'orda di ferocia morirono Tommaso Lemme, Epimenio Sacchetti, Alfonso Bacchetta, mentre il Barone Genova-Rulli, Francesco Maria Marchesani, Leopoldo Cieri e Venceslao Mayo venivano eletti generali della città per garantire l'ordine.

### Formazione della municipalità liberale
Durante questi giorni venne arrestato anche il giovane studente di giurisprudenza Giovanni Barbarotta (a cui è intitolata la piazza del castello), che avrebbe gridato Morte al Giacobino!, e condannato a morte, ma salvato in extremis dall'arringa di un popolano, e proclamato capo del governo rivoluzionario di Vasto.

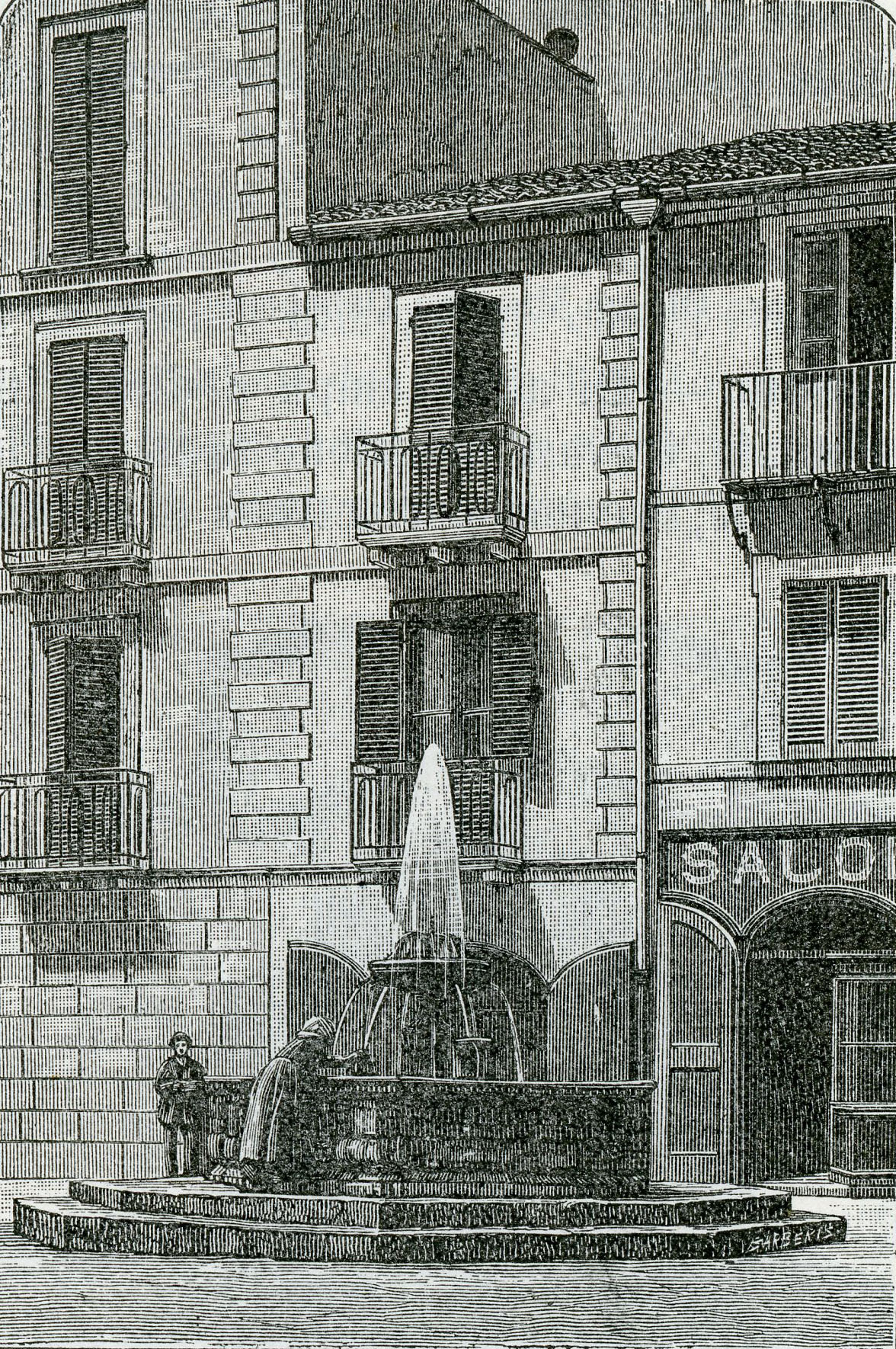
Fontana monumentale in Largo L.V. Pudente (1899), oggi in Piazza Barbacani

Il 6 gennaio 1799 intanto i municipalisti Pietrocola e Ortensio, fuggiti da Vasto, vennero catturati a Casalbordino e ricondotti in città per essere fucilati, presso Porta Castello, denudati e decapitati, lasciati alle intemperie per almeno un mese, fino alla sepoltura il 2 marzo, onde evitare contadi, grazie all'intervento del generale Louis François Coutard. Le rapine continuavano, e vennero saccheggiati i vicini centri di San Buono, Gissi, Dogliola, Lentella; il popolo in rivolta mirò anche a perseguitare i prelati, rinchiusi nel Palazzo del Collegio del Carmine, circondato di sterpaglie per essere dato alle fiamme, ma per fortuna tale supplizio fu risparmiato dall'intervento di Nicola Marchesani, deputato del popolo, promettendo l'indulto popolare da parte del generale Coutard per i delitti commessi.
Il perdono venne accordato, meno ai municipalisti Mayo, Genova-Rulli, Marchesani e Cieri, accusati come fautori della rivolta; e così il 12 febbraio 1799, senza una guardia civica abbastanza resistente, il popolo tornò al saccheggio, quel giorno venne assaltata l'abitazione dell'arciprete di Santa Maria Maggiore: Serafino Monacelli, divelta la porta del convento di Santo Spirito, fracassate due tombe di pietra per cercarvi oro; l'arciprete veniva arrestato, deriso e insultato, costretto a fare il giro della città tre volte sotto gli scherni, e infine costretto a sposare al convento di Santo Spirito 9 dei rivoluzionari con delle prostitute, senza alcuna formalità religiosa. In seguito a questo matrimonio, alcuni ribelli pretesero di sposarsi con altre donne, mentre i nobili della città, rinchiusi nelle celle del Collegio dei Padri Lucchesi, venivano condannati alla fucilazione, salvati ancora una volta dalla perorazione di Giovanni Barbarotta, il quale convinse i rivoltosi a trasportare i letti del collegio nella chiesa di San Francesco da Paola.

### Il processo della milizia francese contro gli insorti
Dentro i letti v'erano nascoste le armi per i prigionieri per poter fronteggiare la rivolta; il 19 febbraio la folla tentò l'assalto al palazzo del Collegio per acciuffare Raffaele De Luca, rifugiatosi ivi dopo il saccheggio della sua casa, il quale venne salvato dall'ostinazione del prelato Padre Bruni, che sparò colpi di fucile contro i popolani. Nel frattempo si componeva l'organo municipale di Vasto, con governatori il Barone Alessandro Muzii, Nicolantonio Cardone, Francesco Bucci, Giovanni Barbarotta supplente, poi Carlo De Nardis, Nicola Ricci, Arcangelo De Pompeis come capitano della guardia; mentre i deputati del popolo furono Agostino De Guglielmo, Francescantonio e Felice Antonio Rossi, Giovanni Forte, Nicola Marchesani. Ricostituitasi la guardia nazionale civica, il generale Gouthard per ristabilire l'ordine pretese da Vasto il pagamento di 2.000 ducati per riparazione e contribuzione, più altri denari per i suoi segretari e per la truppa, più inoltre 5.000 ducati per risparmiare dalla fucilazione gli accusati Mayo, Genova-Rulli, Marchesani e Cieri; infine elesse capo della municipalità Filotesio Mayo, con altri componenti diversi dagli eletti del popolo.
In seguito fu composto un tribunale per la condanna del "mese di saccheggio" della città, e vennero emesse le condanne dei rivoltosi macchiatisi di furto e omicidio: in tutto 26 responsabili, fucilati presso la Torre di Bassano. Il Gouthard fece ritorno a Lanciano con 800 soldati, lasciando in città il comandante Larieu, che acquartierò la guarnigione a Palazzo d'Avalos; il comandante abusò della folla ignorante che non s'intendeva di armi, e compì alcune esecuzioni sommarie prevaricando la legge, sicché Gouthard fu richiamato in città, concedendo il perdono, mentre Larieu minacciò per ripicca la Municipalità di compiere una carneficina. Il 18 marzo il tutto si risolse con la fucilazione di alcuni prigionieri vastesi fatti sfilare per la città verso Serracapriola, mentre altri rinchiusi a Foggia.

### Il sanfedista Giuseppe Pronio riconquista Vasto
Il 20 aprile 1799 passò in città una colonna francese della Legione Napoletana capitana dal Marchese Carafa, a cui la Municipalità chiese di ammettere nella guardia alcuni ergastolani vastesi, e in città venne lasciato il nuovo comandante Ghilm. In maggio il comandante Giuseppe Pronio, sotto l'osservazione di Ferdinando IV di Borbone, iniziò a provocare moti insurrezionali filo-borbonici a Sulmona, Chieti e L'Aquila, e la notizia raggiunse anche la città di Vasto, dove però il commissario lancianese Nicola Neri stroncò possibili insurrezioni anti-francesi, eliminando la guardia civica. Tuttavia il Pronio dopo aver preso Lanciano, si diresse anche a Vasto, cingendola d'assedio il 28 marzo, accampandosi sulla Piana d'Aragona. Nicola Neri fece arrestare la Municipalità temendo tradimenti. Il commissario Neri aveva solo 1.00 uomini contro i 4.000 di Pronio, e oppose valida resistenza sino a notte, quando scappò dalla città, mentre alcuni disertori che cercavano la fuga dal Muro delle Lame, vennero acciuffati, tra questi Francescantonio Rossi, fatto prigioniero da Giuseppe Pronio e ucciso con la decapitazione, la sua testa fu inchiodata al muro del convento dei Cappuccini dell SS. Vergine Incoronata, presso il cimitero.

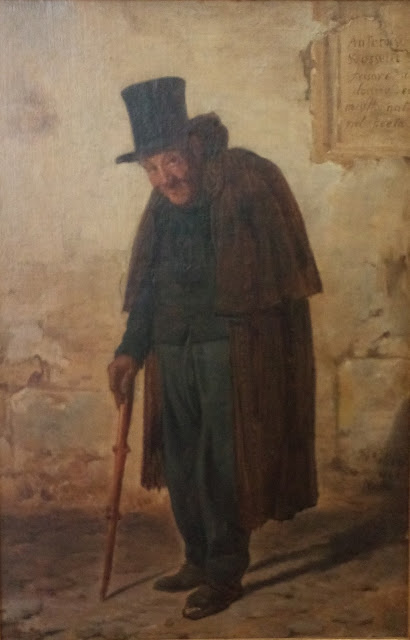
Dipinto ritraente Antonio Rossetti, opera di Filippo Palizzi (1848), conservato nella galleria civica di Palazzo d'Avalos

Il 19 maggio durante la processione del Sacramento, la folla arrivò al campo dove stanziava Giuseppe Pronio, formalizzando i patti per la capitolazione, per poi ritornare alla chiesa di Sant'Agostino. Occupata la città, il 20 maggio fu firmata la capitolazione nel convento di Sant'Onofrio alla presenza di Pronio, con lo sversamento di 1.400 doppia, in gran parte elargite dal conte Venceslao Mayo. Il nuovo governatore di Vasto sotto il regno di Ferdinando I delle Due Sicilie fu Giovan Battista Crisci.

### La questione delle due prepositure di Santa Maria e San Pietro
Nel 1695 il preposto di San Pietro, uscito in processione il Sabato Santo, non volle portare per primo l'asta del Baldacchino, facendo ricorrere i preposti di Santa Maria al tribunale, per osservare i capitoli Peruziani. Dal 1707 al 1729 il clero di Santa Maria, fiancheggiato dal protettore don Cesare Michelangelo d'Avalos, si procurò il titolo di Insigne Collegiata con papa Innocenzo III (1723), suscitando l'ira degli altri preposti di San Pietro; la città di Vasto era da anni divisa in due fazioni, coinvolgendo anche famiglie nobili nella rivalità. Nel 1807 l'intendente francese della provincia di Chieti Briot, in visita nella città per Pasqua, venendo a conoscenza dei disordini scatenati per il voler primeggiare sul trasporto del Baldacchino del Capitolo in occasione della Settimana Santa, fece in modo di risolvere drasticamente la questione. Un uomo introdottosi nel campanile di San Pietro, fece rintoccare le campane il sabato, prima della campana privilegiata di Santa Maria Maggiore, scatenando la sommossa generale. I prepositi di Santa Maria ricorsero al tribunale di Napoli.
Briot volle cassare la discussione proponendo il 15 agosto 1807, in ricorrenza del compleanno di Napoleone Bonaparte, alle due collegiate di esporre in trono l'immagine del regnante. La chiesa di Santa Maria essendone priva, venne ingannata con un'icona del generale russo Swyaiow (metodo usato proprio in vista della guerra tra Francia e Russia), sicché Briot, infuriatosi per l'immagine vista come una provocazione e ribellione, dichiarò soppresse ambedue le collegiate, nominato sede del Collegio la vecchia chiesa di Sant'Agostino, assurta il 13 gennaio 1808 a sede della Cattedra, e intitolata a San Giuseppe in ricordo di Giuseppe Bonaparte.

## XIX secolo

### L'Ottocento e i moti carbonari vastesi

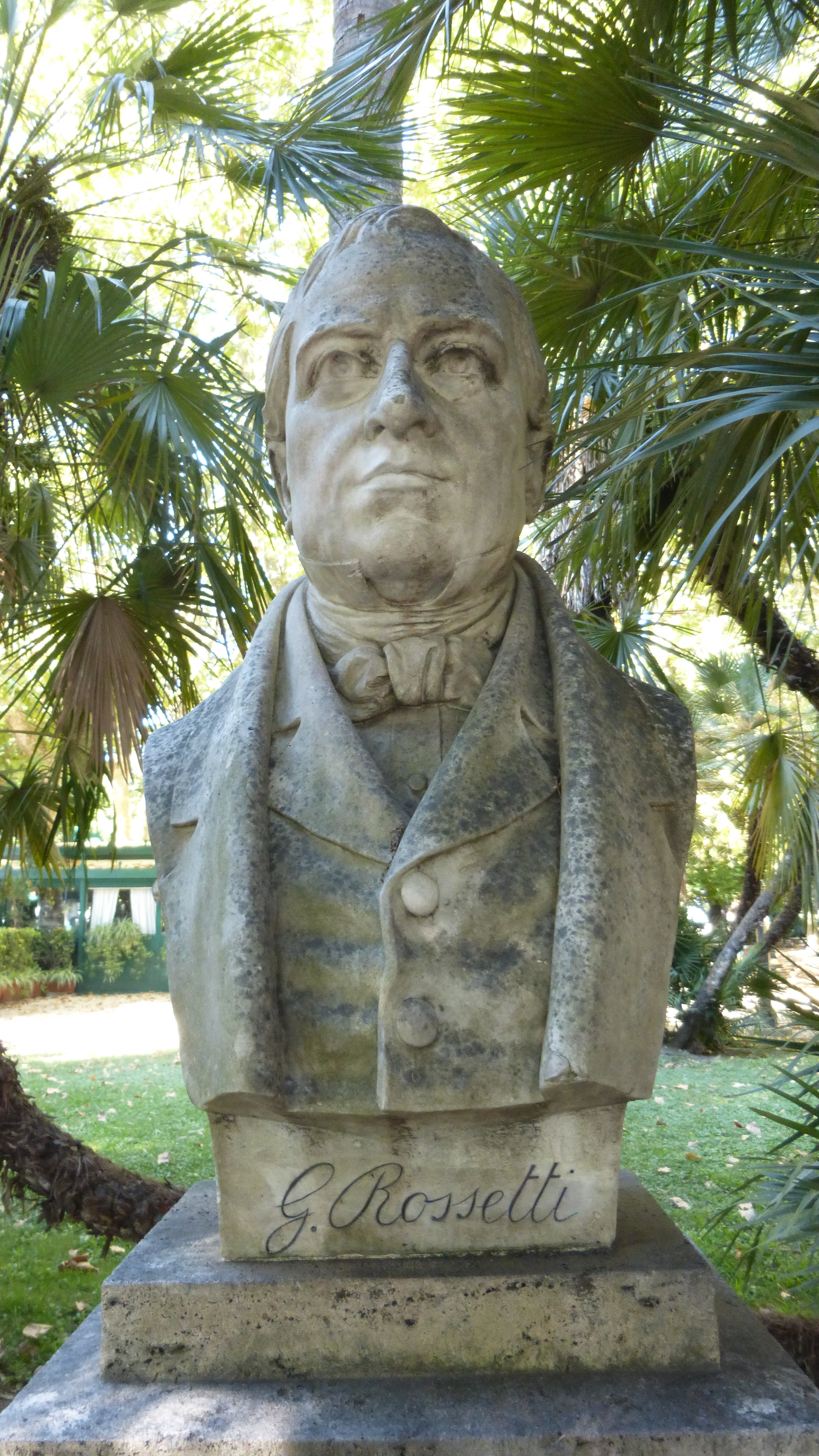
Busto di Gabriele Rossetti sul colle Pincio a Roma

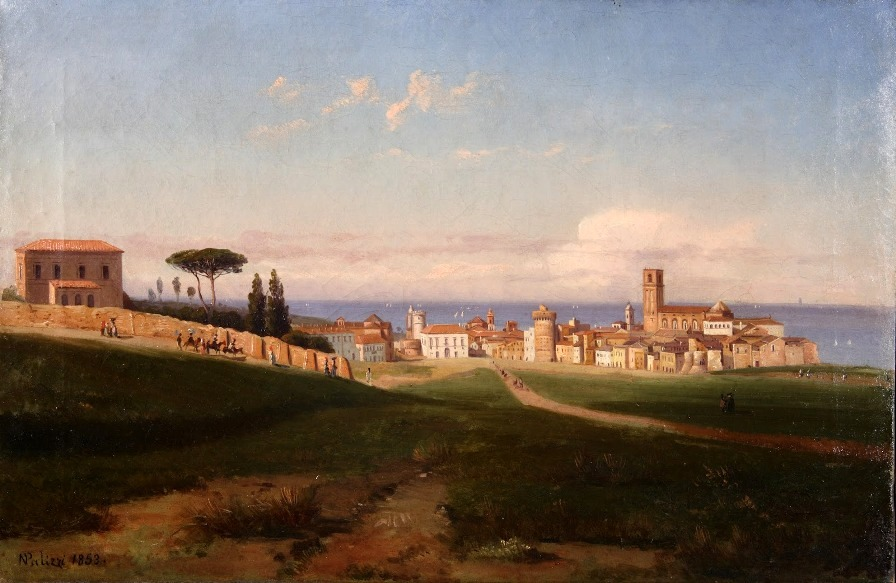
Vasto in un dipinto di Nicola Palizzi (1853)

Convento e collegio dei "padri lucchesi" della Chiesa del Carmine furono abbandonati poi nel 1807, in seguito alla soppressione degli ordini religiosi decretata da Giuseppe Bonaparte.
Dal XIX secolo la città vantò il titolo di "Atene degli Abruzzi", grazie a elementi culturali e artistici rilevanti.
Degli esempi sono il lascito architettonico del periodo Signorile caldoresco e aragonese, aver dato i natali a intellettuali del calibro di Gabriele Rossetti nel 1783, pittore, poeta e patriota, anche noto come "Tirteo d'Italia" (fratello di Domenico anche lui letterato oltre che speleologo, e genitore di intellettuali come Maria Francesca, William Michael, Christina e il più famoso Dante Gabriel, tra i fondatori del movimento inglese dei Preraffaelliti), al medico Francesco Romani, per l'inaugurazione del secondo teatro d'Abruzzo (il Real Teatro Borbonico, poi divenuto Teatro Rossetti, e alla cui inaugurazione il 15 settembre 1832 partecipò anche Re Ferdinando II), oltre ad avere il ruolo politico di capoluogo di Distretto nell'amministrazione dell'Abruzzo Citeriore dal 1816.
Il 1817 fu un anno funesto, a causa di un'importante carestia, della prima frana che interessò il costone orientale della città e di un'epidemia di febbre petecchiale che decimò la popolazione cittadina (di cui alcuni resti furono trovati nel 2014 nella zona di Punta Aderci, allontanati e seppelliti lì per motivi igienico sanitari da una delibera comunale del tempo.
Nonostante il tributo di sangue che la città pagò nel 1799 per la repressione Sanfedista, durante il Risorgimento l'anelito di libertà che da tempo infiammava i cuori dei vastesi trova viva testimonianza nella Battaglia di Antrodoco combattuta all'alba del 7 marzo 1821, quando un battaglione di volontari al comando del Barone Luigi Cardone e su incitamento di Gabriele Rossetti accorse sotto le insegne del Generale Guglielmo Pepe in difesa della Repubblica Partenopea contro le truppe di Frimont, fatte giungere in Italia dai Borboni.
Tra il 1817 e il 1818 la cittadinanza attribuì la salvezza dall'ennesima epidemia di peste grazie al miracolo dell'Arcangelo Michele, la cui statua era presente nella chiesa di San Giuseppe.

### Il 1817 tra frane e briganti
Durante il periodo murattiano, Giuseppe Nicola Durini di Chieti venne inviato a Vasto nel 1811 come consigliere dell'Intendenza, rimanendoci sino al 1820. Nel 1814 la città fu assediata da 7 bande di briganti, nel 1816 subì una grave frana presso Porta Palazzo e sul promontorio di San Michele, e nel 1817 un'epidemia di colera flagellò la popolazione. L'attacco dei briganti (molti dei quali delle Puglia e del Molise) avvenne il 12 e il 13 aprile 1814, che cinsero d'assedio le mura presso Torre Diomede. La banda era capeggiata da Pasquale Quici di Trivento, Pasquale Preside, che bruciò la caserma di gendarmeria, uccidendo le mogli e i figli dei gendarmi. Il barone Durini arringò la folla, convincendola a prendere le armi contro gli assalitori, sprangando le porte della città, asserragliandosi sui bastioni del castello, rispondendo con le bocche di fuoco all'assedio.

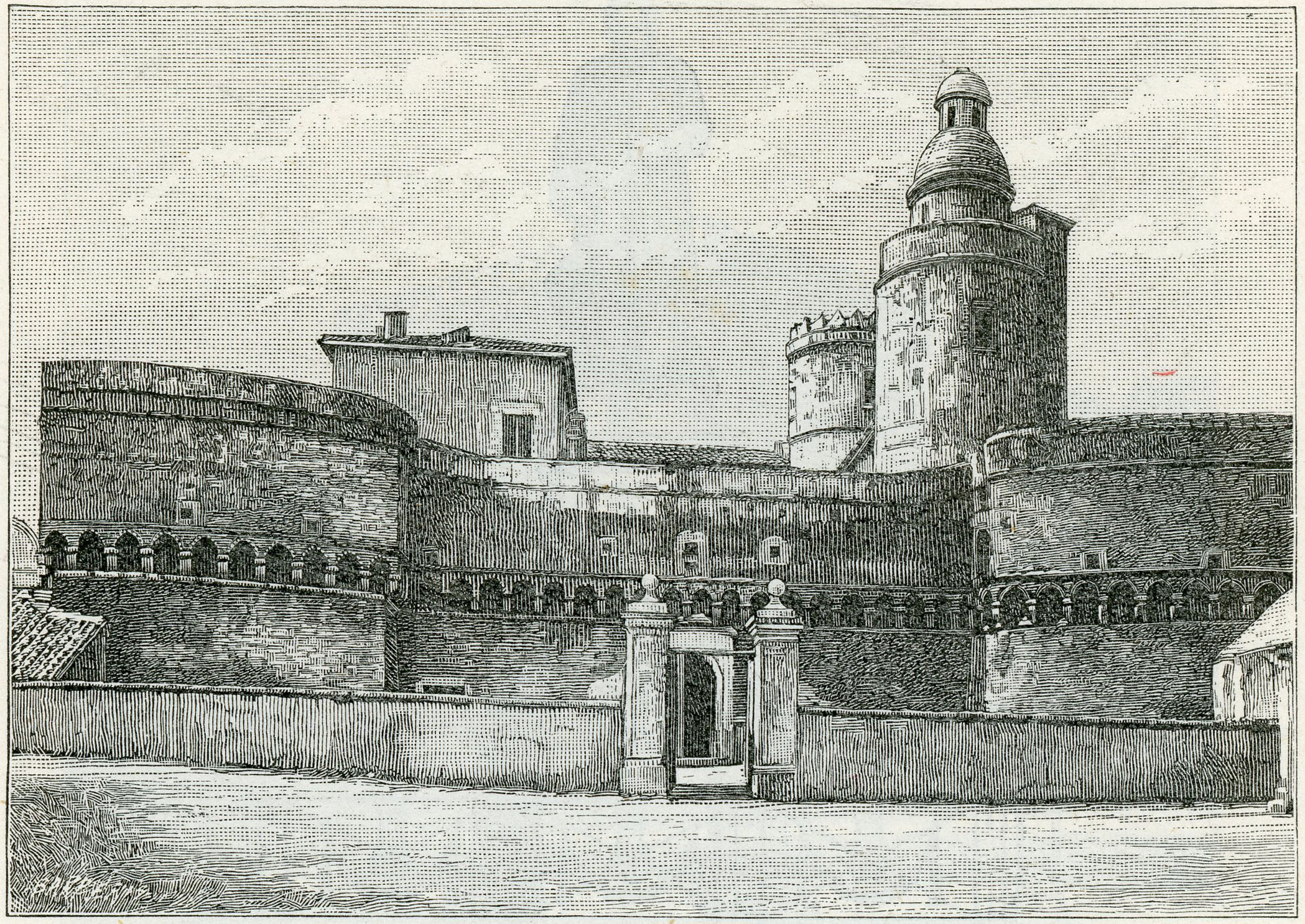
Il Castello Caldora in un'incisione ottocentesca

I briganti retrocessero, provando un nuovo assalto verso la torre di Santo Spirito con il convento dei Celestini, rifugiatisi nella cappella di San Giacomo. Il barone Diomede appostò dei tiratori su Torre Diamante, proprio dirimpetto la cappella, sparando raffiche a ogni tentativo di fuga, finché non indietreggiarono verso torre Santo Spirito. Furono messi in fuga 2.000 briganti, anche se l'attacco provocò ingenti danni alla città: fu distrutto il palo del telegrafo presso Piano d'Aragona, che venne poi spostato sopra la Torre di Bassano, fu danneggiato l'acquedotto della Fontana d'Avalos presso il sagrato del Duomo, furono sequestrate le merci portate via terra alla città, fu divelto l'organo a canne del monastero di Sant'Onofrio e fuso per farci le palle dell'archibugio.
Il sindaco Pietro Muzii il 24 aprile offerse la cittadinanza onoraria al Durini, e venne coniato un medaglione con l'effigie baronale, realizzato da Florindo Naglieri.

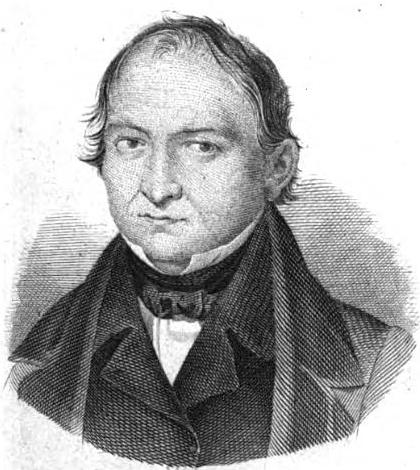
Ritratto di Gabriele Rossetti

### La giovinezza di Gabriele Rossetti
In questi anni visse in città anche il poeta Gabriele Rossetti, nato nel 1783. Educato agli studi classici e all'esegesi dei testi danteschi, durante il governo di Gioacchino Murat nel 1798-99 egli sperimentò le violenze degli insorti repubblicani, vedendo con i proprie occhi la barbarie della repubblica Vastese.
Rossetti visse a Vasto sino al 1804 quando il conte Venceslao Mayo lo mandò a studiare a Napoli. A Vasto non tornerà mai più, fece appena in tempo a conoscere Gabriele Smargiassi, il precettore dei fratelli pittori Palizzi, che rivedrà anni più avanti a Londra.
Avendo studiato a Napoli, Rossetti scrisse opere di stampo anacreontico e libretti per il teatro San Carlo. Le sue poesia di stampo liberale nel 1820 gli costarono l'esilio da parte del re Ferdinando II delle Due Sicilie, ma Rossetti nelle sue Memorie o Il veggente in solitudine ricorderà per sempre la piccola cittadina adriatica.

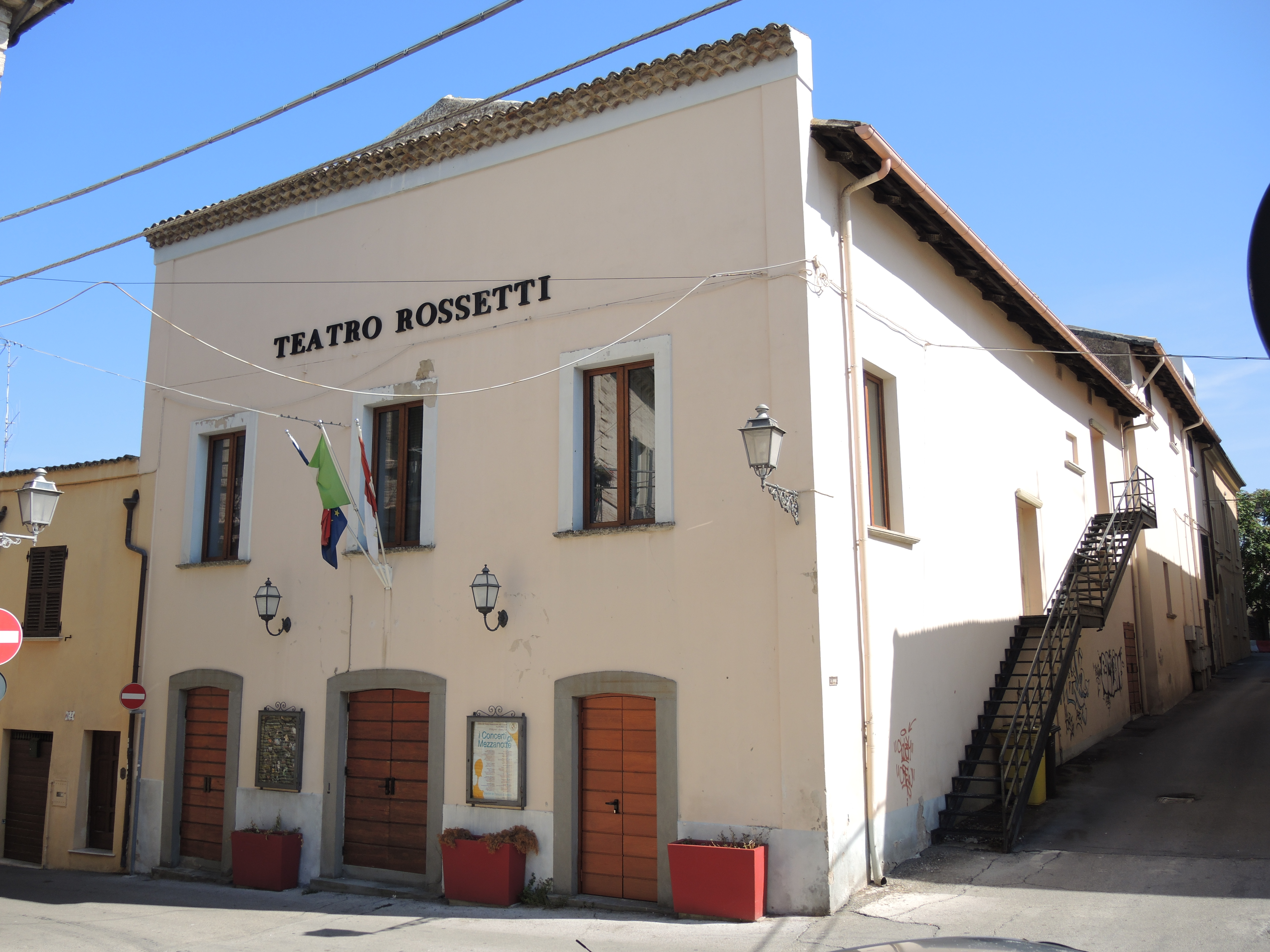
Veduta del teatro G. Rossetti

Nel 1818 l'ex monastero dei Celestini a Porta Nuova fu riqualificato e l'anno seguente alla presenza di re Ferdinando di Borbone fu inaugurato come nuovo teatro civico regio, che nel 1860 diventerà il Teatro Rossetti, in omaggio al poeta esule.

### Conseguenze della frana
Nel 1816 la città fu interessata da un'importante frana che danneggiò il costone di Piazza del Popolo, Porta Palazzo e il promontorio di San Michele. Il canonico Florindo Muzii sostenne che il movimento franoso verso il mare fu causato dalla dispersione delle acque degli acquedotti romani ormai da anni danneggiati e rotti in più punti. I movimenti franosi iniziarono il 1 aprile, venne inghiottito l'accesso di Porta Palazzo, una porzione del palazzo d'Avalos con i giardini alla napoletana, e vennero persi numerosi olivi che crescevano appena dosso il muro. Secondo Erasmo Colapietro che pubblicò una relazione nel 1817, la frana fu causata dalle numerose nevicate e dalle piogge, e l'acqua in sovrabbondanza non fu contenuta dai punti rotti dell'acquedotto romano Murello. Il barone Durini ordino l'evacuazione delle case a rischio, anche nella parte della loggia Amblingh nel rione Santa Maria Maggiore; tra le perdite ci furono delle case civili, il deposito del sale, la cappella di San Leonardo presso contrada Tre Segni, e la cappella della Madonna della Neve, che sorgeva presso la chiesa della Madonna delle Grazie.
La balconata con loggiato del Palazzo d'Avalos che conduceva sino alla chiesa di Sant'Antonio di Padova rovinò a mare, ma gli interventi tecnici non risolsero il problema di modificare l'antico impianto idrico con uno più moderno, tamponando solo i punti più critici, come i lavori del 1892, quando venne rinforzato il Muro delle Lame, venne creata una muraglia spessa 60 cm., senza fondazioni solide, dimodoché nel 1956 le nuove piogge provocheranno la grande frana.
Nel biennio 1818-19 venne recuperato anche ciò che restava del convento di Santo Spirito da anni in rovina, con la trasformazione in regio teatro civico, dedicato a San Ferdinando in onore di Ferdinando I delle Due Sicilie, venuto in visita nella città. Il chiostro del monastero divenne carcere, mentre il teatro veniva inaugurato il 30 maggio 1819, anche se incompleto, con progetto esterno di Taddeo Salvini, uno dei costruttori ufficiali di teatro nell'Abruzzo Citeriore. Il teatro di Vasto fu il secondo nella provincia dopo il teatro Marrucino di Chieti; nel 1830 l'apparato in legno fu realizzato da Nicola Maria Pietrocola con l'aiuto del maestro Pasquale Monacelli, venendo terminato nel 1832. Il sipario fu abbellito con il dipinto del poeta Lucio Valerio Pudente incoronato con l'alloro sul Campidoglio, opera del Franceschini su disegno di Nicola De Laurentiis. Nel 1860 il teatro cambiò la denominazione in quella attuale.

### Epidemia di colera del 1837

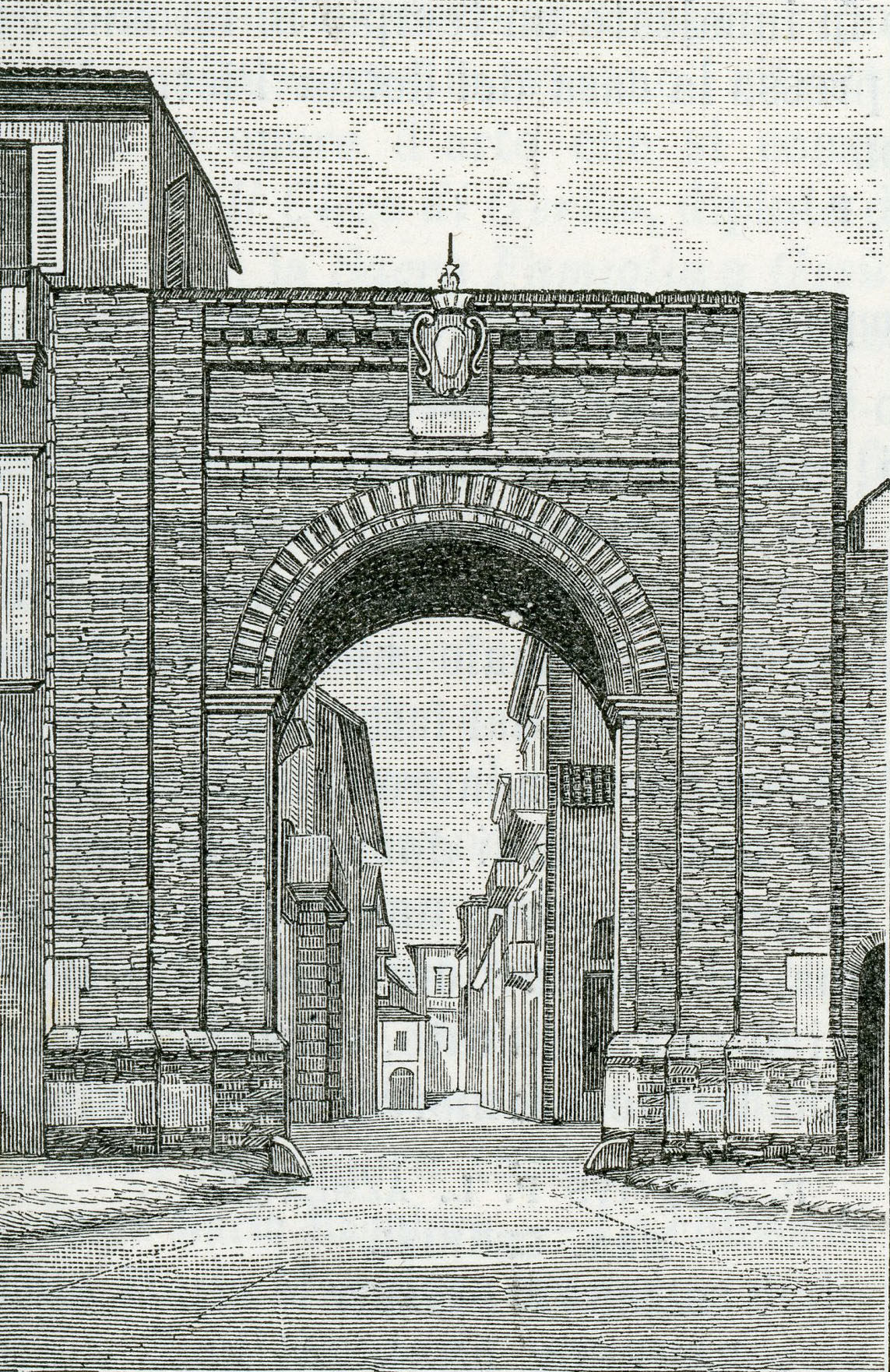
Porta Nuova

Nel 1837 Vasto fu colpita da una nuova epidemia, stavolta il colera. Nel luglio 1805 con il grave terremoto del Matese, che distrusse metà del Molise insieme alla provincia di Benevento, le scosse telluriche arrivarono sino a Vasto, non causando però danni, e i cittadini si appellarono a San Michele. Tra il 1817 e il '18 l'epidemia di colera uccise 2.500 cittadini. Mentre la chiesa era in preghiera nella cattedrale dove era esposta la statua del santo, venne richiesta la nomina di patrono della città, e nel 1827 venne formulata la richiesta ufficiale al pontefice Leone XII. Le richieste aumentarono quando nel 1836 il colera, il cui focolaio primo iniziò a Rodi, con delle navi mercantili si diffuse prima a Termoli e poi per la costa vastese. La popolazione si appellò nuovamente alla protezione dell'arcangelo Michele, e venne coniato anche un medaglione speciale il 31 dicembre dell'anno.
Nel luglio 1837 il colera infestò le comunità molisane di Portocannone e Ururi, e la statua del santo a Vasto venne fatta sfilare, sino all'altura dove sorge la cappella attuale. Il colera infestò le coste della città, ma non penetrò dentro le mura, sicché i cittadini fecero lavorare un nuovo elmo per la corazza da guerra del santo, e ricostruirono il santuario a pianta a croce greca in stile neoclassico, inaugurato nel 1852.
Il 14 settembre 1827, dopo che i cittadini vastesi chiesero ufficialmente a Papa Leone XII l'ottenimento della nomina di San Michele Arcangelo come patrono della città, iniziarono la costruzione della Chiesa di San Michele Arcangelo nella parte meridionale del promontorio del centro storico, curiosamente ubicata a metà della cosiddetta "Linea di San Michele Arcangelo", direttrice che parte da Skellig Michael, in Irlanda, a Monte Carmelo, in Israele, passando anche attraverso i santuari italiani della Sacra di San Michele in Piemonte e Monte Sant'Angelo in Puglia), per poi essere restaurata e ampliata nel 1852.

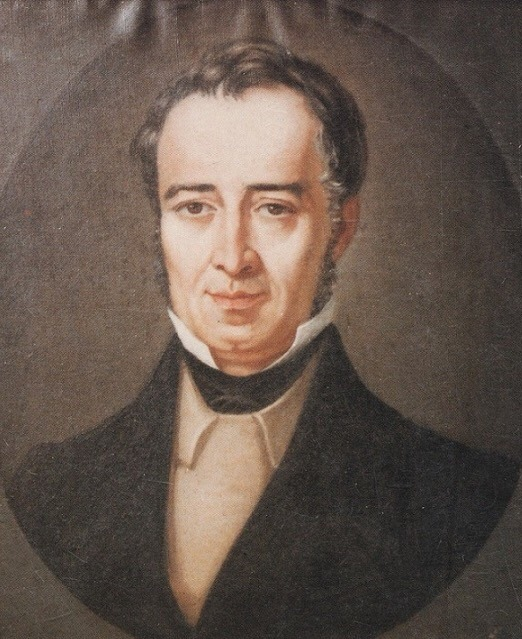
Francesco Romani

Nel 1819 fu edificato il teatro "Rossetti" sopra il vecchio monastero di Santo Spirito, progetto di Taddeo Salvini. I lavori, interrotti, vennero ultimati nel 1830, con solenne inaugurazione del teatro il 15 settembre 1832 alla presenza del Re Ferdinando II delle Due Sicilie. Presso il sipario fu raffigurato il poeta romano istoniense Lucio Valerio Pudente, incoronato a Roma con l'alloro.

### La Carboneria vastese (1820)
Nel 1926 fu ritrovato presso la spiaggia un sigillo riguardante la comunità dei "Liberi Muratori" di una loggia massonica, quella vastese. La moneta reca sulla destra un ramo di agrifoglio verde (nel cristianesimo è ritratto a volta l'albero della Croce), in alto a destra un braccio che impugna una scure volto ad abbattere una corona (simbolo del potere), e al centro il sole nascente, con in alto il berretto frigio, simbolo della libertà, accompagnato da una zappa e una scure. All'interno del sigillo ci sono le scritte RV (rivendita) dei Filantropi Istoniesi di Vasto. La "vendita" era il luogo di riunioni carbonare, che a Vasto si tenevano presso il sotterraneo di Portone Panzotto, a vico Pachia nel rione Santa Maria Maggiore. La carboneria era nota già dal 1811, anno in cui la sede cambiò, spostandosi nel convento di Santo Spirito, poi in quello di San Francesco e infine in locali sotterranei del Palazzo d'Avalos, nel 1820, quando era capo il canonico don Romualdo Casilli. Alla statua di San Michele il 21 luglio 1820 venne conferita, nel Duomo di San Giuseppe, la Fascia del Gran Maestro della Carboneria, accompagnata dal clero in processione, per venire portata nella cappella santuario fuori le mura. Il gesto venne severamente punito da Ferdinando I delle Due Sicilie.

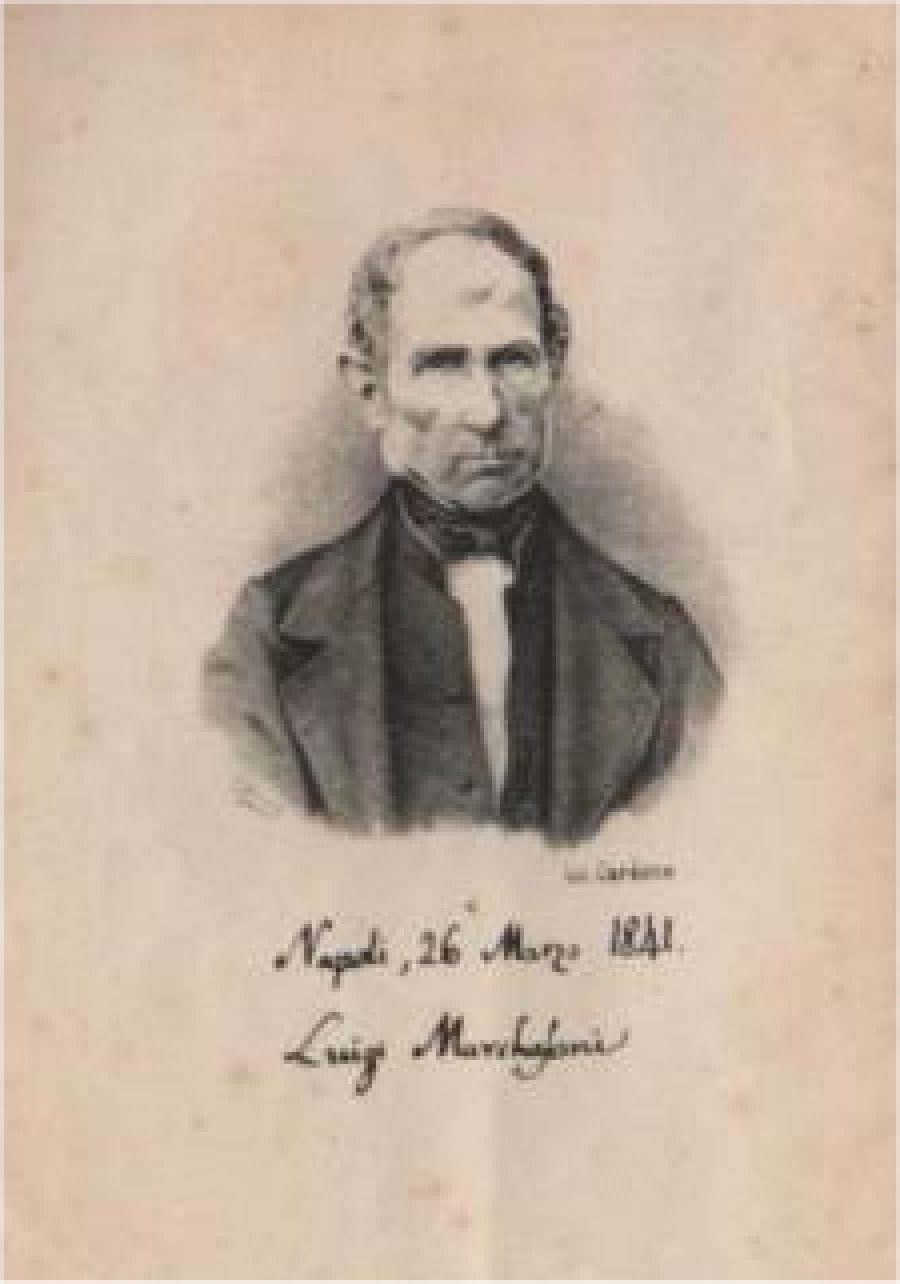
Luigi Marchesani

Nel 1840 viene redatto il primo progetto per il Porto di Vasto da Luigi Dan.

### La Giovine Italia a Vasto (1842)
Nel 1842 i patrioti vastesi si unirono sotto le insegne della "Giovine Italia” fondata a Vasto da Gaetano Crisci, seguace mazziniano. Convinto assertore degli ideali mazziniani, presso la sua casa a Porta Santa Maria, gli affiliati di Crisci comunicavano con quelli di Termoli e di Montenero presso la luce di fuoco usato per mezzo di apparecchiature ottiche. Nel 1845 furono scoperti e denunciati come cospiratori contro la corona, portati a Napoli e processati, ma salvati da una dura condanna da Roberto Betti, allora intendente di Reggio Calabria. Per evitare disordini a Vasto, il 16 novembre 1847 la città venne sorvegliata da oltre 1000 fanti della guardia civica, comandata dal colonnello Controfiano. Nel 1848 Ferdinando II concesse la Costituzione, salvo poi rimangiarsi la stessa concessione, scatenando la furia popolare, che venne repressa con condanne ed esecuzioni sommarie.
Il primo fermento di rivolta venne dalla Guardia Nazionale con la notizia dello Sbarco a Melito. Al grido "Abbasso!" nel confronti del giudice De Pascinìs, occupò la Sottintendenza con la milizia del Maggiore Silvio Ciccarone il 4 settembre 1860, dichiarando decaduta la monarchia Borbonica, proclamando il governo provvisorio, disarmando la gendarmeria e abbattendo le insegne borboniche sostituite dal Tricolore, e chiamando a Sindaco Filoteo D'Ippolito. Il proclama del Maggiore Ciccarone, precedente di tre giorni all'ingresso di Garibaldi a Napoli, rende Vasto la prima città abruzzese a insorgere contro i Borboni, proclamando l'indipendenza nazionale in nome di Vittorio Emanuele II di Savoia e di Giuseppe Garibaldi (che fu nominato "Primo Presidente Onorario della Società Operaia di Vasto" nella sua inaugurazione il 3 novembre 1864).

### Il Risorgimento
Infatti, il 20 ottobre 1860 in occasione della venuta del Re in Abruzzo, dal Municipio di Vasto venne mandato Filoteo Palmieri e il dott. Filoteo D'Ippolito, per porgere il saluto della Città al primo Re d'Italia ospite nella villa di Emidio Coppa a Pescara. Vasto è ricordata per essere stato il primo comune abruzzese ad aver istituito il plebiscito per l'annessione al nuovo Regno. Il 4 settembre 1860 la popolazione disarmò i gendarmi borbonici, abbattendo gli stemmi reali di Ferdinando II, e innalzando il tricolore. A guidare la rivolta fu la guardia nazionale municipale al comando di Silvio Ciccarone, che riuscì a non far degenerare la rivolta nell'anarchia totale. Ciò avvenne 3 giorni prima dell'entrata trionfale di Giuseppe Garibaldi a Napoli.
Il censimento del 1861 documenta la popolazione di Vasto a 11 801 abitanti. Non mancarono dopo l'unificazione episodi di banditismo, come quelli del 1868, quando vennero scoperti e giustiziati i fratelli Pomponio, che avevano messo a ferro e fuoco mezzo distretto vastese.
La Biblioteca civica Gabriele Rossetti, sita nella Loggia Amblingh, fu istituita con la delibera comunale del 29 maggio 1865.
Il numero degli abitanti sale a 13 840 nel censimento del 1871, e 13 960 quello del 1881
Nel 1883 il figlio di Gabriele, William Michael Rossetti, donò il "Fondo Rossetti", consistente in opere e lettere mentre il pittore Filippo Palizzi donò dei materiali autografi suoi e dei suoi fratelli, e il poeta Romualdo Pantini donò degli scritti concernenti la sua produzione artistica e letteraria, nonché parte del suo epistolario con Giovanni Pascoli. Il fondo prima conservato nella Collezione museale civica nel palazzo d'Avalos, è ora conservata nel Museo casa natale di Gabriele Rossetti, sulla Loggia Amblingh. Tuttavia, scrive Gianni Oliva, il lassismo dell'attuale amministrazione comunale e la disattenzione dello studio, verso il prezioso materiale d'archivio, determinarono la perdita di molti documenti.
Il 16 novembre 1899 fu una data tragica per la città. A causa di un fortunale che si abbatté lungo il litorale vastese, ben 21 pescatori appartenenti alla marineria di Vasto ed a quella di San Vito persero la vita nel naufragio di quattro barche a vela a circa 500 metri dal litorale mentre erano intenti nelle operazioni di pesca nelle acque dell’Adriatico.

## Primo Novecento
Nel primo decennio del XX secolo avvenne la dichiarazione della Chiesa di Santa Maria Maggiore a monumento nazionale (1902) e la prima costruzione del Faro di Vasto (1906), oltre che la prima importante espansione urbanistica in una città che contava nel 1901 una popolazione di 15 542 abitanti. Viene costruita la scogliera di levante del porto nel 1910

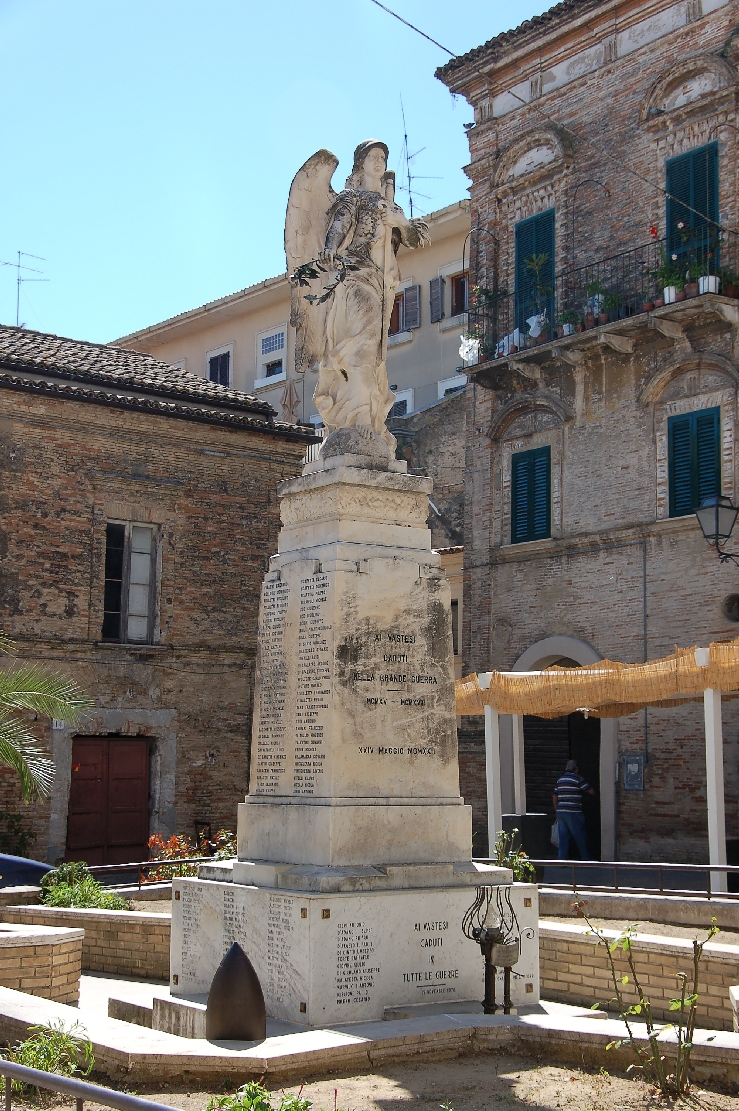
Monumento ai caduti della Grande guerra

La città pagò pesantemente la partecipazione alla Prima Guerra Mondiale, con 198 vastesi caduti in guerra, ricordati nel monumento ai caduti (attualmente presente in Piazza Caprioli) e in Viale delle Rimembranze nella villa comunale. Durante questo periodo viene ospitata una comunità di 157 profughi friulani durante la Grande Guerra nel convento di Santa Chiara (ora franato).

## Il Ventennio a Vasto
Durante il Ventennio la città conobbe importanti cambiamenti: quello demografico (incremento dai 15 071 abitanti del 1921 ai 19 000 del 1936) e quello urbanistico (costruzione di edifici in stile Liberty, come in Corso Nuova Italia, il Teatro Cinema Ruzzi e gli esempi di Villa Marchesani (ora Villa Santoro) nel quartiere di Vasto Marina. Prima della nuova rinomina, lo stradibe monumentale che collegava la nuova piazza Gabriele Rossetti (ricavata dalla piazza del Mercato, dedicata a Cavour) alla Villa comunale di viale Rimembranze, era chiamato Corso del Littorio.
Per volere di Benito Mussolini, anche la città cambiò nome in Istonio nel 1938, in omaggio all'origine romana della città. Nel 1939 viene redatto il primo piano regolatore portuale.

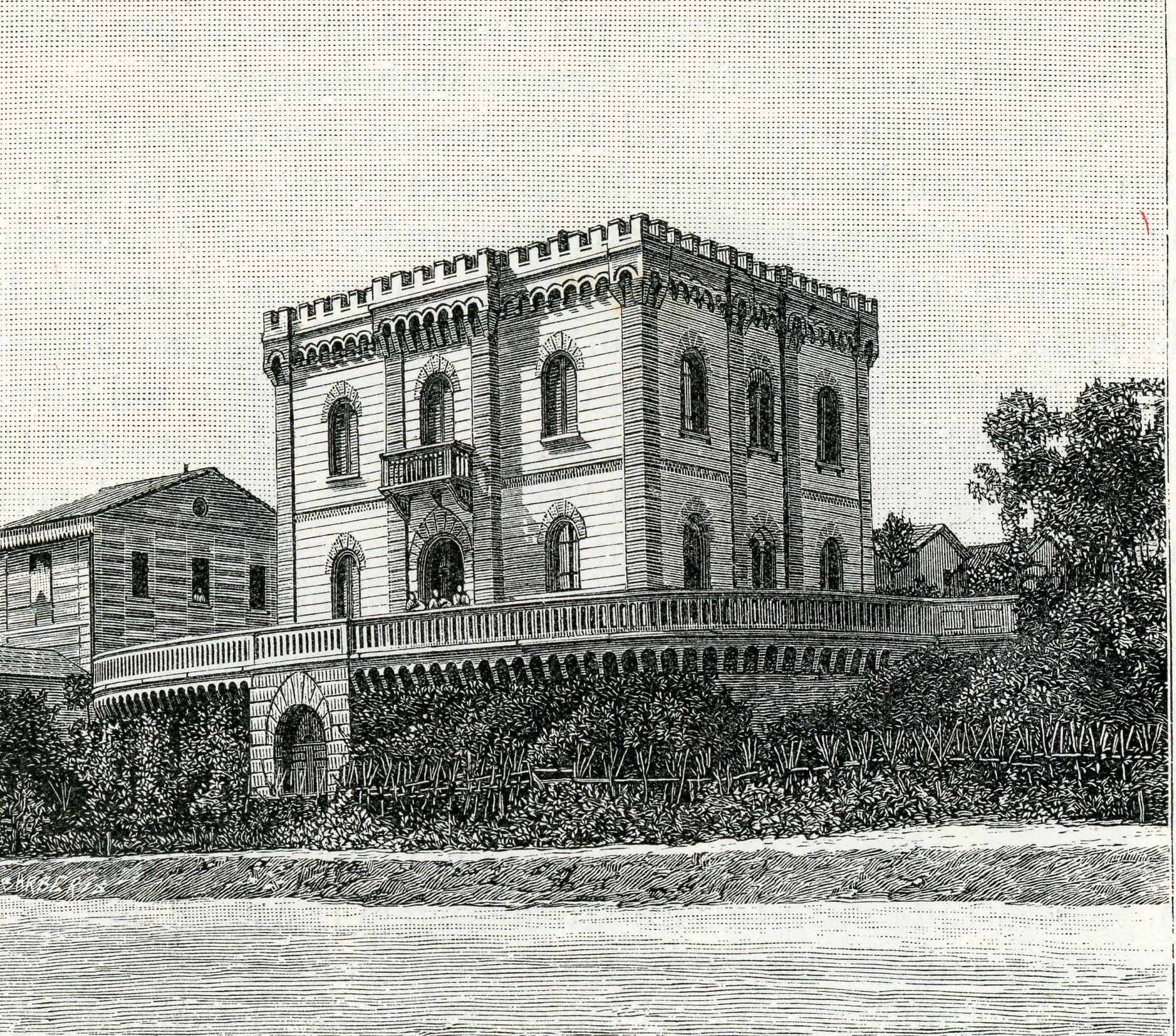
Incisione del Villino Marchesani a Vasto Marina, luogo d'internamento di prigionieri e politici antifascisti dal 1940 al 1943

Nel 1924 la biblioteca fu spostata nella casa natale di Gabriele Rossetti, la quale venne dichiarata monumento nazionale. Altri aspetti urbani riguardarono la demolizione nel 1933 del convento delle Clarisse, nella zona Largo Santa Chiara, perché pericolante, la sistemazione della piazza Cavour nella nuova piazza dedicata al poeta vastese Gabriele Rossetti, con tanto di monumento, e l'ampliamento della frazione Marina.

### Il campo d'internamento di Vasto Marina
In Abruzzo vennero creati 15 campi d'internamento per la conformazione orografica aspra e difficile da attraversare, delimitata in molti punte da catene montuose (la Majella, il Gran Sasso, il Sirente-Velino). A Vasto ossia Istonio (come era nota sal 1938 al 1944), venne realizzato il campo di prigionia nella frazione Marina, presso Villa Marchesani-Santoro, e presso il vicino albergo Ricci. Il campo era sorvegliato da 12 carabinieri, gli internati non erano ebrei, come in altri campi, ma prigionieri politici, dissidenti, antifascisti e prigionieri di guerra come francesi, inglesi, slavi, greci. Aperto nel 1940, venne chiuso nel 1943 per l'eccessivo sovraffollamento, e per le sorti negative che stava avendo la guerra per l'Italia e i tedeschi, dato che il fiume Sinello e il Trigno, presso Vasto, vennero scelti per le opere di fortificazione tedesche della linea Viktor-Stellung, che precedeva la famigerata linea Gustav sul Sangro.
Direttore del campo era il Commissario Giuseppe Prezioso, poi sostituito da Giuseppe Geraci. Nel luglio 1940 gli internati erano 79, tutti italiani (sovversivi e antifascisti), il 15 settembre passò a 109, nel 1941 il campo era già saturo, arrivando nell'autunno dell'anno a 185 presenze. Nel gennaio di quest'anno venne scoperta un'organizzazione sovversiva che progettava una rivolta, con promotori Mauro Venegoni e Angelo Pampuri, trasferiti nel campo delle Isole Tremiti. Il numero degli internati iniziò a diminuire dal 1943, man mano che venivano deportati o in Germania, o negli altri campi maggiore di Chieti e Sulmona, mentre il campo si riempiva di prigionieri di guerra, tra cui jugoslavi. All'inizio la villa non era dotata di servizio mensa, ma gli internati erano costretti a recarsi in trattorie sulla Marina, ricevendo soltanto cibo avariato o di scarsa qualità. Il campo venne definitivamente chiuso il 25 luglio 1943 (anche se venne effettivamente chiuso nel settembre 1945), quando iniziarono i lavori di fortificazione contro l'Armata VIII di Montgomery, che era da poco sbarcata in Sicilia, risalendo la Puglia. Oggi la villa è ancora in piedi, privata, ma con una lapide sulla facciata che ricorda i tristi giorni di prigionia degli internati.

## Seconda guerra mondiale
Per ordine di Benito Mussolini venne edificato sul litorale di Istonio Marina nel secondo conflitto anche un campo di concentramento per antifascisti e slavi (odiernamente ricordato con un monumento alla memoria di fronte Villa Santoro).

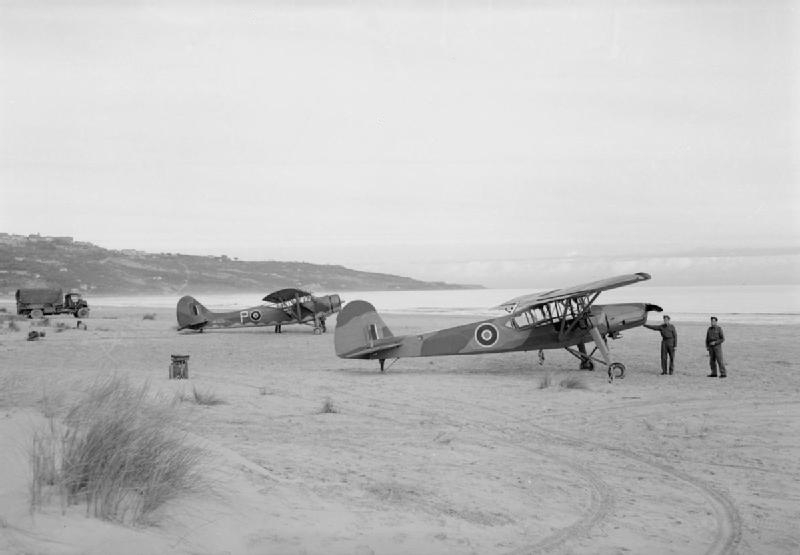
Aerei della Royal Air Force sulla spiaggia di Vasto Marina

La liberazione della città avvenne il 5 novembre 1943 con l'aiuto degli inglesi del Generale Montgomery (che risiedette in città durante l'avanzata a nord, verso la Linea Gustav), tornando a chiamarsi "Vasto" nel 1944. Nello stesso anno l'esercito tedesco in ritirata distrusse parzialmente il Faro, che fu demolito e ricostruito nei due anni successivi (con nuova inaugurazione il 2 maggio 1948, come secondo faro più alto d'Italia, primato odiernamente mantenuto), insieme alla redazione del progetto esecutivo delle opere foranee.
La "battaglia del Trigno" si combatté nelle campagne tra Vasto, Cupello e San Salvo dal 23 ottobre fino al 3 novembre, con ripetuti cannoneggiamenti della Eighth Army (8ª Armata Britannica) di Bernard Law Montgomery contro la 29. Panzergrenadier-Division.
Gli Alleati mandarono più volte in avanscoperta un piccolo drappello di indiani, accorpati nell'armata, per prendere i paesi attorno a San Salvo, Tufillo e Cupello, ma senza esisti favorevoli, e così Montgomery optò per attacchi a sorpresa notturni incominciando dalla notte del 2 novembre, con serie di bombardamenti aerei. Dato lo scarso numero di tedeschi in confronto a quello degli inglesi, il nemico si ritirò più a nord, fortificandosi nella "Linea Gustav" di Ortona e lasciando Vasto, che diventò meta di sfollati abruzzesi.

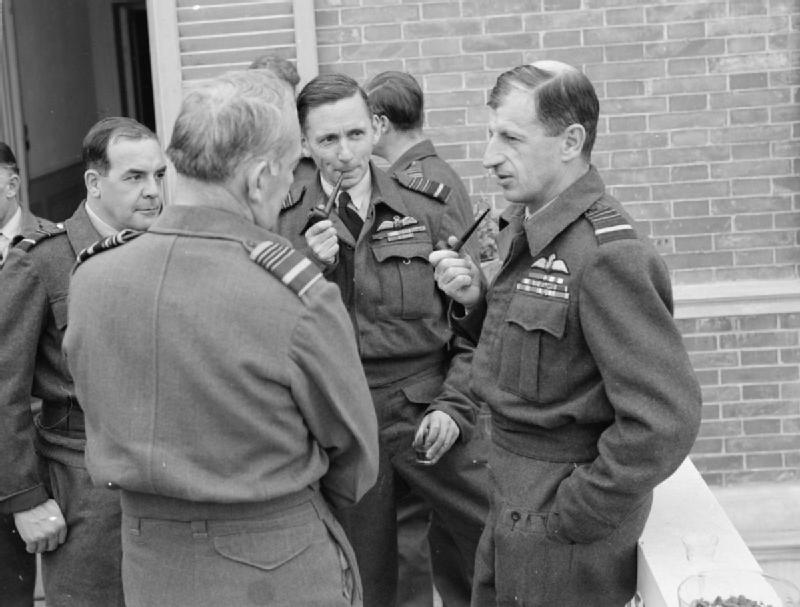
Ufficiali britannici a Vasto

### Battaglia del Trigno
I precedenti della cosiddetta "battaglia del Sangro" nell'area Frentana lancianese, avvennero nei dintorni di Vasto, San Salvo e Cupello, al confine col Molise della costa termolese. La campagna d'Italia era già iniziata da luglio in Sicilia con il famoso sbarco, e mentre l'8 settembre veniva dichiarato l'armistizio, e i reali Savoia fuggivano da Ortona per Brindisi via mare, sostando una notte soltanto nel castello ducale di Crecchio (CH), già parte dell'VIII Armata Britannica del generale Bernard Law Montgomery risaliva velocemente la Calabria, mentre la parte restante sbarcava in Puglia al porto di Taranto, per poter avanzare verso Foggia; mentre la V Armata americana del generale Clark sbarcava a Salerno (9 settembre), per dirigersi a Napoli.
In sostanza l'obiettivo dei due schieramenti era di accerchiare le due fasce costiere estreme dell'Italia meridionale per potersi ricongiungere a Roma per liberarla dall'occupazione tedesca, l'obbiettivo di Montgomery infatti, dopo Foggia, era di raggiungere immediatamente Pescara, già provata da duri bombardamenti alleati che distrussero gran parte della città, mietendo migliaia di vittime; da Pescara l'armata britannica avrebbe percorso la strada della via Tiburtina Valeria per raggiungere così Roma.

### Vasto nella linea Viktor
Il Comando Supremo della Wehrmacht all'inizio era incerto se impegnare gli angloamericani a sud di Roma, come voleva il generale Albert Kesselring, oppure sull'Appennino tosco-emiliano, come voleva Rommel; intanto decideva, dal 15-20 settembre di accrescere l'opposizione all'avanzata nemica e ordinava alle truppe della X Armata di von Vietinghoff, acquartierata nell'Italia meridionale, di ripiegare a nord, ma lentamente, e in attesa di rinforzi, di attestarsi sulle linee difensive dei fiumi Biferno-Volturno (la linea Viktor-Stellung), del Trigno-Alto Volturno (linea Barbara-Stellung), del Sangro-Garigliano (linea Bernhard-Stellung), per contrastare ed arrestare se possibile gradatamente l'avanzata delle due armate. Le operazioni tedesche in Abruzzo iniziarono appunto nelle campagne attorno a Vasto, tra il settembre e l'ottobre 1943, con la distruzione di tutte le ferrovie e le stazioni, poi con le requisizioni di armi, viveri, vettovaglie, obbligando gli uomini civili validi a lavorare gratuitamente per realizzare le trincee di fortificazione lungo i fiumi.

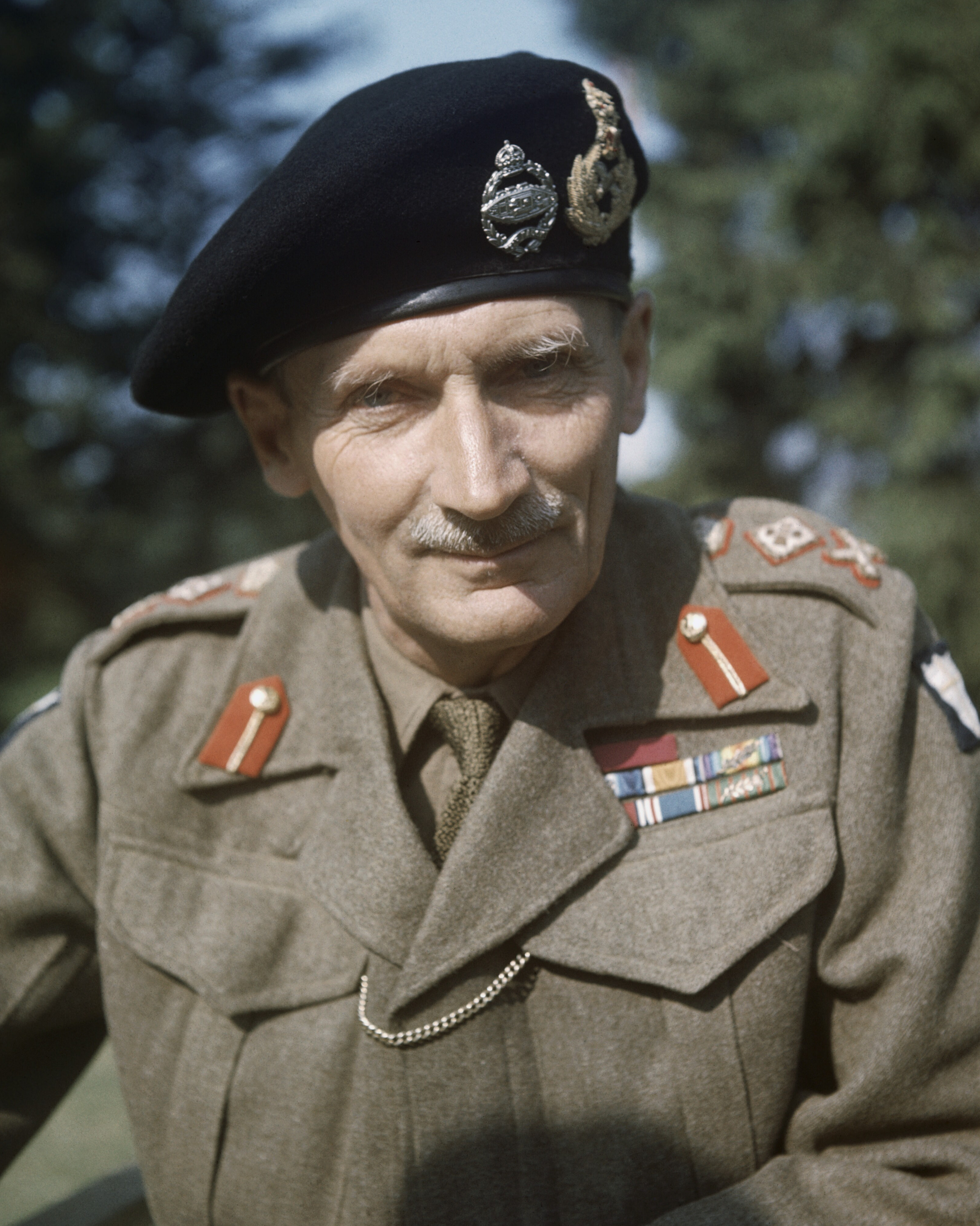
Il generale Bernard Law Montgomery nel 1943

Intanto l'VIII Armata di Montgomery aveva occupato i principali proti pugliesi, rifornendosi di viveri e di altri uomini, e alla fine di settembre era pronta per raggiungere il Molise, e poi l'Abruzzo. Le nuove divisioni dell'armata erano l'8° Indiana e la 78° Britannica, che vennero impiegate per la linea sul biferno e poi sul Trigno. L'attacco a sorpresa di Termoli (CB), caposaldo della deboli linea del Biferno, ci fu la notte del 2 ottobre, con circa 1000 commando britannici provenienti da Manfredonia (FG), con l'aiuto della 78ª proveniente da Serracapriola e Foggia; dopo la conquista di Termoli gli uomini furono spediti all'interno verso Larino e Vinchiaturo (CB), mentre i tedeschi richiamavano la 16ª Panzerdivision, reduce dai combattimenti di Salerno. La battaglia di Termoli durò il 4, 5 e il 6 ottobre con gravi perdite, ma Montgomery, grazie all'arrivo di altri uomini della 78ª divisione, costrinse gli uomini della Panzerdivisione a ritirarsi a Guglionesi, poco distante, poi a Petacciato e infine a San Salvo, in Abruzzo.
Già l'episodio della guerriglia di Termoli-San Giacomo degli Schiavoni rappresentò per gli alleati un chiaro messaggio dei tedeschi di voler resistere sino alla fine, cosa che avrebbero fatto infatti anche sulle altre linee adriatiche del Trigno, del Sangro e del Moro presso Ortona.

### La battaglia di Montenero e San Salvo
Nei gironi seguenti dell'8-22 ottobre, Montgomery concesse riposo alle truppe, mentre una parte veniva inviata sul Biferno verso Petacciato e Montenero di Bisaccia (CB) il 22 ottobre, poi ad Acquaviva Collecroce il 24, a San Felice del Molise, Montemitro e Montefalcone nel Sannio (CB) il 27, per un altro scontro contro i tedeschi lungo la linea difensiva San Salvo-Colli a Volturno. I tedeschi erano inizialmente incerti se trascorrere l'inverno sul Trigno alla sua foce tra San Salvo e Marina di Montenero, ma poi per guadagnare tempo sull'opera di maggiore fortificazione della linea del Sangro, si ritirarono in maggio parte, per resistere ad oltranza sulla "linea Bernhard-Stellung". La precedente linea del Trigno, la "Barbara-Stellung", assunse il compito tattico di semplice postazione di guerriglia ritardatrice delle operazioni alleate, per permettere a quella successiva di distruggere definitivamente il già sfiancato reparto dell'8° Indiana e dell'VIII Britannica di Montgomery.
In questi giorni iniziarono anche i primi malumori delle truppe alleate, soprattutto per difficoltà logistiche e per le cattive condizioni del tempo autunnale (quell'anno fu particolarmente piovoso, con notevoli difficoltà di trasporto lungo le strade, come si vedrà ad Ortona), mentre invece i tedeschi pianificavano, grazie anche alle cartine geografiche più accurate, nei minimi dettagli le postazioni delle truppe, dei mortai, e dei carri.

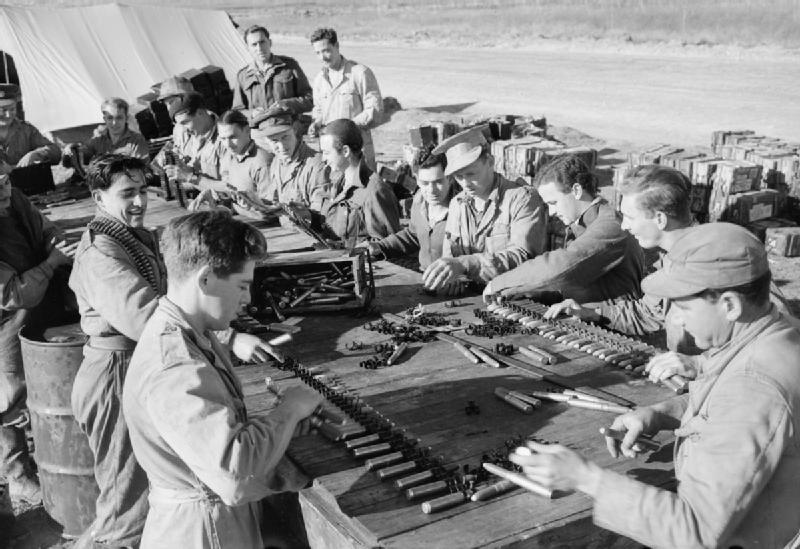
Truppe della Royal Air Force in un momento di pausa lungo il Trigno

Nella metà d'ottobre sulla linea San Salvo-Colli, i tedeschi disponevano 4 divisioni: la 16° Panzer, la 1° paracadutisti, la 26° Panzer e la 29° Panzergrenadier, raggruppate insieme come la LXXVI Panzer Korps capitanata dal generale Herr, che avrebbero fronteggiato la 78° Britannica, l'8° Indiana, la 1° Canadese a la 5° Britannica, con 18.000 uomini ciascuna. I tedeschi, minacciati da incursioni aeree alleate di giorno, lavorarono nelle operazioni quasi esclusivamente di notte, facendo saltare ferrovie, strade e ponti tra San Salvo e Tufillo, imponendo il coprifuoco alla popolazione, razziando cibo e bestiame ai contadini, veicoli, macchine. La linea di fortificazione era accompagnata da una seconda: la "Hauptkampfline", tra San Salvo, Tufillo, Torrebruna, Poggio Sannita, Sessano, Pesche, Colli al Volturno, e da una terza linea più arretrata di riserva, tra Vasto, Furci, Carunchio, Castiglione M. Marino, Forlì del Sannio; intanto gli alleati si assicuravano il territorio basso-molisano conquistato di Termoli-san Giacomo-Petacciato-Montenero-Mafalda-San Felice-Montemitro-Montefalcone.
Il piano di Montgomery per lo sfondamento della linea del Trigno prevedeva l'attacco sulla direttrice Vinchiaturo-Isernia per il 28 ottobre, e il secondo decisivo sulla costa adriatica nella notte tra il 20-31 ottobre, volendo sorprendere i tedeschi col primo attacco simulatore, proseguendo per la strada statale 17 sull'asse Tufillo-Palmoli, quando invece il piano fu di sfondare la difesa di San Salvo, lungo la statale 16 Adriatica.

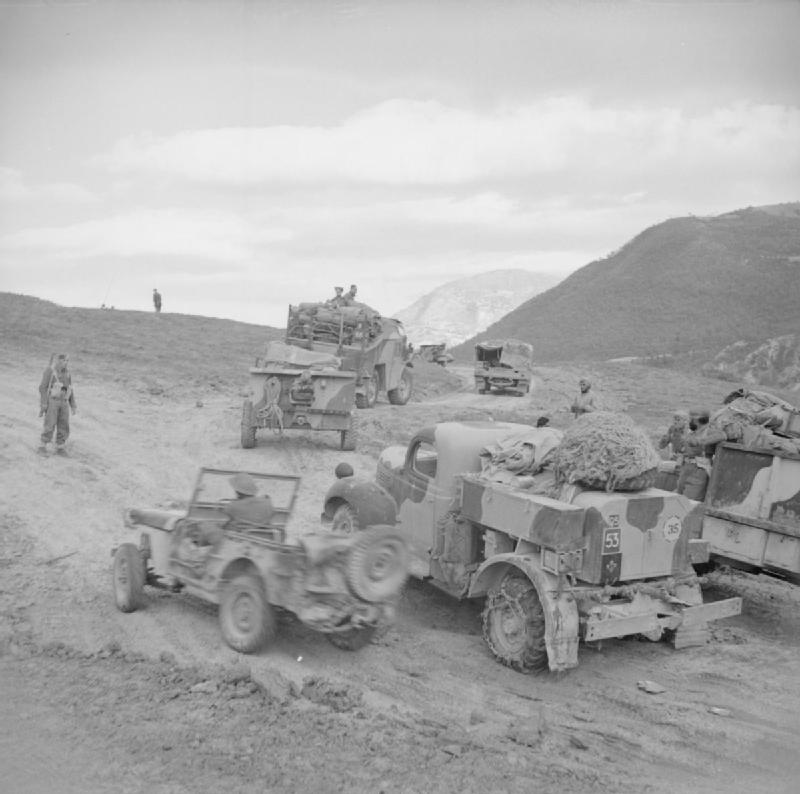
Mezzi logistici inglesi lungo la strada del Trigno

### L'imboscata di Tufillo e Celenza
La battaglia del Trigno ebbe inizio nella notte del 22-23 ottobre, un battaglione della 78 Divisione riuscì ad attraversare il fiume presso San Salvo e a stabilire una testa di ponte sulla riva sinistra nel bosco Monticce-Padula, ma la risposta tedesca indusse Montgomery ad accelerare le operazioni di sfondamento a San Salvo tra il 27 e il 28 ottobre: le truppe della 38ª Brigata e della 78ª Britannica tentarono di conquistare il paese il 28 ottobre, ma senza successo. Il mese di ottobre dunque si concluse per gli alleati con la sola conquista di Cantalupo nel Sannio (CB), il 31, con le principali città di Isernia e San Salvo ancora in mano tedesca. Montgomery allora concentrò le forze lungo la costa tra il 2 e il 3 novembre, mentre all'interno l'8° Indiana avrebbe preceduto tra il 1 e il 2 novembre le operazioni nell'entroterra tra Tufillo e Palmoli (CH). Il nuovo assalto alleato fu progettato con maggior cura, poiché era in gioco la stessa avanzata verso il Sangro: Tufillo però venne attaccata senza successo da pakistani e inglesi la notte del 1/2 novembre, mentre il 2 bombardamenti alleati colpivano Cupello, Furci, Fresagrandinaria, Dogliola, Celenza e Carunchio, provocando più morti civili che nemici, con obiettivo tuttavia di demoralizzare e isolare le truppe tedesche a difesa del territorio San Salvo-Tufillo, che sarebbe stato assaltato dai carri la notte del 3.
Nella tarda sera del 2 novembre, mentre l'8° Indiana tentatava un secondo assalto a Tufillo con la 19ª Brigata di fanteria, fallendo ancora contro il 3º Reggimento Paracadutisti del Colonnello Heilmann, lo scontro in terra sulle colline di San Salvo, Cupello e Vasto divenne violentissimo; nella notte del 3 novembre i cannoni Bofors sparavano proiettili traccianti, simulando un'azione sulla direttrice Montenero-Montalfano, i battaglioni d'assalto della 78ª Britannica iniziarono l'avanzata verso le posizioni nemiche a San Salvo, sul fronte lungo 5 km che partiva dal mare sino all'inizio di contrada Bufalara. Nella notte intorno alle 3:30, una flottiglia di motosiluranti alleati simulava uno sbarco a tergo delle posizioni germaniche, al punto di mezza strada della foce del Trigno e la Marina di Vasto per tenere sotto pressione il nemico. La simulazione bbe effetto positivo, perché all'alba del 3 novembre la battaglia vide gli effetti a favore degli alleati: i carii Sherman della 46ª Royal Tank Regimet aprendo un varco negli avamposti nemici in località "Colli", lungo la direttrice della via vecchia di Montenero e dell'attuale via Bellisario, consentirono alle fanterie irlandesi e inglesi di raggiungere la periferia sud di San Salvo.

### La prima e la seconda offensiva alleata
Il battaglione irlandese della "Inniskilling" iniziò lo sgombero del paese di San Salvo, con alcune scaramucce contro i tedeschi, tra cui l'uccisione di 2 militari tedeschi da parte dei civili; nel frattempo il contado di Cupello (CH) veniva costantemente bombardato dagli alleati, causando però la morte di 74 persone per alcune granate lanciate in mezzo al paese. Sul fronte tedesco di San Salvo, il 2º Reggimento Panzer tentò un contrattacco con i carri in mezzo alle campagne d'olivo, uno dei più cruenti d'Abruzzo, che costrinse gli Sherman alleati a ritirarsi verso il fiume, mentre i tedeschi, fiaccati dalle precedenti operazioni, non riuscivano in tempo a richiudere la falla difensiva sfondata dai britannici.
Il generale Sieckenius, comandante della 16ª Panzerdivision, preparò una nuova controffensiva a sorpresa per riprendersi San Salvo, concentrandosi sullo scalo ferroviario dove si trovava il 64º Reggimento Panzergrenadier, che resisteva agli alleati. Questo contrattacco a cannonate respinse momentaneamente le fanterie britanniche dei "Buffs" del Royal East Kent Regiment, che presidiava l'area di contrada Sant'Antonio; nella sera di quel giorno, l'ordine del generale Herr, impose la ritirata tattica tedesca lungo la linea Vasto-Cupello-Furci; dopo alcuni scontri il 4 novembre, lungo la linea di Colle Pizzuto (la Vineyard Hill) in Masseria Genova-Rulli, il 5 novembre le prime unità dell'VIII Armata poterono entrare a Vasto e Cupello, ormai abbandonate dai tedeschi, che ripiegavano sulla linea Scerni-Paglieta-Atessa, e soprattutto sul Sangro.

### La terza offensiva definitiva
La marcia d'inseguimento dei britannici continuò, dopo aver posto il quartier generale a Vasto, lungo le campagne, verso nord, sino a raggiungere la riva destra del Sangro presso l'abitato di Torino di Sangro già tra l'8 e il 9 novembre, mentre il contiguo schieramento dell'8° Indiana al quarto assalto riuscì il 4 novembre, finalmente ad occupare Tufillo, sconfiggendo la 1ª Divisione Paracadutisti di Heidrich, raggiungendo Palmoli il 5 novembre, e sgomberando la strada statale 86 tra Vasto e Torrebruna (CH). Più nel centro del Molise, la città strategica di Isernia, attaccata gli stessi giorni dalla 5ª Divisione britannica, era stata raggiunta e occupata il 4 novembre, mentre le truppe infine pattugliava le sponde del Trigno lungo l'asse dei centri di Lentella, Fresagrandinaria, Dogliola, Furci, fino a Vasto, questo fino all'8 novembre, quando vennero richiamate lungo il Sangro. Prima degli episodi del Moro e del Sangro, già lungo la direttrice Campobasso-Torella del Sannio, occupata dalla 1ª Divisione Canadese, i tedeschi di Kesselring avevano praticato la tattica della terra bruciata, distruggendo interi paesi pietra dopo pietra. Ad esempio Capracotta (IS), raggiunta dagli alleati il 19 novembre, venne trovata pressoché demolita, distrutta dalla X Armata tedesca di Kesselring, poiché era compresa nel piano distruttivo dell'Alta Val di Sangro e dell'Aventino, con obiettivo finale Castel di Sangro e Roccaraso. In tutto 20 comuni posti in quest'area, verranno letteralmente cancellati dalla storia, tra questi Gessopalena, Taranta Peligna, Lettopalena, Roccaraso, San Pietro Avellana, Lama dei Peligni, Torricella Peligna, Montenerodomo, Capracotta, Castel di Sangro, Alfedena, Roio del Sangro, Borrello, Quadri.

### Vasto durante la battaglia

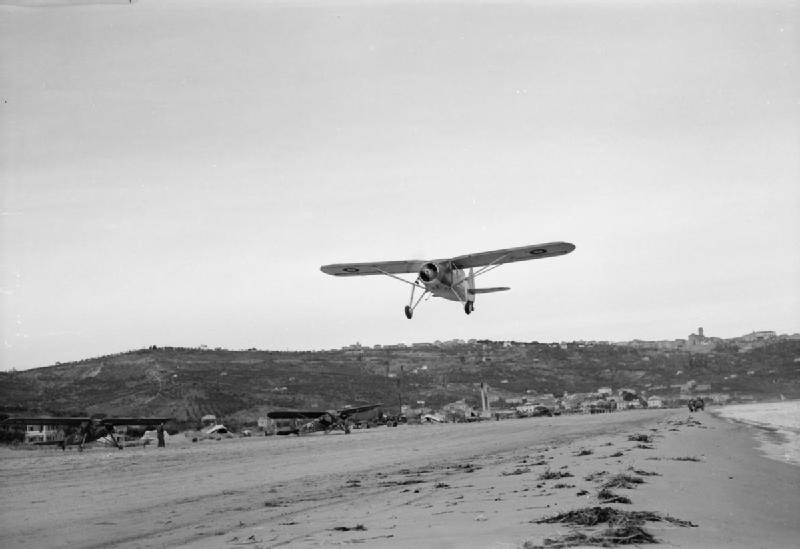
Un aereo della Royal Air Force sulla spiaggia di Vasto

L'entrata delle truppe alleate a Vasto, il 5 dicembre 1943, fu preceduta in città da una serie di eventi. Man mano che l'VIII Armata di Montgomery si avvicinava alla città, dei carri armati tedeschi posizioni in contrada Sant'Antonio abate (a sud dell'abitato), e sulla via Incoronata (a nord), bersagliavano le truppe sulla Marina, simulando la presenza di un corposo contingente nazista a difesa della città. A Vasto intanto il podestà Silvio Ciccarone operò un piano di salvaguardia della popolazione civile, temendo un grande scontro tra le due forze, e parlamentò con i civili stessi affinché non ci fossero disordini, a cui avrebbero seguito feroci rappresaglie. Il 16 ottobre gli alleati effettuarono un rapido bombardamento aereo che colpì la cappella del Sacramento e del Monte dei Morti presso la chiesa di San Pietro; due giorni dopo due cacciatorpediniere inglesi si posizionarono nel golfo, cannoneggiando la città, danneggiando due abitazioni della Loggia Amblingh, la cappella della Madonna delle Grazie, e il campanile della chiesa di Santa Maria Maggiore. I comandanti tedeschi al momento della ritirata, abbandonarono frettolosamente la città, prendendo cinque ostaggi, tra cui Silvio Ciccarone, che si consegnò spontaneamente.
Altri bombardamenti si effettuarono tra il 2 e il 3 novembre su Cupello, danneggiando alcune abitazioni e mietendo delle vittime. 
Cupello rappresentava per l'VIII Armata una base logistica per il traffico militare, collegato alla statale 16, e sin dal mese di settembre del 1943, i tedeschi avevano assunto il controllo della cittadina, requisendo alcuni civili affinché potessero fortificare la linea di difesa, e fornire viveri alle truppe tedesche sul Trigno. Stazionava nel paese la XXVI Panzer Divisionen per contrastare l'avanzata alleata, a fine settembre un gruppo di guastatori della Wehrmacht si installò nel paese, presso Palazzo Marchione, mentre il comando decretò la consegna di tutte le armi, e il bando per il reclutamento dei civili abili al lavoro; il 2 ottobre numerosi uomini vennero infatti trasportati su automezzi militari per lavorare non solo alla linea del Trigno, ma anche sul Sangro presso Fossacesia.
Il primo bombardamento alleato di Cupello avvenne il 2 novembre pomeriggio, con danneggiamenti di case, e morte di persone sorprese in mezzo alla strada; il secondo grave bombardamento ci fu la mattina del 3 novembre: i bombardieri Lancaster a doppia fusoliera si scagliarono sul centro del paese, crivellandolo di bombe. In tutto i morti, tra paese e compagne, furono 106.
Intanto a Vasto i tedeschi nella ritirata avevano minato alcune postazioni, facendo esplodere due abitazioni sul Corso Italia, in via del Cimitero, per sbarrare l'accesso agli alleati. Minarono altri palazzi sul Corso Mazzini, e uno in via San Francesco d'Assisi, con morti e feriti. Ritiratisi a Casalbordino, Vasto venne lasciata abbandonata, venendo occupata dagli alleati con l'avanzata dei carri armati Sherman. Le principali cariche politiche, decisero in un incontro a Piazza Rossetti di andare incontro agli alleati per tranquillizzare la situazione, presso la contrada Sant'Antonio, venendo fatti salire sugli autoblindo. Il generale Montgomery soggiornò alcuni giorni presso la Villa Marchesani, dove si trovava il campo d'internamento dei dissidenti politici, evacuato nel 1943 con trasferimento dei detenuti alla Caserma Rebeggiani di Chieti e a Fonte d'Amore a Sulmona.

## Età contemporanea
Nel secondo dopoguerra la città arriva a una popolazione di 20 919 abitanti nel 1951. Proprio in questo anno l'11 maggio un terribile incidente colpì il quartiere di San Michele: un caccia militare Lockheed P-38 Lightning proveniente dal campo di Palese si schianta sul rione abbattendo due case, provocando la morte di 7 persone (compreso il pilota).

### La frana del 1956
Tra il febbraio e il giugno 1956, Vasto fu sconvolta da una serie di frane e smottamenti causata dalla gran quantità di precipitazioni, anche di carattere nevoso, che si erano prodotte in quei mesi. Secondo alcuni, la frana, tra le più gravi della storia di Vasto, fu dovuta ancora una volta alle pessime condizioni delle condutture idriche sotterranee, inesistenti sino agli anni '60, poiché le famiglie attingevano l'acqua ancora dai ruderi dei due acquedotti romani.
Una parte di uno fra i più antichi rioni del centro storico sprofondò a valle, verso il mare, e andarono distrutti alcuni edifici pubblici e religiosi di notevole valore architettonico, fra cui la Chiesa di San Pietro, di età medievale, oltre a circa centocinquanta alloggi privati.

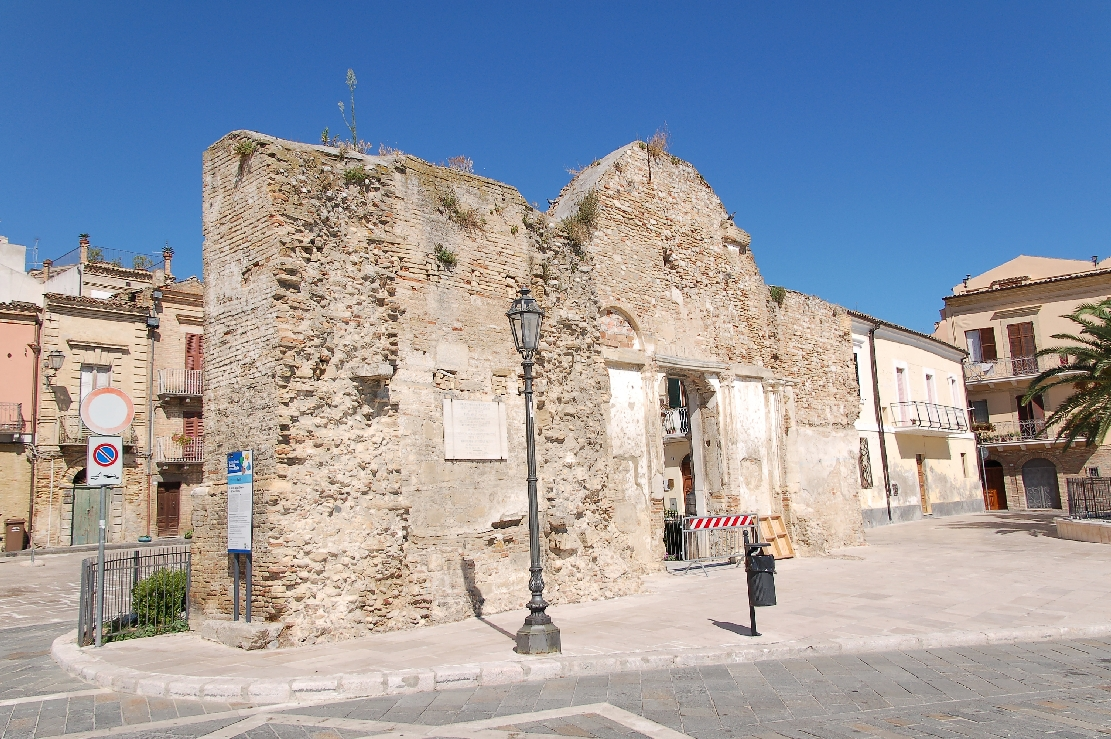
Portale della Chiesa di San Pietro, unico resto della parte di centro storico franata nel 1956

L'immediata evacuazione della popolazione residente dalla zona colpita, subito dopo la prima frana del 22 febbraio 1956, evitò tuttavia che si producessero vittime fra i civili.
Il 28 agosto 1957 un'autocorriera cittadina precipita con 39 persone a bordo in un burrone nella località di Casarza, straordinariamente senza provocare vittime (32 feriti di cui solo 3 in gravi condizioni).
Il Genio Civile, con l'aiuto del governo italiano, arginò la frana del costone orientale costruendo delle condotte per lo smaltimento delle acque delle falde sotterranee, e nel 1960 demolì la pericolante chiesa di San Pietro, poiché parte dell'abside era rimasto sporgente verso il baratro. Ci furono sollecitazioni da parte della Soprintendenza, dei fedeli e del parroco per salvare il prezioso manufatto, ma per evitare pericoli, si decise con la demolizione in tronco della chiesa, lasciando solo la facciata medievale, senza che però questa chiesa fosse ricostruita in seguito, come promesso. Gli arredi sacri e la stessa sede parrocchiale furono trasferiti, dove ora stanno ancora, nella chiesa di Sant'Antonio con l'ex convento dei francescani. Gli sfollati vennero ospitati nell'ex scuola elementare di piazza Rossetti, e in case popolari prontamente costruite per far fronte all'emergenza.

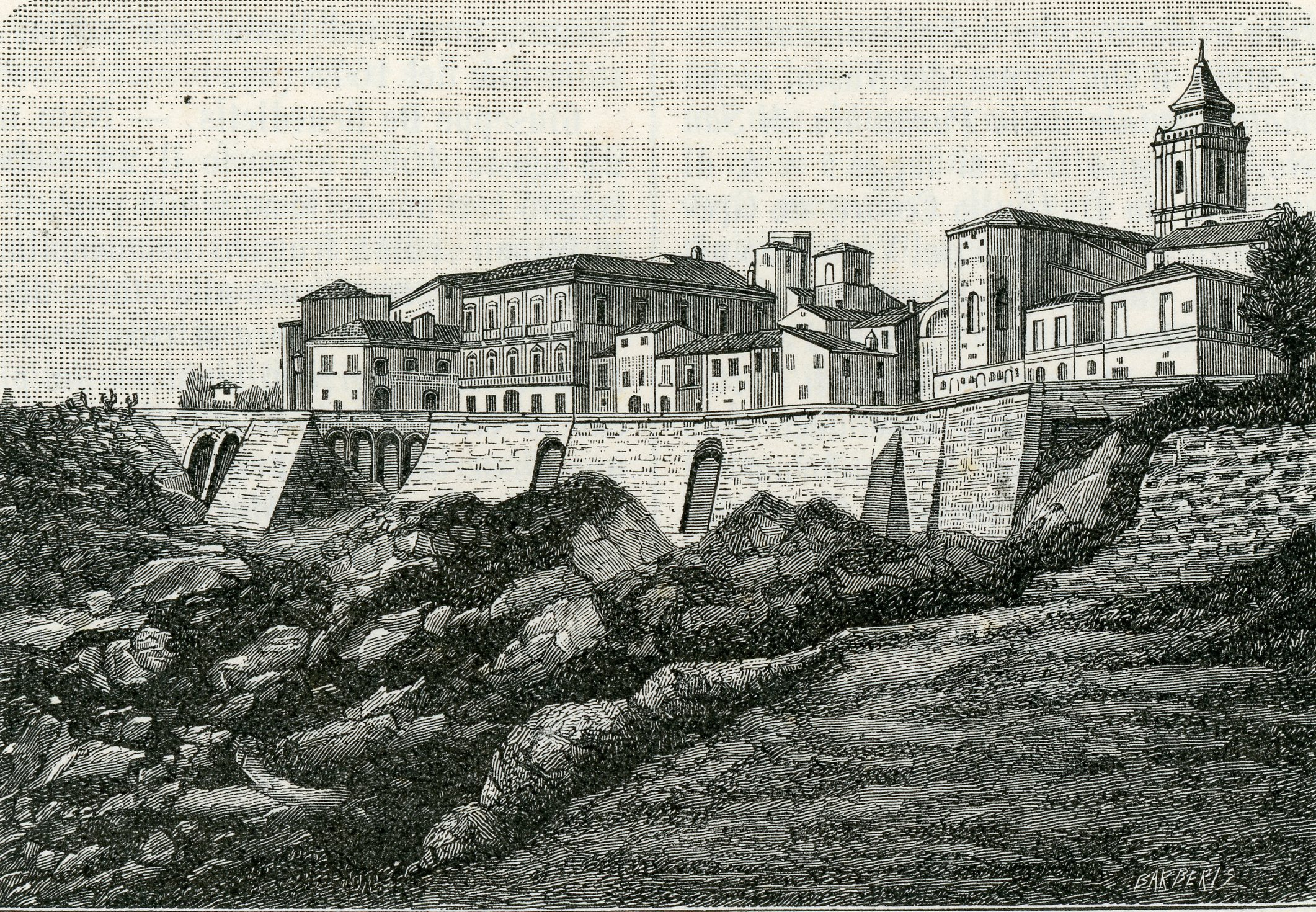
Zona orientale del centro storico di Vasto prima della frana del 1956

Fino alla fine degli anni 50 oltre alle attività artigianali, come la lavorazione della ceramica e l'arte dei vetrai, l'economia del Vastese era basata essenzialmente su agricoltura, commercio e pesca, e soggetta ad alto tasso di emigrazione (soprattutto verso Belgio, Stati Uniti, Canada, Argentina, Brasile e Australia), portando la popolazione a 20 121 nel 1961 (unica flessione demografica negativa insieme alle perdite dovute alle grandi guerre del Novecento).

### Dagli anni '60 a oggi
Negli anni 60 del Boom economico, al pari delle altre città costiere italiane e abruzzesi, Vasto è incominciata a essere una delle prime città abruzzesi a beneficiare del turismo balneare, con la costruzione di strutture adeguate nella frazione di Vasto Marina, e lo sviluppo industriale interessò la località di Santa Maria Incoronata, dove si trova l'antico convento, nonché tutta l'area portuale di Punta Penna (progetto di ampliamento tra il '64 e '67 del prof. G. Ferro).
Enrico Mattei, che frequentò la Regia Scuola Tecnica a Vasto, contribuì al riscatto del comprensorio da presidente dell'Eni, che, assieme all'IRI decise di creare nel 1962 la Società Italiana Vetro (SIV, ora Pilkington), sfruttando il metano rinvenuto nella zona di Cupello che conferì a Mattei la cittadinanza onoraria nella seduta di Consiglio Comunale del 2 ottobre 1961.
Fu costituito il CO.A.S.I.V. - Consorzio per l'Area di Sviluppo Industriale del Vastese per "favorire lo sviluppo economico e il sorgere di nuove iniziative industriali"; e fu anche avviato l'Istituto Tecnico Industriale di Vasto per la formazione dei giovani. Il Consorzio Industriale predispose un piano di sviluppo che prevedeva la creazione di agglomerati industriali a Punta Penna, San Salvo, Val Sinello, Vallata del Trigno, facendo sui finanziamenti per il Mezzogiorno, la disponibilità di manodopera e buone vie di comunicazione (autostrada, ferrovia, porto).
Nel 1971 la popolazione sale a 24 944, grazie anche all'occupazione che la Società Italiana Vetro (SIV) inizialmente dava con il lavoro a 3500 persone, e facendo sorgere un indotto contante piccole aziende. Il grande impulso industriale avvenne nel 1972 con l'insediamento della Magneti Marelli (ora Denso), che con i suoi 2000 posti di lavoro determinò il definitivo decollo del Vastese.
Negli anni 80 la popolazione arriva a 30 183 abitanti (1981) e nel 1989, in ricordo della notevole emigrazione avvenne il gemellaggio con la città australiana di Perth, in omaggio alla città che più di tutte accolse emigranti vastesi, e l'attivazione della Stazione di Vasto-San Salvo. Nel 1988 si arrivò alla realizzazione del prolungamento del molo di ponente del porto.
Il 1991 conta 32 880 vastesi, il 2001 una popolazione di 35 362. Nel 1995 venne inaugurato uno dei principali parchi acquatici del centro-sud Italia: l'Aqualand del Vasto, nella pianura che divide Vasto dal porto di Punta Penna (località Lebba), contribuendo di molto al turismo estivo della città, oltre a quello balneare e culturale.
Nel 2003 il lungometraggio "il posto dell'anima"di Riccardo Milani viene ambientato in gran parte a Vasto.
Il censimento del 2011 documenta una popolazione di 38 747 abitanti.
Nel settembre 2014 uno straordinario spiaggiamento di cetacei (7 capodogli) si verificò nella riserva naturale guidata Punta Aderci; tuttavia, grazie alla pronta reazione della Guardia costiera, dei biologi marini dell'Università degli Studi di Padova e dei molti volontari giunti da tutto il Vastese, si riuscirono a riportare al largo quattro esemplari con la sola forza delle braccia. Secondo uno studio pubblicato su Scientific Reports, la principale motivazione alla base dello spiaggiamento dei suddetti cetacei, sarebbe consistita nel fatto che la femmina alla guida del gruppo era affetta da una grave patologia renale, la quale, compromettendole le sue capacità organiche, l'ha resa incapace di orientarsi in maniera adeguata e, di conseguenza, ha comportato lo spiaggiamento di tutti e sette gli esemplari del gruppo.
Nel 2017, come conseguenza della Legge Rosato, diventa capofila del collegio uninominale Abruzzo - 05 per la Camera dei deputati come comune più popoloso della circoscrizione.
Oggi il Comprensorio del Vastese, nonostante la riduzione dell'occupazione, appare come uno dei modelli più riusciti di industrializzazione. La crescita economica ha raggiunto un buon livello, turismo, agricoltura e servizi hanno beneficiato del "volano" dell'industria, rendendo Vasto il comune capofila della Costa dei Trabocchi, secondo comune della Provincia per popolazione e settimo a livello regionale con una popolazione di 41 474 abitanti.